# Barack Obama
Barack Hussein Obama II (AFI: /bəˈrɑːk huːˈseɪn oʊbɑːmə/ · ; Honolulu, 4 agosto 1961) è un politico e avvocato statunitense, 44º presidente degli Stati Uniti d'America dal 2009 al 2017, prima e unica persona di origini afroamericane a ricoprire tale carica. Obama è membro del Partito Democratico ed in precedenza ha ricoperto l'incarico di senatore per lo stato dell'Illinois dal 2005 al 2008 e ancor prima quello di senatore statale, sempre in Illinois, dal 1997 al 2004.
Figlio di un'antropologa originaria del Kansas e di un economista keniota, Obama si è laureato in scienze politiche alla Columbia University (1983) e in giurisprudenza alla Harvard Law School (1991). È stato il primo afroamericano a dirigere la rivista Harvard Law Review. Prima di portare a termine gli studi in legge, è stato community organizer a Chicago. Successivamente ha lavorato come avvocato nel campo della difesa dei Diritti civili e come insegnante di diritto costituzionale presso la Law School dell'Università di Chicago (1992-2004).
Barack Obama è stato membro del Senato dell'Illinois per la durata di tre mandati (1997-2004). Dopo essersi candidato senza successo alla Camera dei rappresentanti nel 2000, quattro anni più tardi concorse per il Senato federale imponendosi a sorpresa nelle primarie del Partito Democratico del marzo 2004 su un folto gruppo di contendenti. L'inaspettata vittoria alle primarie contribuì ad accrescere la sua notorietà: in seguito, il suo discorso introduttivo («keynote address») pronunciato in occasione della convention democratica di luglio lo rese una delle figure più eminenti del suo partito. Obama fu quindi eletto al Senato degli Stati Uniti nel novembre 2004, con il più ampio margine nella storia dell'Illinois, e prestò servizio come senatore junior dal gennaio 2005 al novembre 2008.
Il 10 febbraio 2007 annunciò ufficialmente la propria candidatura alle successive consultazioni presidenziali. Alle elezioni primarie del Partito Democratico, dopo un'aspra contesa, sconfisse Hillary Clinton, senatrice in carica per lo Stato di New York e già first lady, favorita della vigilia; il 3 giugno 2008 Obama raggiunse il quorum necessario per la candidatura divenendo così il primo afroamericano a correre per la Casa Bianca in rappresentanza di uno dei due maggiori partiti. Vinse quindi le elezioni presidenziali del 4 novembre 2008 superando John McCain, senatore repubblicano dell'Arizona, insediandosi formalmente il 20 gennaio successivo. Il 6 novembre 2012 fu riconfermato per un secondo mandato imponendosi sul candidato repubblicano Mitt Romney.
Il settimanale statunitense Time lo ha designato «persona dell'anno» nel 2008 e nel 2012. Nel 2009 è stato insignito del Premio Nobel per la pace «per i suoi sforzi straordinari volti a rafforzare la diplomazia internazionale e la cooperazione tra i popoli».

## Biografia

### Primi anni

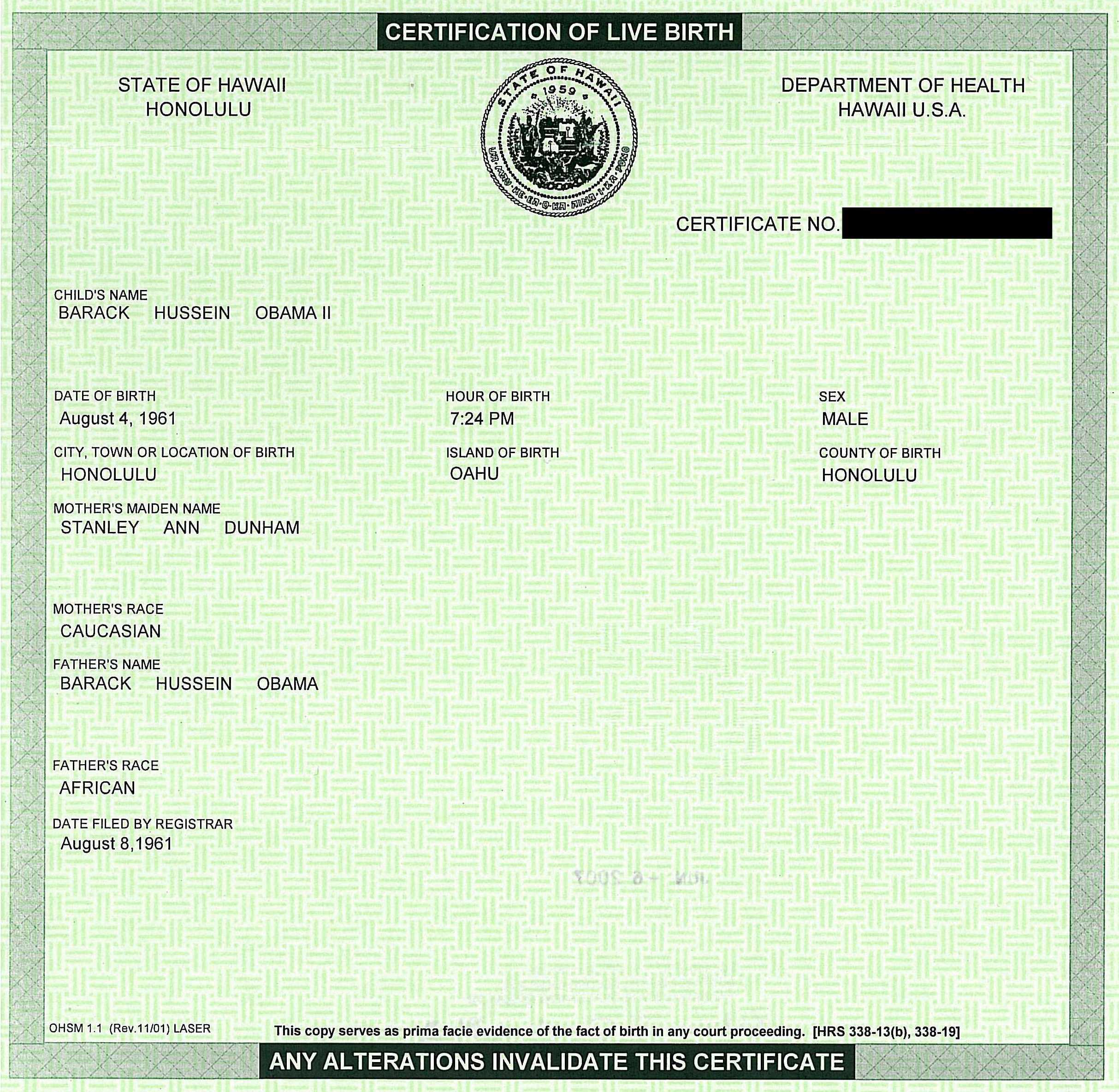
Certificato di nascita di Barack Obama

È nato il 4 agosto 1961 al Kapi'olani Medical Center for Women & Children di Honolulu, nelle Hawaii. La madre, Stanley Ann Dunham, era una statunitense nata a Wichita (Kansas) da una famiglia di origini inglesi e tedesche. Il padre, Barack Obama, Sr., era un kenyota di etnia Luo, nato a Nyang'oma Kogelo, nella Provincia di Nyanza. Al momento della nascita di Barack Jr entrambi i genitori erano giovani studenti universitari. Nel 1963 i genitori si separarono per poi divorziare. 
Il padre andò all'Università di Harvard per conseguire un dottorato di ricerca, e infine tornò in Kenya, dove morì in un incidente stradale nel novembre 1982: rivide il figlio solo in un'occasione, quando aveva dieci anni, durante le vacanze natalizie del 1971. La madre si risposò con Lolo Soetoro (1936-1987), un altro suo ex collega universitario. Soetoro proveniva dall'Indonesia e si laureò in geografia nel 1962. Obama si trasferì quindi con la famiglia a Giacarta, dove nacque la sua sorellastra, Maya Soetoro-Ng, e frequentò le scuole elementari in Indonesia dai 6 ai 10 anni.
A dieci anni, nel 1971, Obama ritornò a Honolulu per ricevere un'istruzione migliore. Fu cresciuto prima dai nonni materni, Stanley Dunham (1918-1992) e Madelyn Payne Dunham (1922-2008), poi dalla madre. Fu iscritto alla scuola privata più importante e prestigiosa dell'isola, la Punahou High School, dove si diplomò con ottimi voti nel 1979. La madre di Obama morì di cancro nel novembre 1995, pochi mesi dopo la pubblicazione dell'autobiografia di Barack Obama, Dreams from My Father (I sogni di mio padre).
In Dreams from My father Obama descrive la sua esperienza di crescere con la famiglia di sua madre, una famiglia di ceto medio e bianca. La conoscenza del padre biologico, assente, derivò principalmente dai racconti della famiglia e dalle fotografie. Della sua infanzia, Obama scrive: "Che mio padre non sembrava per nulla come le persone a fianco a me — che era nero come la pece, mentre mia madre bianca come il latte — me ne ricordo a malapena". Da giovane, lottò per riconciliare le percezioni sociali sulla sua eredità multirazziale. Obama scrive a proposito del suo utilizzo di sostanze stupefacenti quali marijuana e cocaina durante la sua adolescenza, a suo dire per "buttare fuori dalla mia testa le domande su chi io fossi ". Al forum civile per la candidatura presidenziale nel 2008, Obama definì l'utilizzo che fece delle droghe come "il suo più grosso fallimento morale".
Dopo il liceo, Obama studiò per un paio d'anni all'Occidental College, prima di spostarsi al Columbia College della Columbia University, dove si laureò in scienze politiche, con una specializzazione in relazioni internazionali. Dopo la laurea, lavorò per un anno alla Business International Corporation (ora parte del The Economist Group), una società che forniva notizie economiche di carattere internazionale alle aziende clienti. Si trasferì dunque a Chicago, per dirigere un progetto non profit che consisteva nell'assistere le chiese locali nell'organizzare programmi di apprendistato per i residenti dei quartieri poveri nel South Side. Nel 1988 Obama lasciò Chicago per tre anni per studiare giurisprudenza a Harvard.
Nel febbraio 1990 diventò il primo presidente afroamericano della celebre rivista Harvard Law Review. Nel 1989, durante uno stage estivo presso lo studio legale specializzato in diritto societario Sidley Austin di Chicago, conobbe Michelle Robinson, avvocato associato dello stesso studio. Si laureò magna cum laude nel 1991. Il 3 ottobre 1992 sposò Michelle Robinson nella Trinity United Church of Christ di Chicago. Tornato a Chicago, Obama diresse un movimento per far registrare al voto quanti più elettori possibili (voter registration drive), lavorando come avvocato associato presso lo studio legale Miner, Barnhill & Galland nel patrocinio di organizzazioni impegnate nella difesa dei diritti civili e del diritto di voto, insegnando diritto costituzionale presso la facoltà di legge dell'Università di Chicago, dal 1993 fino alla sua elezione al Senato federale nel 2004. Il suo impegno politico cominciò nel 1992, anno in cui, dopo un'agguerrita campagna elettorale, aiutò il candidato democratico Bill Clinton nelle elezioni presidenziali, aiutandolo nella raccolta di circa 150 000 voti.

### Senatore statale in Illinois

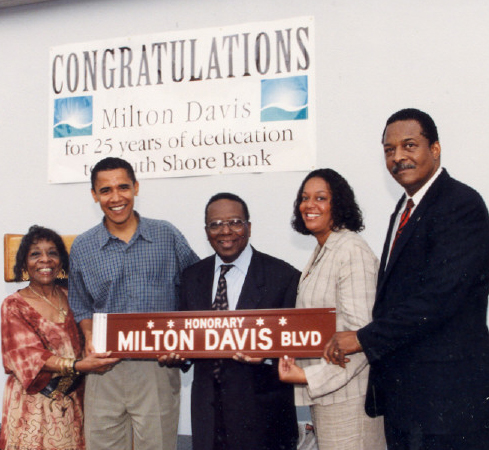
Obama e altri afroamericani festeggiano l'intitolazione di una strada di Chicago a Milton Davis nel 1998

Nel 1996 Obama fu eletto al Senato dell'Illinois dal 13º distretto nel quartiere Hyde Park, nella parte meridionale di Chicago. Nel gennaio 2003, quando i democratici riconquistarono la maggioranza del Senato, fu nominato presidente del Comitato della Sanità e dei Servizi umani del Senato. Tra le iniziative legislative, Obama concorse a introdurre sgravi fiscali per favorire le famiglie a basso reddito, lavorò a una legge per aiutare i residenti che non potevano permettersi un'assicurazione sanitaria e promosse leggi per aumentare i programmi di prevenzione dell'AIDS e di assistenza alle persone colpite dal virus.
Nel 2000 si candidò alle elezioni primarie del Partito Democratico per la nomina del rappresentante congressuale per l'Illinois, ma fu sconfitto in maniera abbastanza netta da Bobby Rush, che raccolse il 61% dei voti contro il 30% di Obama. Rush, già membro delle Pantere Nere e attivista nella comunità, affermò che Obama "non aveva vissuto nel primo distretto congressuale abbastanza per sapere realmente cosa stava succedendo". Dopo la sconfitta, Obama si concentrò sul Senato statale, redigendo una legge che obbliga la polizia a registrare gli interrogatori degli indagati per crimini punibili con la pena di morte e sostenendone un'altra che richiede alle assicurazioni di coprire le mammografie di routine. Nel 2002 si candidò alla stessa carica senza rivali.
Analizzando la carriera di Obama nel Senato dell'Illinois, un articolo del Washington Post, pubblicato nel febbraio del 2007, ha notato la sua abilità nel lavorare con efficacia sia con i democratici sia con i repubblicani, e la capacità di costruire coalizioni bipartisan. Nella sua campagna elettorale per il Senato federale, Obama ottenne l'appoggio del Fraternal Order of Police, il più grande sindacato di polizia statunitense. Gli agenti lodarono il suo "duraturo appoggio a un controllo sulle armi da fuoco e la sua volontà di raggiungere compromessi", nonostante il sindacato di polizia si fosse opposto ad alcune leggi.

### Elezione a senatore per lo stato dell'Illinois

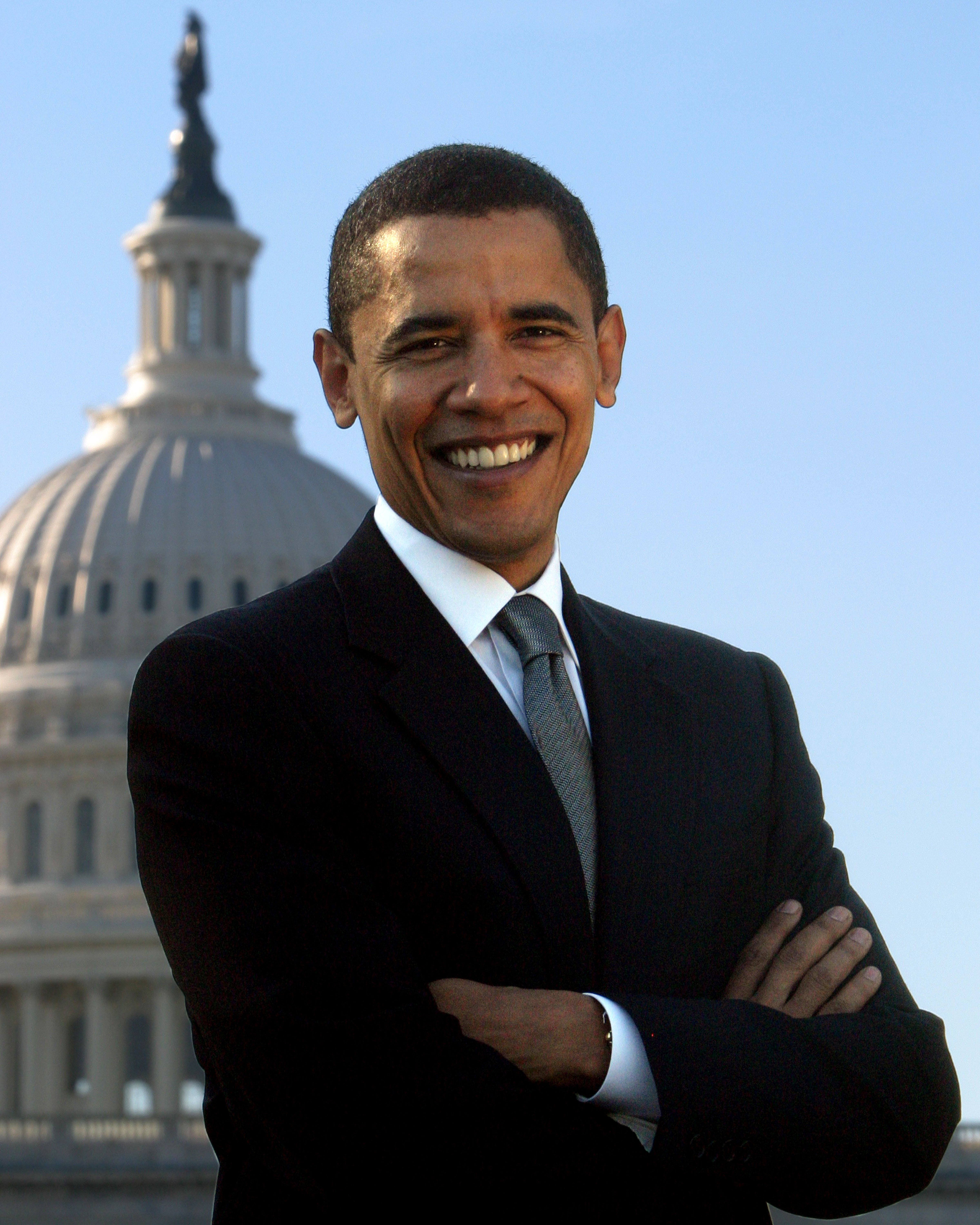
Ritratto ufficiale di Barack Obama come membro del Senato federale

Nel 2004 si tenne in Illinois l'elezione di uno dei due senatori che rappresentano lo Stato nel Congresso degli Stati Uniti. Il senatore in carica era il repubblicano Peter Fitzgerald, il quale però aveva già annunciato di non volersi ricandidare. Obama presentò la sua candidatura alle primarie democratiche. Nei primi sondaggi Obama inseguiva il ricchissimo uomo d'affari Blair Hull e il supervisore statale Dan Hynes. Le possibilità per Hull precipitarono, però, dopo le accuse di violenza domestica.
La candidatura di Obama divenne vincente grazie a una campagna pubblicitaria che proponeva immagini di Harold Washington, il sindaco deceduto di Chicago, e dello scomparso senatore federale Paul Simon. Fu inoltre sostenuta dalla figlia di Simon, dal Chicago Tribune e dal Chicago Sun-Times.
Vinte le primarie democratiche, Obama affrontò Jack Ryan, vincitore di quelle per il Partito Repubblicano. Nei sondaggi iniziali Ryan inseguiva Obama, che poi lo distanziò di venti punti quando i media resero noto che Ryan aveva incaricato un assistente di seguire le apparizioni pubbliche di Obama. Con il progredire della campagna, una causa intentata dal Chicago Tribune e dal canale WLS-TV, di proprietà dell'ABC, portarono un tribunale della California ad aprire dei dossier sull'affidamento dei figli risalenti al divorzio di Ryan dalla moglie, l'attrice Jeri Ryan. Nei dossier, la donna sosteneva che il marito l'avesse condotta in alcuni sex club di numerose città con l'intenzione di avere rapporti sessuali in pubblico. Benché fosse materia per giornali scandalistici e programmi televisivi di gossip, i dossier avevano comunque rilevanza giornalistica, perché Ryan aveva insistito con i leader repubblicani che essi non contenevano niente che potesse danneggiarlo. Di conseguenza molti repubblicani misero in dubbio l'integrità morale di Ryan, che abbandonò la campagna elettorale il 25 giugno 2004, lasciando Obama senza rivali.
Risultò difficile per il Partito Repubblicano dell'Illinois trovare un sostituto di Ryan, perché molti dei potenziali candidati, fra i quali Mike Ditka, ex allenatore dei Chicago Bears, rifiutarono la candidatura. La presidente del Partito Repubblicano dell'Illinois, Judy Baar Topinka, alla fine indicò due possibili candidati, entrambi afroamericani: Alan Keys, un ex funzionario del Dipartimento di Stato e commentatore radiofonico dal Maryland, e Andrea Barthwell, un ex funzionario dell'Agenzia Antidroga federale. Nell'agosto del 2004, a meno di tre mesi dal giorno delle elezioni, Alan Keyes accettò la nomina e, già residente in Maryland da lunga data, cambiò la sua residenza legale nell'Illinois.
Obama e Keyes esprimevano punti di vista opposti riguardo alla ricerca sulle cellule staminali, sull'aborto, sul controllo sulle armi da fuoco, sui tagli alle tasse e sui buoni scuola. Il 2 novembre 2004, Obama trionfò contro Keyes con il 70% dei voti, contro il 27% dell'avversario.

### L'attività a Washington
Obama giurò come senatore il 4 gennaio 2005. Scelse, come direttore del personale, l'ex coordinatore dei Democratici al Senato Tom Daschle, e come consulente politica Karen Kornbluh, un'economista che era stata vice capo di gabinetto di Robert Rubin, ex segretario del Tesoro. Nel luglio 2005, Samantha Power, vincitrice del premio Pulitzer per un libro sui diritti umani e il genocidio, entrò nella squadra di Obama.
A quattro mesi dal suo arrivo al senato, il Time lo dichiarò uno dei 100 personaggi più influenti del mondo, definendolo "uno dei più ammirati politici in America". Un articolo dell'ottobre 2005 della rivista britannica New Statesman nominò Obama uno dei "10 personaggi che possono cambiare il mondo". Nel corso degli anni in Senato, Obama ricevette vari dottorati ad honorem in legge da varie istituzioni universitarie tra i quali il Knox College, la University of Massachusetts Boston, l'Università Northwestern, e la Xavier University of Louisiana. Era membro delle seguenti commissioni al Senato:
- relazioni internazionali;
- salute, educazione, lavoro e pensioni;
- sicurezza nazionale e affari di governo;
- veterani.

Lasciò il Senato il 16 novembre 2008, per concentrarsi sulla presidenza imminente, con molto anticipo rispetto all'insediamento del 20 gennaio 2009, a differenza della maggior parte dei precedenti senatori eletti presidenti, che lasciarono il Senato pochi giorni prima del giuramento.
Nel 2020 fece un discorso TV in cui augurava buona fortuna a tutti gli studenti che avrebbero affrontato l'esame.

#### Attività legislativa

##### 109º Congresso

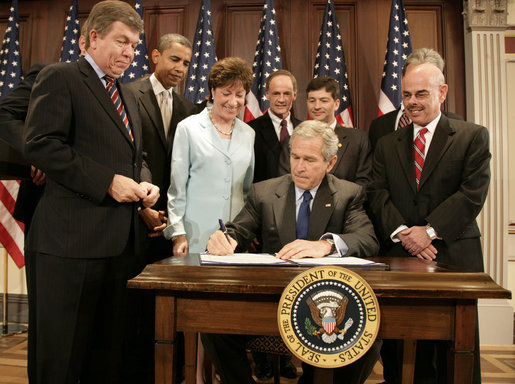
L'ex-Presidente Bush firma la legge sulla responsabilità e trasparenza dei fondi federali, mentre gli artefici Tom Coburn (R-OK) e Obama osservano

Durante il 109º Congresso, nel biennio 2005-2006, Obama ha prodotto 152 tra disegni di legge e risoluzioni, e ne ha appoggiate altre 427. Il suo primo disegno di legge è stato la Legge per l'aumento delle borse di studio universitarie Pell. Mantenendo una promessa elettorale, il disegno proponeva di aumentare l'ammontare massimo delle borse di studio "Pell Grant": si tratta di un contributo per il pagamento delle rette universitarie, destinato agli studenti che provengono da famiglie a basso reddito. Il disegno di legge non superò l'esame della commissione e non fu mai votato dal Senato.
Obama ha svolto un ruolo attivo nello sforzo del Senato per migliorare la sicurezza dei confini e riformare le leggi sull'immigrazione. A partire dal 2005, ha appoggiato la Legge sull'America sicura e sull'Immigrazione controllata, introdotta dal senatore John McCain (R-AZ). Obama ha proposto tre emendamenti alla legge 2611, la Riforma tollerante sull'Immigrazione voluta dal senatore Arlen Specter (R-PA). La S. 2611 passò l'esame del Senato nel maggio 2006, ma non fu approvata dalla Camera. Nel settembre 2006, Obama ha appoggiato un disegno di legge collegato, la Legge per la barriera sicura, che autorizza la costruzione di un muro lungo il confine e rafforza le misure di contrasto all'immigrazione clandestina proveniente dal Messico. Il Presidente Bush approvò il disegno di legge nell'ottobre 2006, definendolo "un passo importante verso la riforma dell'immigrazione".
Congiuntamente, prima, al senatore Dick Lugar (R-IN), e poi al senatore Tom Coburn (R-OK), Obama ha introdotto con successo due iniziative legislative che portano il suo nome. La Lugar-Obama estende la Nunn-Lugar sulla riduzione delle armi di distruzione di massa alle armi convenzionali, tra cui i missili a spalla e le mine anti-uomo.
La Legge sulla trasparenza dei fondi federali Coburn-Obama prevede la pubblicazione dal 2007 di un sito web, gestito dall'Agenzia della Gestione e del Bilancio, che elenca le organizzazioni che ricevono fondi federali. Per ogni organizzazione si dichiara quale agenzia destina i fondi, l'ammontare del contributo e il motivo del finanziamento o contratto. Il 22 dicembre 2006, il presidente Bush firmò la Legge per gli aiuti, sicurezza e promozione della democrazia della Repubblica Democratica del Congo, la prima legge federale con Obama primo firmatario.

##### 110º Congresso
Nei primi giorni della 110ª legislatura, in un editoriale pubblicato sul Washington Post, Obama ha invocato la fine di "ogni pratica che faccia pensare a un cittadino ragionevole che un politico deve qualcosa a un lobbista". Si è unito al senatore Russ Feingold (D-WI), per fare pressione sulla dirigenza dei Democratici al fine di ottenere restrizioni più severe nella S.1, la legge del 2007, sulla trasparenza e la responsabilità dei legislatori, che passò al Senato con 96 voti favorevoli e solo due contrari. Obama si è unito a Charles Schumer (D-NY) nell'appoggiare la S. 453, un disegno di legge che intende criminalizzare pratiche scorrette nelle elezioni federali, tra cui volantini fraudolenti e telefonate automatiche, come è avvenuto nelle elezioni di medio termine del 2006.
Le iniziative di Obama riguardo all'energia hanno riscosso plausi e critiche da parte degli ambientalisti, che hanno gradito la sua proposta di legge sul riscaldamento globale, presentata con il senatore John McCain (R-AZ), che permetterebbe di ridurre le emissioni di gas serra di due terzi entro il 2050, ma si sono mostrati più scettici nei confronti dell'appoggio di Obama nei confronti di una legge che promuove la produzione di carbone liquefatto. Sempre nei primi mesi della 110ª Legislatura, Obama ha presentato il Disegno di legge per l'uscita dalla guerra in Iraq, che prevedeva la graduale riduzione del numero di militari statunitensi presenti sul suolo iracheno dal 1º maggio 2007 e il loro totale rientro dall'Iraq entro il 31 marzo 2008.

#### Visite ufficiali

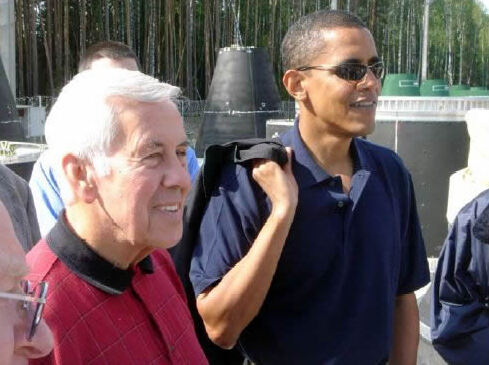
Obama con il presidente della Commissione del Senato sui rapporti con l'estero Dick Lugar

Nella pausa parlamentare dell'agosto 2005, Obama viaggiò con il senatore Richard Lugar, presidente della Commissione del Senato sui rapporti con l'estero, in Russia, Ucraina e Azerbaigian. Il viaggio era focalizzato su strategie per controllare l'offerta mondiale di armi convenzionali, biologiche e di distruzioni di massa, come una prima difesa strategica dalla minaccia di futuri attacchi terroristici. Lugar e Obama ispezionarono una struttura per la distruzione di testate nucleari a Saratov, nel sud della Russia europea.
Nel gennaio 2006, Obama partecipò a una delegazione del Congresso che ha incontrato i militari statunitensi in Kuwait e in Iraq. Poi Obama si è recato in Giordania, Israele e in Palestina. Mentre era in Israele, Obama incontrò il ministro degli esteri israeliano Silvan Shalom. Obama incontrò anche un gruppo di studenti palestinesi due settimane prima che Hamas vincesse le elezioni. Secondo ABC News 7 (Chicago), Obama riferì agli studenti che "gli Stati Uniti non riconosceranno mai la vittoria di Hamas, se questo non rinuncia alla sua principale missione di distruggere Israele", dichiarazione poi ripetuta nel suo incontro con il Presidente dell'Autorità Nazionale Palestinese, Mahmūd Abbās.
Il terzo viaggio ufficiale di Obama si svolse nell'agosto del 2006, in Sudafrica, Kenya, Gibuti, Etiopia e Ciad. Obama fu raggiunto dalla moglie e dalle due figlie nella visita al villaggio natale di suo padre, vicino a Kisumu, in una regione occidentale e rurale. Obama fu accolto da folle entusiaste nelle sue uscite pubbliche.
Per incoraggiare le popolazioni locali a effettuare il test HIV in maniera volontaria, Obama e sua moglie si sottoposero pubblicamente a un test in una clinica keniana. In un discorso ripreso dalla televisione keniana, tenuto presso l'Università di Nairobi, Obama criticò fortemente l'influenza delle rivalità etniche sulla politica keniana. Il discorso generò un pubblico dibattito tra i politici keniani, alcuni dei quali bollarono le parole di Obama come ingiuste e inappropriate, mentre altri condivisero le sue posizioni.

### Candidatura alla presidenza degli Stati Uniti
(Motto della campagna presidenziale di Obama pronunciato durante le primarie.)

#### Voci su una possibile candidatura

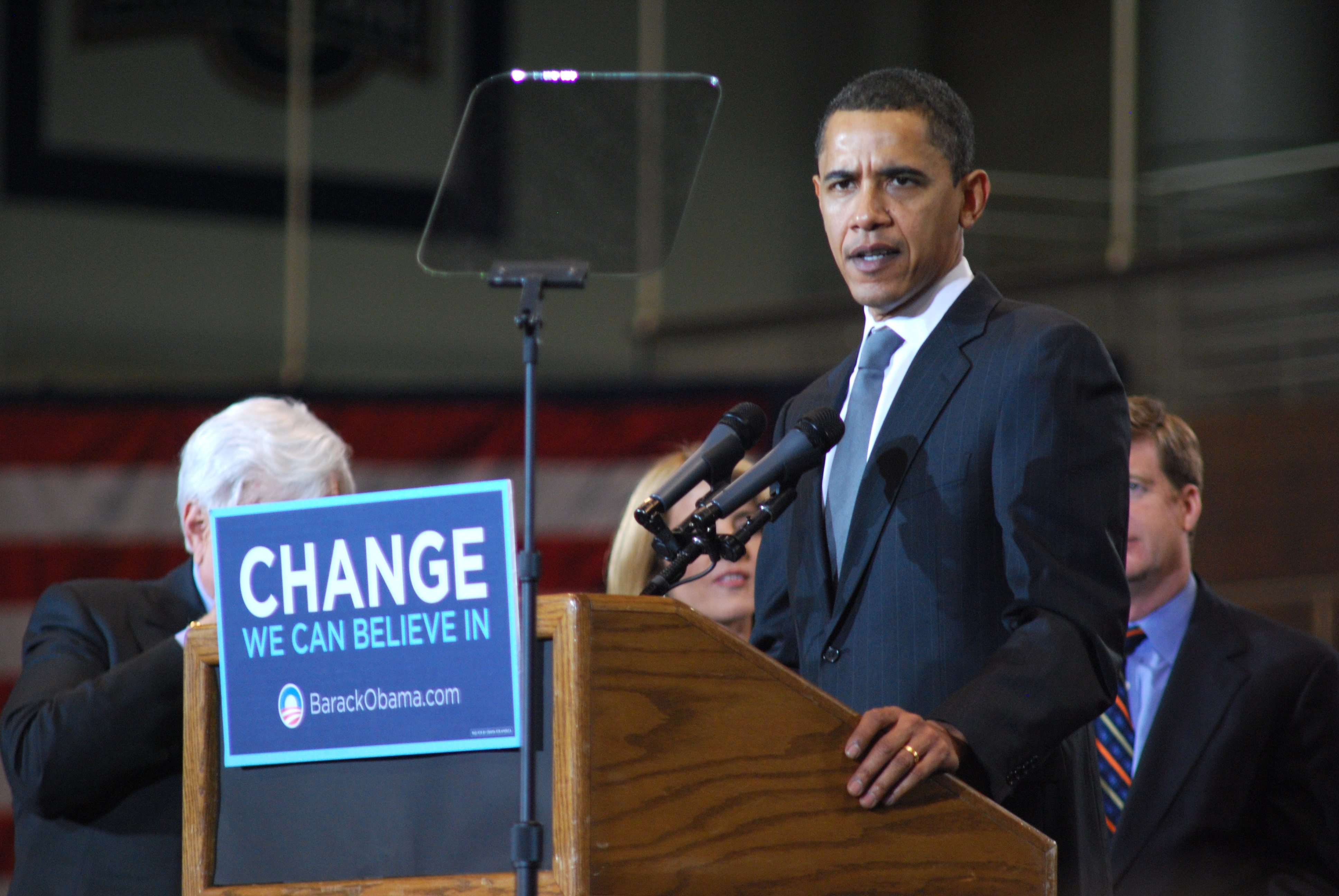
Obama parla agli universitari, uno dei suoi punti di forza elettorali

Voci su una possibile candidatura di Obama alle elezioni presidenziali del 2008 si erano intensificate dopo la sua vittoria al Senato Federale nel novembre 2004, ma Obama le smentì dichiarando alla stampa: "Posso senza dubbio affermare che non mi candiderò alle elezioni presidenziali tra quattro anni".
Un articolo del dicembre 2005 della rivista The New Republic osservava che nel 2008 Obama avrebbe avuto le maggiori possibilità di vittoria, perché non ci sarebbe stato un presidente uscente candidato per un secondo mandato né un vicepresidente uscente candidato alla presidenza, come accade nella maggior parte dei casi. Nel gennaio 2006, a una specifica domanda durante la trasmissione televisiva Meet the Press, Obama rispose confermando la sua volontà di terminare il mandato da senatore, che scadeva nel 2010.
L'altro senatore democratico dell'Illinois, Richard Durbin, più volte invitò Obama a considerare la candidatura. Nel settembre 2006, Daniel Hynes, l'avversario di Obama alle primarie senatoriali del 2004, scrisse una lettera aperta al Chicago Sun-Times, in cui invitava i Democratici a pensare seriamente alla candidatura di Obama. Il 2 ottobre 2006, il New York Magazine pubblicò un articolo in cui Obama dichiarava: "Molta gente mi chiede se mi candiderò nel 2008, e io ho risposto di no. E se cambio idea, vi farò sapere". La rivista Time pubblicò la sua foto in copertina, accompagnata dal titolo Le ragioni per cui Barack Obama potrebbe essere il prossimo presidente", con all'interno un articolo su nuove voci di una sua possibile candidatura nel 2008.

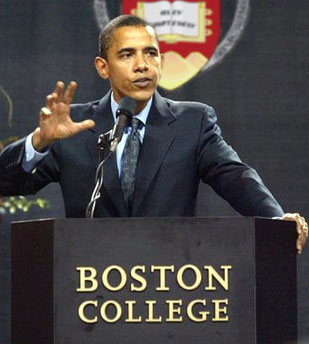
Barack Obama a Boston

Il 18 ottobre 2006, Obama partecipò al The Oprah Winfrey Show. La conduttrice Oprah Winfrey lo sollecitò in proposito: "So che non sto parlando solo per me. Ci sono molte persone che vogliono che tu ti candidi alla presidenza degli Stati Uniti." Obama promise che, se mai avesse deciso di candidarsi alla presidenza, lo avrebbe annunciato nel suo programma.
Il 22 ottobre 2006, Obama di nuovo partecipò alla trasmissione Meet the Press, ammettendo per la prima volta di star pensando a una candidatura: "Non voglio essere schivo al riguardo: date le reazioni che ho ricevuto negli scorsi mesi, ho pensato a questa possibilità, ma non ci ho ancora pensato con la serietà e la profondità che credo siano necessarie. [...] Dopo il 7 novembre, mi fermerò, mi siederò e considererò la questione, e se a un certo punto cambio idea, farò un annuncio pubblico e tutti saranno in grado di darmi addosso".
Il 10 febbraio 2007 Obama annunciò ufficialmente la sua candidatura per le elezioni presidenziali del 2008.
Molti commentatori segnalarono l'interesse internazionale per Obama come uno dei fattori determinanti nella costruzione della sua immagine pubblica. Se da un lato la sua candidatura fu premiata da sondaggi svolti a livello globale, fu d'altra parte significativa la scelta di Obama di stabilire relazioni con importanti politici stranieri già prima della sua corsa presidenziale, in particolare con il Primo ministro britannico Tony Blair, che incontrò a Londra nel 2005, con il segretario del Partito Democratico italiano e sindaco di Roma Walter Veltroni, che visitò l'ufficio di Obama al Senato nel 2005, e con il Presidente francese Nicolas Sarkozy, che incontrò a Washington nel 2006.

#### La sfida per la nomination democratica

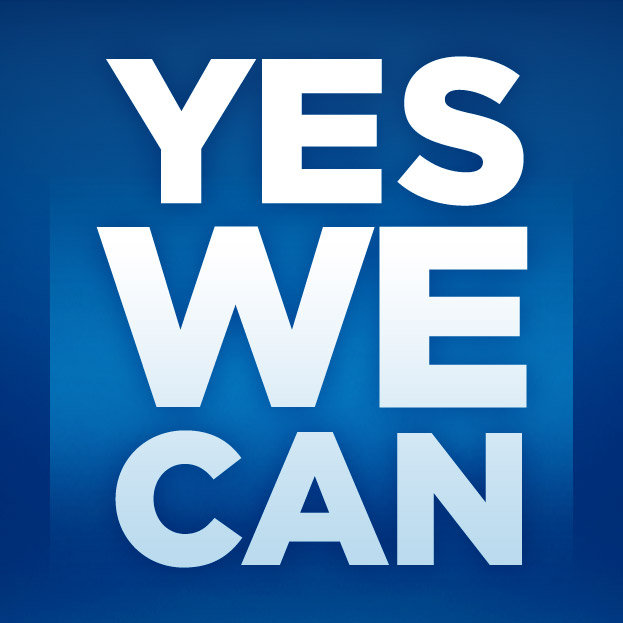
Yes We Can, lo slogan utilizzato in campagna elettorale da Obama

Suoi principali sfidanti furono la senatrice Clinton di New York e il senatore John Edwards della North Carolina; Obama aveva un saldo secondo posto nei sondaggi al 23%, dietro la favorita Clinton (30-40%) e davanti Edwards (16%).
L'iter per la scelta del candidato democratico iniziò il 3 gennaio 2008, quando si tennero i caucus dell'Iowa. Barack Obama vinse con quasi il 38% dei voti, davanti a John Edwards (con circa il 30%) e alla favorita Hillary Clinton (29%); infatti il giovane senatore nero, aveva impostato il suo messaggio su un forte programma di cambiamento al grido di "Yes, we can" rafforzato dall'essere un afroamericano di umili origini che per la prima volta correva per divenire Presidente, e creando un movimento di popolo intorno alla sua figura che appannava la candidatura di Clinton: la prima donna che correva per la Presidenza, ma forse troppo legata alla vecchia politica. Questa campagna inoltre è stata la prima che si è giocata con un ruolo fondamentale dei social network, utilizzati soprattutto da Obama per lanciare il suo messaggio di cambiamento e speranza, anche in antitesi con la grande macchina organizzativa dei Clinton fatta di volontari e porta a porta per catturare ogni singolo voto.
Sebbene i sondaggi prevedessero una sua netta vittoria anche nelle primarie del New Hampshire dell'8 gennaio 2008, in quell'occasione Obama ottenne solo il 37% dei voti, contro il 39% della senatrice Clinton e il 17% di John Edwards.
Il 26 gennaio 2008 vinse nuovamente l'importante primaria statale in Carolina del Sud, dove, monopolizzando il voto nero e aprendosi larghi varchi in quello bianco, conquistò il 55% dei voti contro il 27% della Clinton e il 18% di Edwards.
Nel SuperTuesday del 5 febbraio vinse in 13 Stati (prevalentemente nel sud e nella zona delle Montagne Rocciose): Alabama (56% - 42%), Alaska (74% - 25%), Colorado (67% - 32%), Connecticut (51% - 47%) Delaware (53% - 42%), Georgia (63% - 31%), Idaho (80% - 17% ), Illinois (65% - 37%), Kansas (74% - 26%) Minnesota (67% - 32%), Missouri (49% - 48%), Dakota del Nord (62% - 37%) e Utah (57% - 39%)
L'8 e 9 febbraio Obama vinse in tutti e quattro gli stati votanti: Louisiana (57% - 32%), Nebraska (68% - 32%), Maine (60% - 40%) e Washington (68% - 31%)
La campagna elettorale si è poi spostata nell'area del Potomac: Virginia (64% - 35%), Maryland (60% - 36%) e Washington (75% - 24%). Qui Obama ha fatto il pieno di voti e di delegati, superando Hillary Clinton nel conteggio dei delegati: 1.253 contro 1.211.
Il 19 febbraio successivo vinse le importanti primarie in Wisconsin con il 58% di voti circa, superando la senatrice Clinton con il 41%, e nelle Hawaii, dove ottenne il 76% delle preferenze contro il 24% della Clinton.
Il 6 maggio Obama riceve la vittoria quasi decisiva nelle primarie della North Carolina (56% - 42%)
Il 3 giugno 2008, con la vittoria in Montana (57% - 41%) Obama ottenne il quorum necessario per la nomination alla convention democratica di Denver.

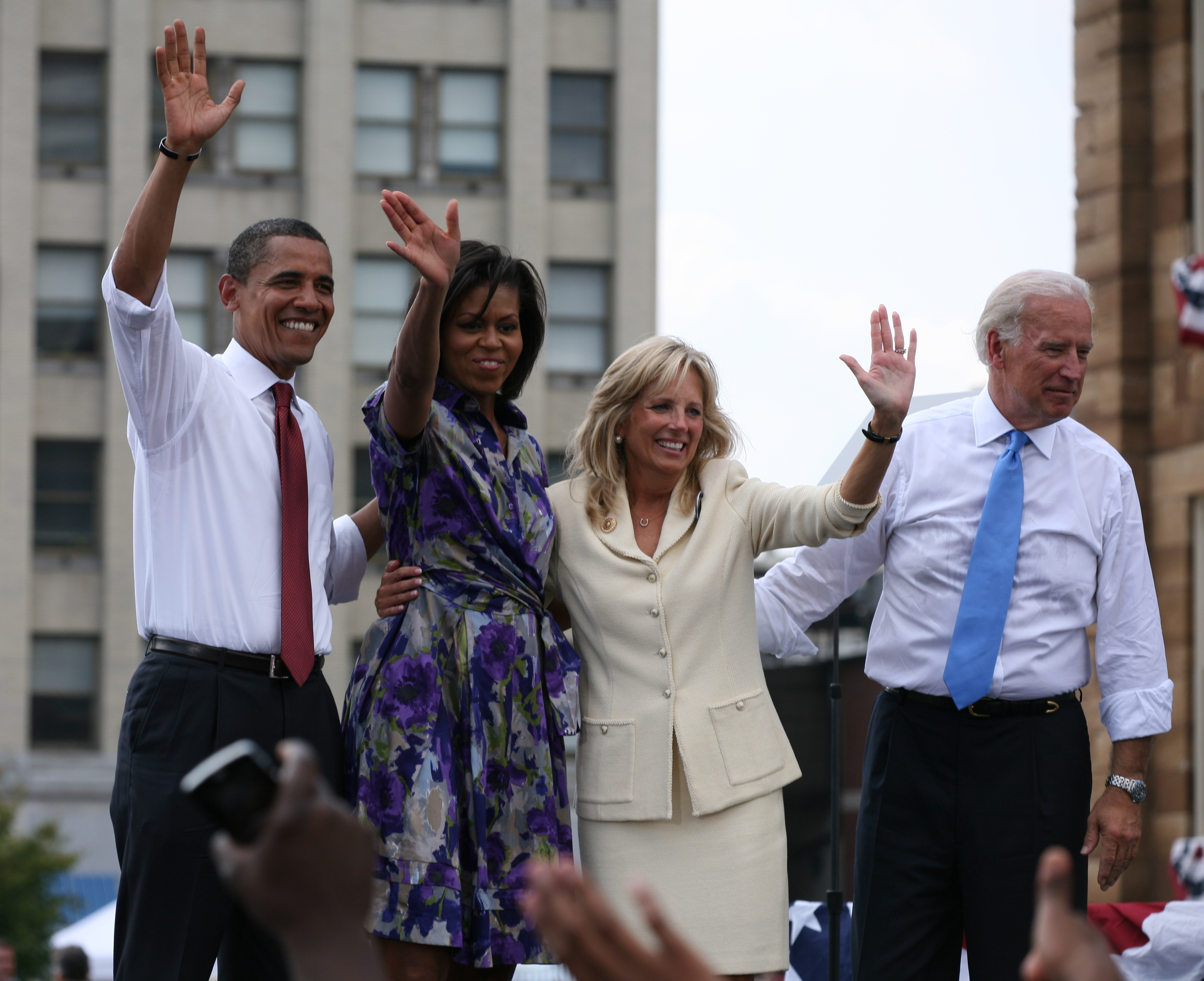
Barack Obama con la moglie Michelle, il candidato alla vicepresidenza Joe Biden e sua moglie Jill nell'agosto 2008

Il 7 giugno, dopo una pioggia di appoggi da parte di moltissimi super-delegati, anche la sua diretta rivale alla nomination democratica, Hillary Clinton, riconobbe la vittoria del senatore dell'Illinois, dando il suo endorsement e ritirandosi dalla competizione elettorale. Barack Obama divenne quindi ufficialmente il primo afro-americano in corsa per la Casa Bianca.
Il 23 agosto, Obama scelse come candidato alla vicepresidenza degli Stati Uniti il senatore democratico Joe Biden.
Alla convention nazionale di Denver in Colorado Obama diviene ufficialmente il candidato democratico per la Casa Bianca.
Il 4 novembre, Obama vinse le elezioni presidenziali, vincendo in molti swing state e in Stati che nelle ultime elezioni avevano votato per Bush: Florida, Carolina del Nord, Virginia, Ohio, Indiana, Iowa, Colorado, New Mexico e Nevada e un distretto federale del Nebraska; in queste elezioni Obama riceve il record di voti ottenendo 69.498.516, il maggior numero di voti ottenuti da un candidato presidenziale (il precedente record fu di George Bush nel 2004 con 62.040.610) pari al 52,9% sconfiggendo il candidato repubblicano John McCain. Quando fu indicato dai media come Presidente eletto ricevette oltre le congratulazioni dello sfidante anche quelle del Presidente Bush con queste parole: "Presidente eletto, mi congratulo, che fantastica notte per lei, la sua famiglia e i suoi sostenitori. Io e Laura abbiamo chiamato per congratularci con lei e sua moglie. Prometto di rendere dolce questa transizione. Lei è in procinto di intraprendere uno dei più grandi viaggi della vita".

#### Insediamento alla Casa Bianca e Presidenza

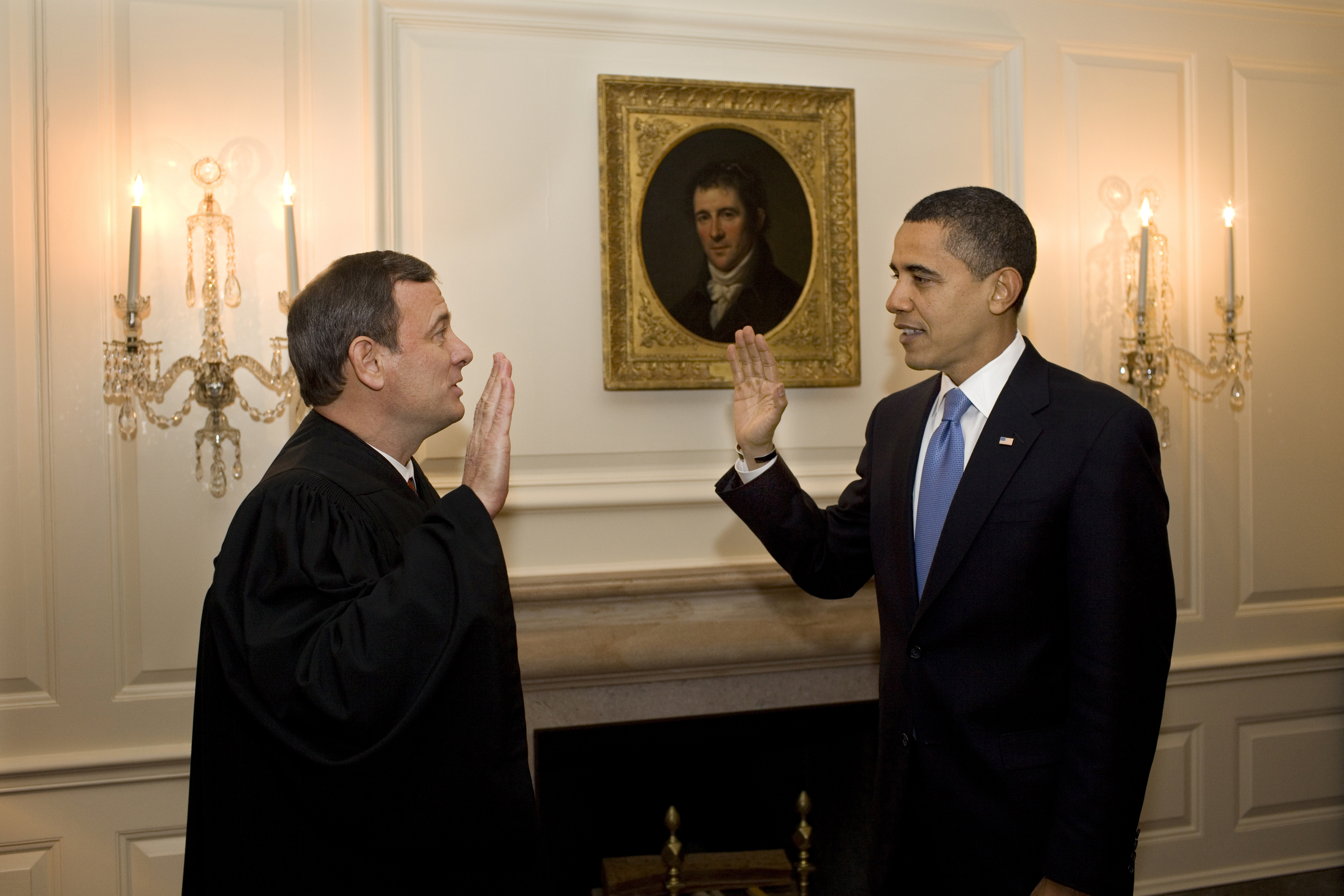
Giuramento privato del primo mandato presidenziale da Presidente degli Stati Uniti di Barack Obama il 20 gennaio 2009

Il 20 gennaio 2009, con la cerimonia di insediamento presso il Campidoglio, sede del Congresso, Barack Obama è diventato il 44º Presidente degli Stati Uniti d'America.
I principali nodi che la Presidenza Obama dovette affrontare furono la sfida alla grande recessione dovuta alla crisi economica mondiale del 2008, la cattura di Osama Bin Laden, i rapporti con il medio oriente e altri ancora. Tra i principali meriti della presidenza c'è la riforma del sistema sanitario, "l'Obamacare".

### Presidenziali 2012 e rielezione
Nel 2011 Obama annuncia la sua candidatura alle elezioni del 2012; nelle primarie democratiche Obama fu l'unico candidato, in quanto tutto il Partito si è detto favorevole ad una sua seconda amministrazione, e ciò gli ha permesso il 3 aprile di superare il quorum di 2778 delegati.
Nel settembre 2012, alla convention di Charlotte in North Carolina, accettò la nomina a candidato Presidente per il Partito Democratico e ripresentando Joe Biden come vicepresidente; tutti i 5415 delegati hanno quindi nominato Obama a candidato Presidente.
Il 6 novembre 2012 vinse le elezioni presidenziali imponendosi sul candidato repubblicano Mitt Romney, ottenendo la rielezione. In queste elezioni Obama ricevette 65.915.795 voti popolari corrispondenti al 51,1%, 332 grandi elettori e 27 Stati vinti (compreso Washington D.C) e in diversi swing states: Nevada, Colorado, New Hampshire, Minnesota, Virginia, Wisconsin, Iowa, Florida, Ohio e Pennsylvania.

#### 2º mandato presidenziale

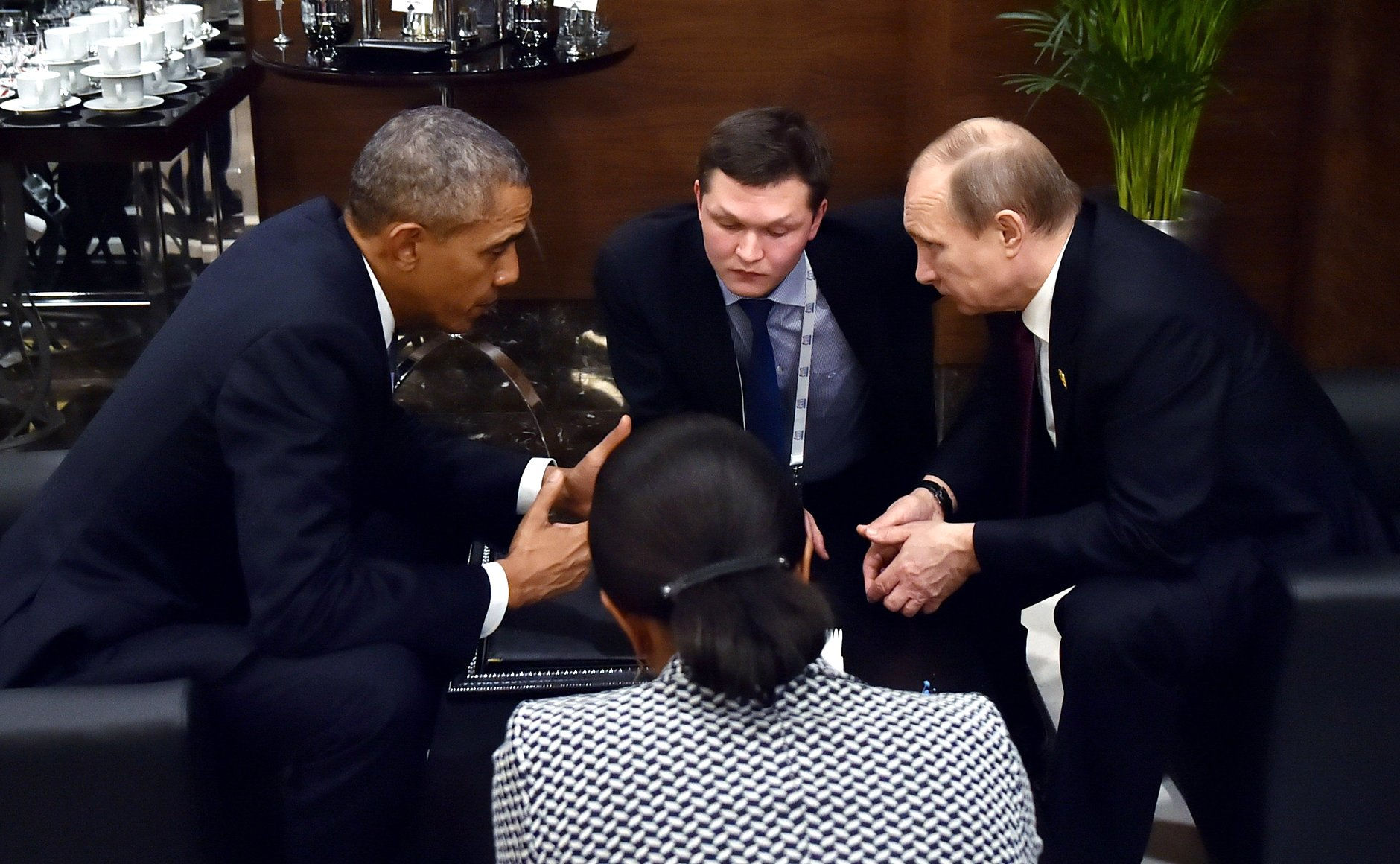
Faccia a faccia tra Barack Obama e Vladimir Putin il 15 novembre 2015

Il 20 gennaio 2013 Obama si è insediato alla Casa Bianca per il secondo mandato consecutivo, giurando fedeltà alla Costituzione degli Stati Uniti d'America. È stato il primo Presidente nella storia degli Stati Uniti a parlare, durante il discorso di insediamento, dei diritti degli omosessuali:
Tra i successi del suo secondo mandato si possono notare l'approvazione a livello nazionale del matrimonio omosessuale e la riapertura delle relazioni diplomatiche con Cuba grazie alla mediazione di papa Francesco e la rimozione dell'embargo alla nazione caraibica. Obama ha visitato Cuba, per due giorni nel marzo 2016, primo presidente statunitense dopo Calvin Coolidge nel 1928. Ha inoltre ratificato l'accordo di Parigi e l'accordo sul nucleare iraniano.
Per legge non si può ricandidare alle elezioni del 2016, dove appoggia la sua ex Segretario di Stato Hillary Rodham Clinton, e critica profondamente il candidato repubblicano Donald Trump.

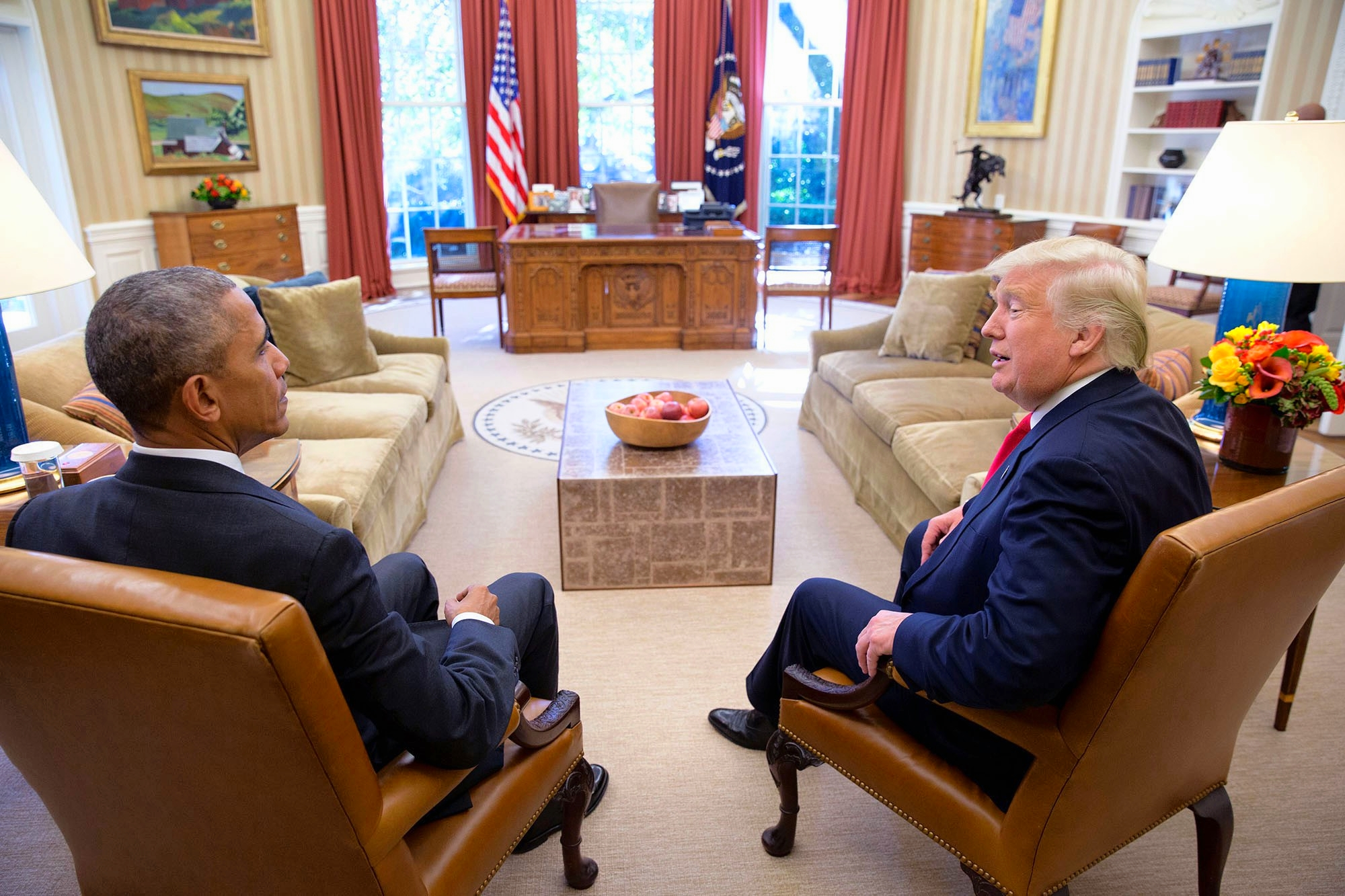
Il Presidente degli Stati Uniti d'America uscente Obama con il Presidente eletto Trump il 10 novembre 2016.

Il 9 novembre Obama invita per il giorno seguente il nuovo presidente eletto, l’imprenditore repubblicano Donald Trump, alla Casa Bianca per avviare una pacifica transizione del potere (come aveva fatto G.W. Bush nel 2008).
Il 20 gennaio 2017, scadenza naturale del suo mandato, viene sostituito da Trump. Come da tradizione, i coniugi Obama bevvero del tè con i coniugi Trump.

## Presidenza (2009-2017)
Durante il suo mandato come presidente, la reputazione degli Stati Uniti d'America all'estero e l'economia americana sono migliorate in modo significativo. 
Secondo alcuni sondaggi condotti tra storici e politologi americani, Obama risulta uno dei migliori presidenti della storia statunitense.

### Primi 100 giorni

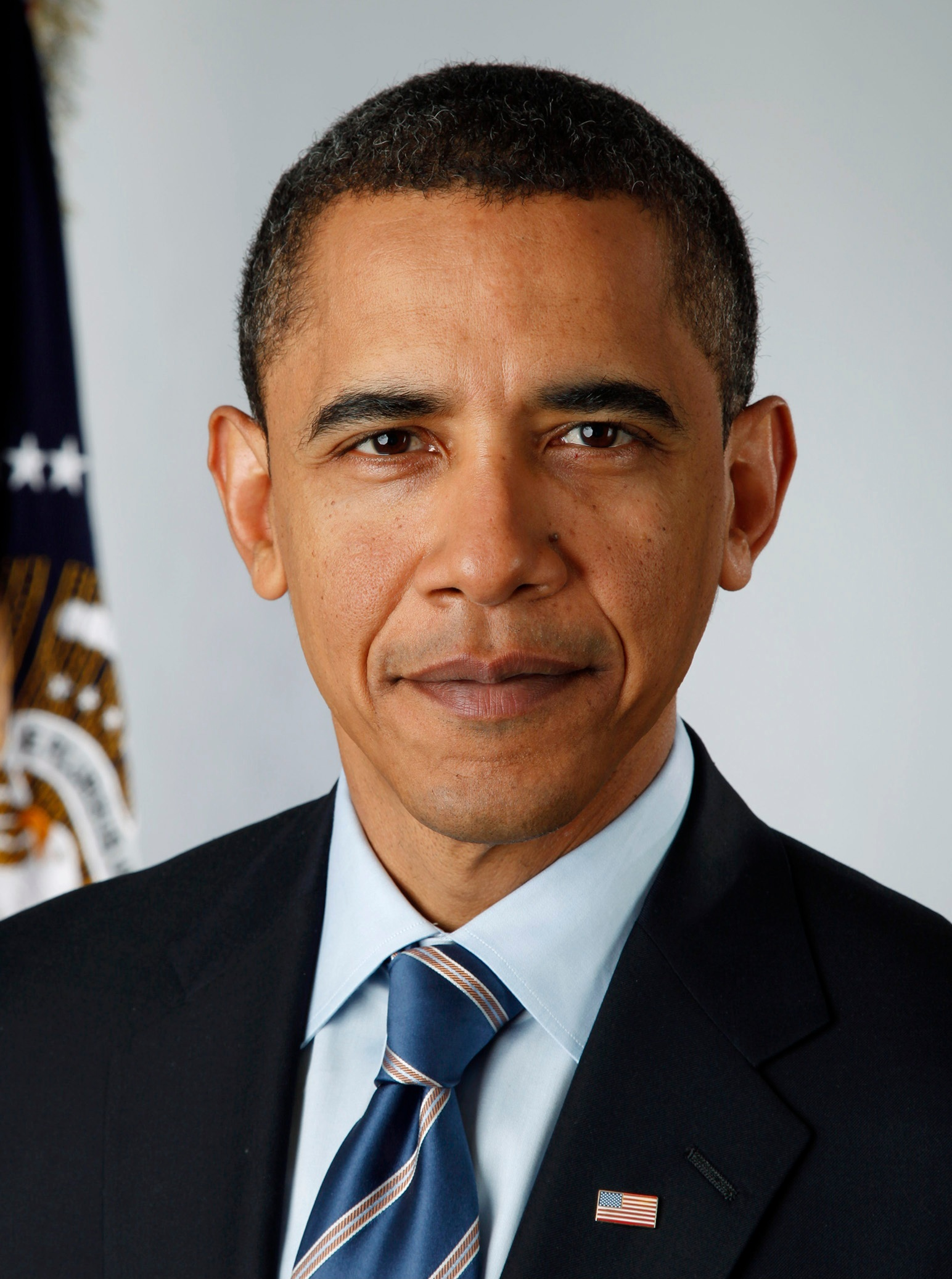
Ritratto ufficiale di Barack Obama durante la prima presidenza (2009)

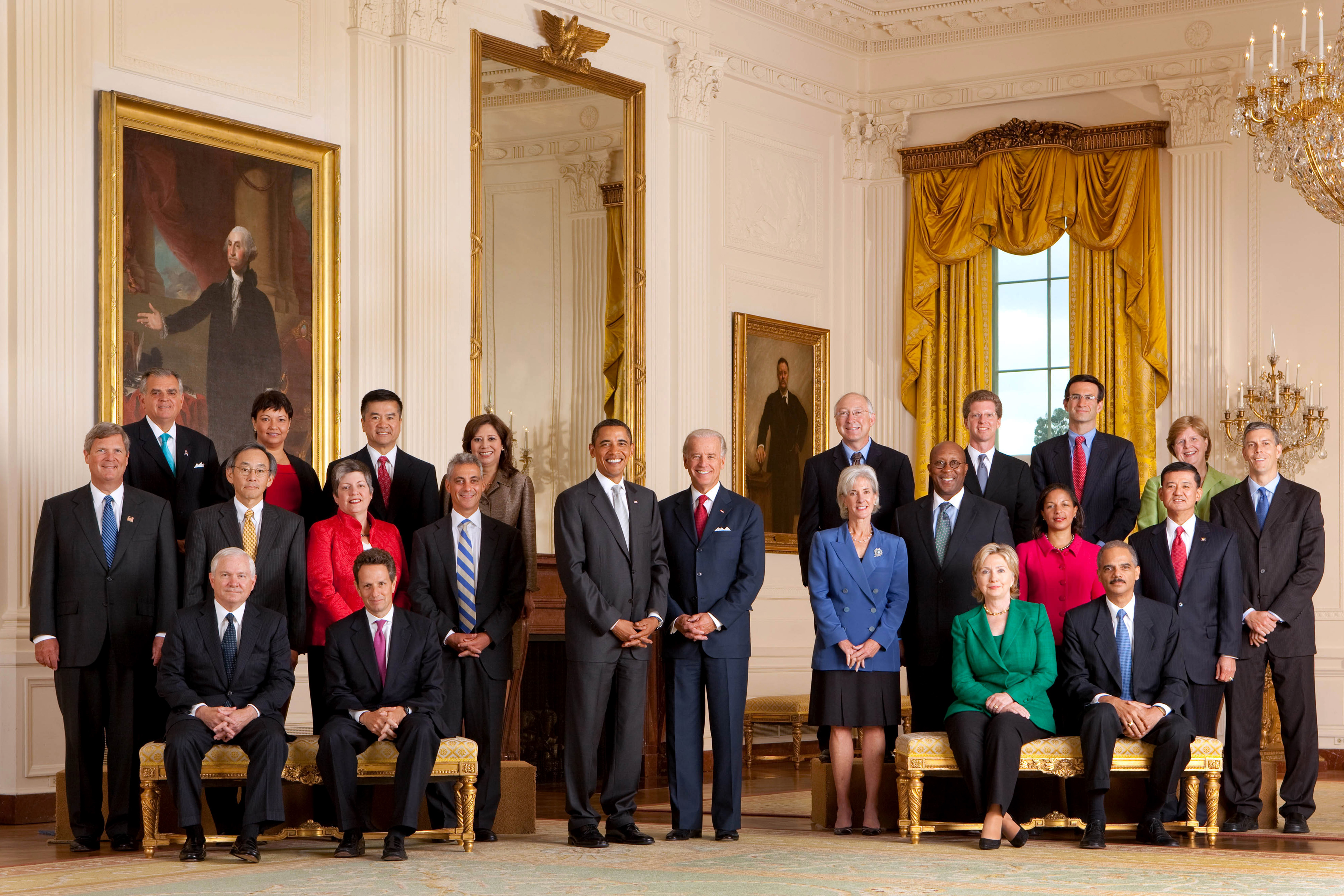
Il presidente Barack Obama con il suo gabinetto

La cerimonia d’insediamento di Barack Obama come 44º Presidente si è svolta il 20 gennaio 2009. Nei suoi primi giorni in carica, Obama ha emesso ordini esecutivi e memorandum presidenziali diretti alle forze armate statunitensi per sviluppare piani per ritirare le truppe dall'Iraq. Ha ordinato la chiusura del campo di detenzione di Guantánamo, ma il Congresso ha impedito la chiusura rifiutando di adeguare i fondi richiesti e impedendo di spostare qualsiasi detenuto di Guantanamo negli Stati Uniti o in altri paesi. Obama ha ridotto il segreto dato ai record presidenziali. Ha anche revocato il ripristino da parte del presidente George W. Bush della politica di Città del Messico del presidente Ronald Reagan, che proibiva gli aiuti federali alle organizzazioni internazionali di pianificazione familiare che svolgono o forniscono consulenza sull'aborto.

### Politica interna
Il primo disegno di legge firmato da Obama e diventato legge è stato il Lilly Ledbetter Fair Pay Act del 2009, andando ad allentare lo statuto dei limiti per le azioni legali di parità. Cinque giorni dopo, ha firmato la ri-autorizzazione del programma di assicurazione sanitaria per bambini (SCHIP) per coprire altri 4 milioni di bambini non assicurati. Nel marzo 2009 Obama ha invertito una politica dell'epoca Bush che ha limitato il finanziamento della ricerca sulle cellule staminali embrionali e si è impegnato a sviluppare "linee guida rigorose" sulla ricerca.

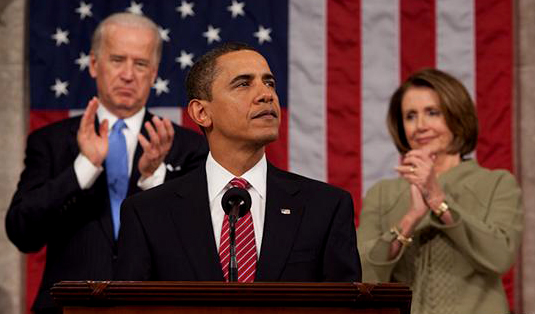
Obama presenta il suo discorso alla sessione congiunta del Congresso, con il Vice Presidente Joe Biden e il Presidente della Camera dei rappresentanti Nancy Pelosi il 24 febbraio 2009

Obama ha nominato due donne al servizio della Corte Suprema nei primi due anni della sua presidenza. Ha nominato Sonia Sotomayor il 26 maggio 2009 per sostituire il ritirato David Souter, riconfermandola il 6 agosto 2009, che diventò la prima donna di origine ispanica alla Corte Suprema. Obama ha nominato Elena Kagan il 10 maggio 2010 per sostituire John Paul Stevens. È stata confermata il 5 agosto 2010, portando il numero di donne sedute contemporaneamente in tribunale a tre giudici per la prima volta nella storia americana.
Il 30 marzo 2010, Obama ha firmato la Health Care and Education Reconciliation Act, un disegno di legge di riconciliazione che ha concluso il processo del governo federale che dà sovvenzioni alle banche private per dare prestiti federalmente assicurati, ha aumentato il premio di borsa Pell Grant e ha apportato modifiche ala Patient Protection and Affordable Care Act.
In un importante discorso di politica spaziale nell'aprile 2010, Obama ha annunciato un cambiamento di direzione nella NASA, l'agenzia spaziale statunitense. Ha concluso i piani per un ritorno di volo spaziale umano sulla luna e lo sviluppo del razzo Ares I, il programma Aret V e il programma Constellation, a favore del finanziamento di progetti scientifici sulla Terra, un nuovo tipo di razzo e ricerca e sviluppo per un'eventuale missione su Marte e missioni continue alla Stazione spaziale internazionale.

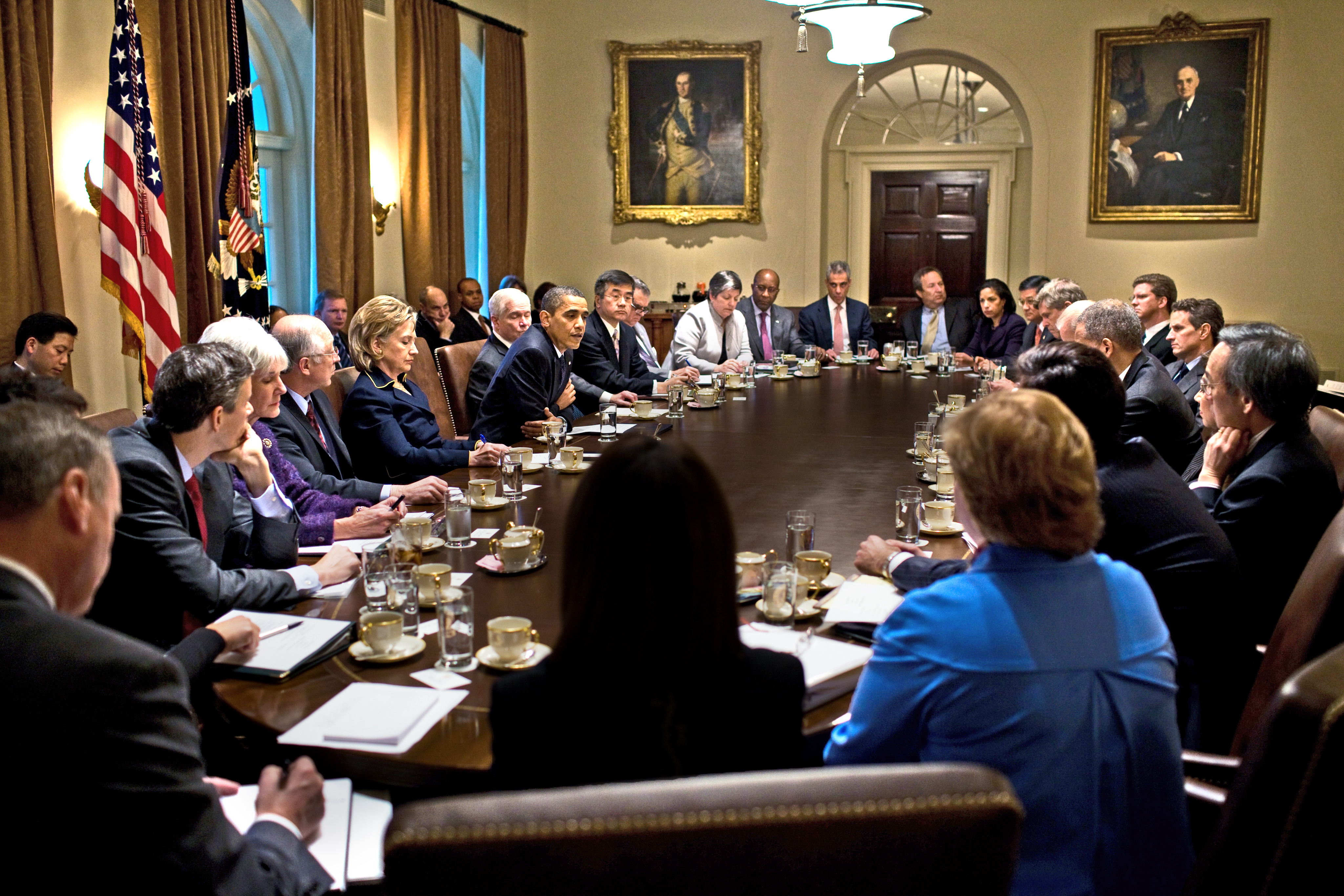
Obama incontra il Governo, 23 novembre 2009

Lo State of the Union Addresss del 2011 si è concentrato sui temi dell'istruzione e dell'innovazione, sottolineando l'importanza dell'economia e dell'innovazione per rendere gli Stati Uniti più competitivi a livello globale. Ha parlato di un congelamento di cinque anni nella spesa nazionale, eliminando le imposte fiscali per le compagnie petrolifere e invertire i tagli fiscali per gli americani più ricchi, proibendo la destinazione dei congressi e riducendo i costi sanitari. Ha promesso che gli Stati Uniti avrebbero avuto un milione di veicoli elettrici sulla strada entro il 2015 e sarebbero stati l'80% i dipendenti dall'elettricità "pulita".

#### Diritti LGBT
L'8 ottobre 2009, Obama ha firmato la legge Matthew Shepard e James Byrd Jr. Hate Crimes Prevention Act, una misura che ha ampliato la legge federale contro la criminalità statunitense degli Stati Uniti del 1969 per includere i reati motivati dai generi effettivi o percepiti, l'orientamento sessuale, l'identità di genere o disabilità.
Il 30 ottobre 2009, Obama ha revocato il divieto di viaggiare negli Stati Uniti da coloro che sono stati contagiati dall'HIV, che è stato celebrato dall'uguaglianza dell'immigrazione.
Il 22 dicembre 2010, Obama ha firmato la legge Don't Ask, Don't Tell Repeal Act of 2010, che ha rispettato una promessa chiave nella campagna presidenziale del 2008 per porre fine alla politica Don't ask, don't tell, del 1993 che aveva impedito ai gay e lesbiche di servire apertamente nelle forze armate degli Stati Uniti. Nel 2016, il Pentagono ha concluso la politica che ha impedito ai transgender di servire apertamente nei militari.
Come candidato per il senato dello stato dell'Illinois nel 1996, Obama aveva affermato di aver favorito la legalizzazione del matrimonio dello stesso sesso. Al momento del suo mandato nel 2004, ha affermato di aver sostenuto le associazioni civili e le partnership nazionali per i partner dello stesso sesso, ma si è opposto ai matrimoni di sesso per ragioni strategiche. Il 9 maggio 2012, poco dopo il lancio ufficiale della sua campagna per la rielezione in qualità di presidente, Obama ha affermato che le sue idee si sono evolute e pubblicamente ha affermato il suo sostegno personale per la legalizzazione del matrimonio dello stesso sesso, diventando il primo presidente degli Stati Uniti a farlo.

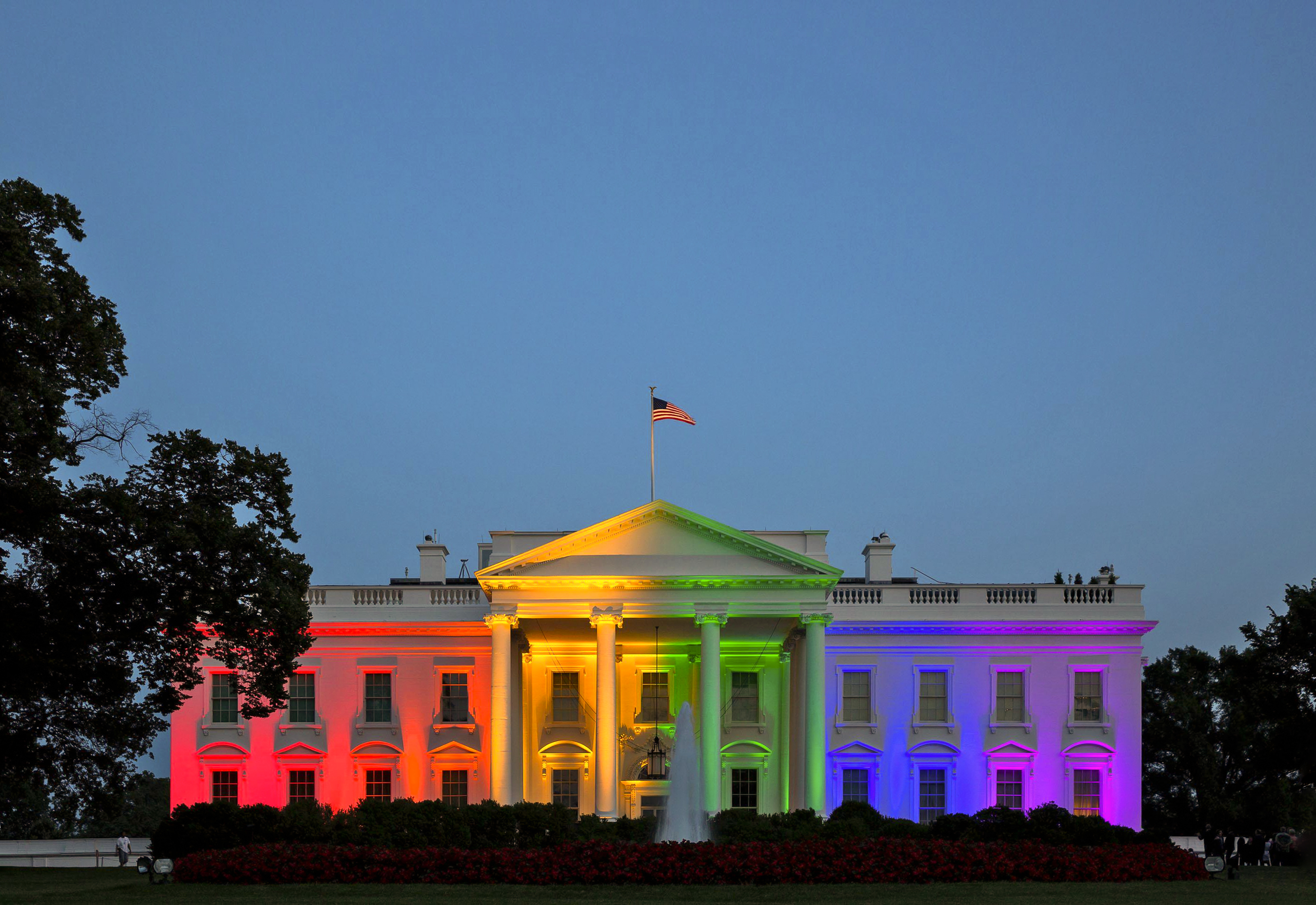
La Casa bianca illuminata nei colori arcobaleno il giorno della sentenza della Corte suprema sui matrimoni dello stesso sesso

Durante il suo secondo mandato inaugurale il 21 gennaio 2013, Obama è diventato il primo presidente a chiamare la piena uguaglianza per gli americani gay: "Il nostro viaggio non è completo finché i nostri fratelli e sorelle gay non vengono trattati come tutti gli altri sotto la legge. Se siamo veramente creati uguali, allora sicuramente l'amore che ci impegniamo tra di noi deve essere uguale." Questa è stata la prima volta che un presidente ha menzionato i diritti gay o la parola "gay" in un indirizzo inaugurale. Nel 2013, l'amministrazione Obama ha presentato brevi brevetti che hanno spinto la Corte suprema a pronunciarsi in favore delle coppie dello stesso sesso nei casi di Hollingsworth v. Perry (per quanto riguarda il matrimonio dello stesso sesso) United States v. Windsor (Defense of Marriage Act). Poi, seguendo la decisione della Corte Suprema per il 2015 a Obergefell v. Hodges (il matrimonio dello stesso sesso è un diritto fondamentale), Obama ha affermato che "Questa decisione afferma ciò che milioni di americani credono già nei loro cuori: quando tutti gli americani sono trattati come uguali siamo tutti più liberi".
Il 30 luglio 2015 l'Ufficio della Casa Bianca della Politica Nazionale per l'Aids ha rivisto la sua strategia per affrontare la malattia, che comprendeva una vasta testata e un collegamento con l'assistenza sanitaria, celebrata dalla Campagna per i Diritti Umani.

#### Gruppi di consulenza e di sorveglianza della Casa Bianca
L'11 marzo 2009 Obama ha creato il Consiglio della Casa Bianca sulle donne e le ragazze, che fa parte dell'Ufficio degli affari intergovernativi, istituito dall'ordine esecutivo 13506 con un ampio mandato per consigliarlo su questioni relative al benessere delle donne e ragazze a. Il Consiglio è attualmente presieduto da Consigliere Senior del Presidente Valerie Jarrett. Obama ha inoltre istituito la task force della Casa Bianca per proteggere gli studenti dall'assalto sessuale attraverso un memorandum ufficiale del governo degli Stati Uniti il 22 gennaio 2014, con un ampio mandato per consigliarlo su questioni relative all'assalto sessuale nei campus universitari negli Stati Uniti. I co-presidenti della Task Force sono il Vice Presidente Joe Biden e Jarrett. La Task Force è stata uno sviluppo del Consiglio della Casa Bianca sulle donne e le ragazze e dell'ufficio del vicepresidente degli Stati Uniti e, prima di allora, la legge contro la violenza sulla donna del 1994, Violence Against Women Act originariamente elaborata da Joe Biden.

#### Politica economica
Il 17 febbraio 2009 Obama ha firmato l'American Recovery and Reinvestment Act, un pacchetto di stimoli economici di 787 miliardi di dollari per aiutare l'economia a recuperare dall'effetto della recessione mondiale. L'atto comprende una spesa federale più elevata per l'assistenza sanitaria, le infrastrutture, l'istruzione, varie tassazioni e incentivi fiscali, e l'assistenza diretta alle persone.
In marzo, il segretario del Tesoro di Obama, Timothy Geithner, ha introdotto ulteriori misure per gestire la crisi finanziaria, inclusa l'introduzione del programma di investimenti pubblici e privati per i beni patrimoniali, che contiene disposizioni per l'acquisto fino a duemila miliardi di dollari in beni immobiliari ammortizzati. Obama è intervenuto nel settore automobilistico in crisi nel marzo 2009, rinnovando i prestiti a General Motors e Chrysler per continuare le operazioni durante le riorganizzazioni aziendali. Nei mesi successivi la Casa Bianca ha stabilito condizioni per entrambi i fallimenti delle imprese, tra cui la vendita di Chrysler alla casa automobilistica italiana Fiat e una riorganizzazione di GM che dà al governo degli Stati Uniti una partecipazione temporanea del 60% nell'azienda, e una quota del 12% al governo canadese. Nel giugno 2009, non soddisfatto della ripresa economica, Obama ha chiesto al suo Governo di aumentare gli investimenti. Ha convertito in legge il sistema di svalutazione dell'automobile, conosciuto come "Cash for Clunkers", che ha scosso temporaneamente l'economia.
Le garanzie di spesa e di prestito della Federal Reserve e del Dipartimento del Tesoro autorizzate dalle amministrazioni Bush e Obama ammontano a circa 11,5 mila miliardi di dollari, ma solo 3 sono stati spesi entro la fine di novembre 2009. Obama e l'Ufficio di bilancio del Congresso hanno previsto che il disavanzo di bilancio 2010 sarebbe stato di 1,5 mila miliardi di dollari o il 10,6% del prodotto interno lordo (PIL) nazionale rispetto al disavanzo 2009 di 1.400 miliardi di dollari o del 9,9% del PIL. Per il 2011 l'amministrazione prevede che il disavanzo si ridurrà a 1.340 miliardi di dollari e il disavanzo di 10 anni aumenterà a 8.530 miliardi di dollari o al 90% del PIL. Il più recente aumento del debito degli Stati Uniti a 17,2 mila miliardi di dollari è entrato in vigore nel febbraio 2014. Il 2 agosto 2011, dopo un lungo dibattito sul congresso su come aumentare il limite massimo del debito della nazione, Obama ha firmato il bipartisan Budget Control Act del 2011. La legislazione applica limiti alla spesa discrezionale fino al 2021, stabilisce una procedura per aumentare il limite del debito, crea un Comitato di selezione congiunto del Congresso per la riduzione del disavanzo proponendo un'ulteriore riduzione del disavanzo con un obiettivo dichiarato di raggiungere almeno 1.500 miliardi di dollari di risparmi di bilancio per 10 anni e stabilisce procedure automatiche per ridurre la spesa per 1.200 miliardi di dollari se la legislazione originaria comune e il comitato selezionato non raggiunge tali risparmi. Attraverso la legislazione, il Congresso è stato in grado di impedire ai governi statunitensi di far fronte ai propri obblighi.
Come nel 2008, il tasso di disoccupazione è aumentato anche nel 2009, raggiungendo un picco in ottobre al 10,0% e la media del 10,0% nel quarto trimestre. Dopo un calo al 9,7% nel primo trimestre del 2010, il tasso di disoccupazione è sceso al 9,6% nel secondo trimestre, dove è rimasto per il resto dell'anno. Tra il febbraio e il dicembre 2010, l'occupazione è ulteriormente aumentata dello 0,8%, anche se è risultata inferiore alla media dell'1,9% sperimentata in periodi comparabili negli ultimi quattro recuperi di occupazione. Entro novembre 2012 il tasso di disoccupazione è sceso al 7,7%, diminuendo al 6,7% nell'ultimo mese del 2013. Nel corso del 2014, il tasso di disoccupazione ha continuato a diminuire, scendendo al 6,3% nel primo trimestre. Il PIL è tornato a crescere nel terzo trimestre del 2009, espandendosi ad un tasso dell'1,6%, seguita da un aumento del 5,0% nel quarto trimestre. La crescita è proseguita nel 2010, registrando un aumento del 3,7% nel primo trimestre, con minori guadagni per tutto il resto dell'anno. Nel luglio 2010, la Federal Reserve ha notato che l'attività economica ha continuato ad aumentare, ma il suo passo si è rallentato e il presidente Ben Bernanke ha affermato che la prospettiva economica era "insolitamente incerta". Complessivamente, l'economia si è ampliata a un tasso del 2,9% nel 2010.
L'ufficio di bilancio del Congresso e una vasta gamma di economisti credono nel piano di incentivi di Obama per la crescita economica. Il CBO ha rilasciato una relazione che afferma che il piano di incentivi ha aumentato l'occupazione di 1-2,1 milioni, mentre riconosce che "è impossibile determinare quanti posti di lavoro avrebbero resistito in assenza del pacchetto di incentivi". Anche se un sondaggio di aprile 2010 fra i membri dell'Associazione Nazionale per l'Economia Aziendale ha mostrato un aumento della creazione di posti di lavoro (su un simile indagine di gennaio) per la prima volta in due anni, il 73% credeva che il piano di incentivi non abbia avuto alcun impatto sull'occupazione. L'economia degli Stati Uniti è cresciuta più velocemente rispetto agli altri membri fondatori della NATO con un margine più ampio sotto il presidente Obama che in qualsiasi momento dalla fine della Seconda guerra mondiale. L'OCSE riconosce la crescita molto più veloce negli Stati Uniti per gli incentivi negli Stati Uniti e per le misure di austerità nell'Unione europea.
Entro un mese dalle elezioni di metà del 2010, Obama ha annunciato un accordo di compromesso con la leadership repubblicana del Congresso che prevedeva un prolungamento temporaneo di due anni dei tassi di reddito 2001 e 2003, una riduzione dell'imposta sui redditi da un anno, e una nuova aliquota di tasso e di esenzione per le tasse immobiliari. Il compromesso ha superato l'opposizione da parte di alcuni in entrambi i partiti, e i conseguenti 858 miliardi di dollari Tax Relief, Unemployment Insurance Reauthorization, and Job Creation Act of 2010 sono passati con maggioranze bipartiste in entrambe le camere del Congresso prima che Obama lo firmasse il 17 dicembre 2010.
Nel dicembre 2013, Obama ha dichiarato che la crescente disuguaglianza dei redditi è una "sfida di definizione del nostro tempo" e ha chiesto al Congresso di rafforzare la rete di sicurezza e di aumentare i salari. Ciò è avvenuto sui colpi di sciopero nazionale dei lavoratori di fast food e della critica di Papa Francesco della disuguaglianza e dell'economia che scompare.
Obama ha invitato il Congresso a ratificare un patto di libero scambio di 12 nazioni denominato Partenariato Trans-Pacifico.

#### Politica ambientale

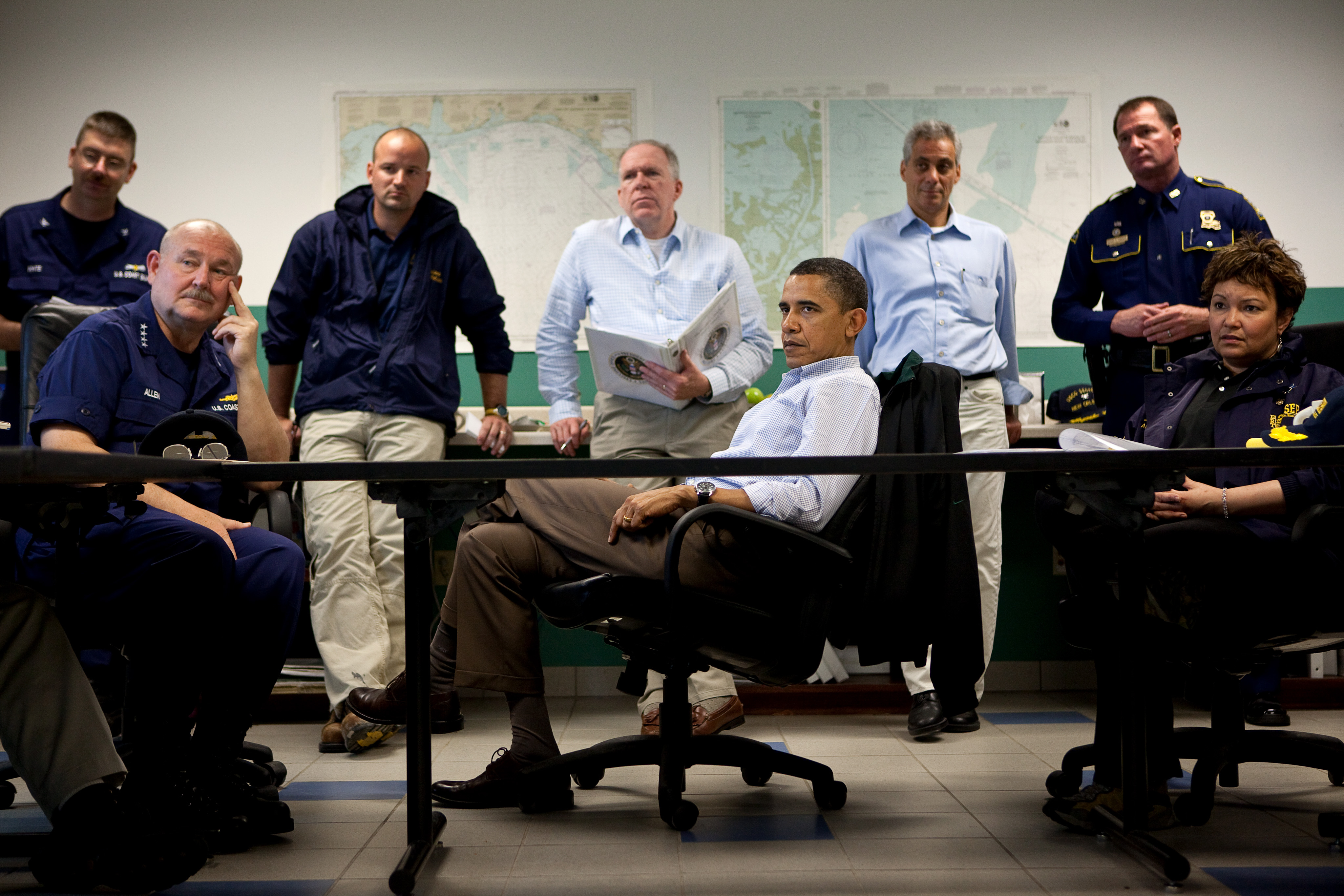
Obama al briefing del 2010 sul Disastro ambientale della piattaforma petrolifera Deepwater Horizon alla Stazione della Coast Guard a Venice, Louisiana

Il 30 settembre 2009 l'amministrazione Obama ha proposto nuove regolamentazioni sulle centrali elettriche, sulle fabbriche e sulle raffinerie petrolifere nel tentativo di limitare le emissioni di gas a effetto serra e di frenare il riscaldamento globale.
Il 20 aprile 2010, un'esplosione ha distrutto un impianto di perforazione offshore presso la Prospettiva Macondo nel Golfo del Messico, causando una grande perdita di olio sostenuta. Obama ha visitato il Golfo, ha annunciato un'indagine federale e ha formato una commissione bipartitica per raccomandare nuovi standard di sicurezza, dopo una revisione da parte del segretario dell'interno Ken Salazar e simultanee udienze del Congresso. Ha poi annunciato una moratoria di sei mesi sulle nuove autorizzazioni e leasing di foratura di profondità, in attesa di una revisione regolamentare. Dato che molti sforzi della BP hanno fallito, alcuni dei media e pubblici hanno espresso confusione e critiche su vari aspetti dell'incidente e ha dichiarato il desiderio di un maggior coinvolgimento di Obama e del governo federale.
Nel luglio 2013, Obama ha espresso le riserve e ha dichiarato di "respingere il gasdotto Keystone XL se aumenta l'inquinamento di carbonio" o "le emissioni di serra". I consiglieri di Obama hanno chiesto di fermare l'esplorazione del petrolio nell'Artico nel gennaio 2013. Il 24 febbraio 2015, Obama ha impugnato un disegno di legge che autorizzerebbe il gasdotto. Era il terzo veto della presidenza di Obama e il suo primo grande veto.
Obama ha sottolineato la conservazione delle terre federali durante il suo mandato. Ha usato il suo potere sotto l'Antiquities Act per creare 25 nuovi monumenti nazionali durante la sua presidenza e espanderne altri quattro, proteggendo complessivamente 553.000.000 acri (224.000.000 ha) di terre e acque federali, più di qualsiasi altro presidente Usa.

#### Riforma della sanità

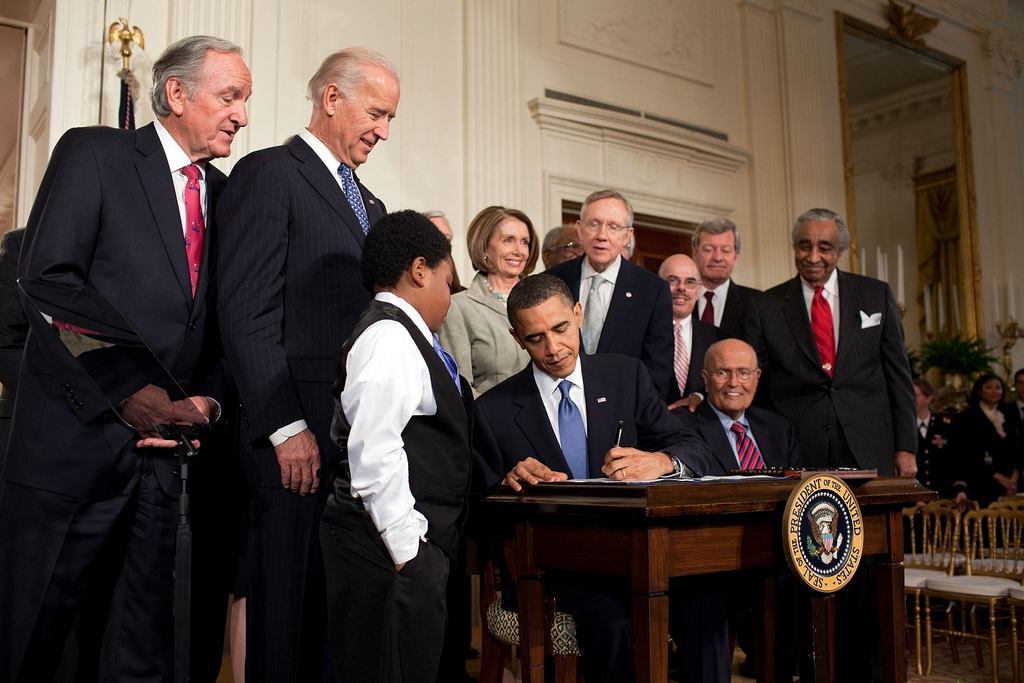
Obama firma la Patient Protection and Affordable Care Act alla Casa bianca, 23 marzo 2010

Obama ha chiesto al Congresso di passare alla legislazione che riforma l'assistenza sanitaria negli Stati Uniti, una promessa chiave della campagna e un obiettivo legislativo superiore. Ha proposto un ampliamento della copertura assicurativa sanitaria per coprire gli aumenti non premiati, per aumentare i premi e permettere alle persone di mantenere la loro copertura quando lasciano o cambiano posti di lavoro. La sua proposta era di spendere 900 miliardi di dollari in 10 anni e includere un piano di assicurazione governativa, noto anche come opzione pubblica, per competere con il settore delle assicurazioni societarie come componente principale per ridurre i costi e migliorare la qualità dell'assistenza sanitaria. Sarebbe inoltre illegale che gli assicuratori abbassino i malati o neghino loro la copertura per le condizioni preesistenti e richiedano a tutti gli americani di coprire la salute. Il piano comprende anche tagli e spese di spesa medica sulle compagnie di assicurazione che offrono piani costosi.

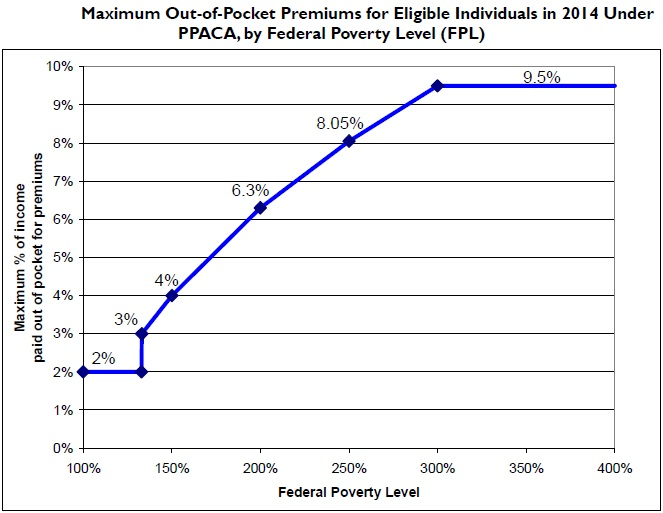
Maximum Out-of-Pocket Premium come percentuale di reddito familiare e livello federale di povertà, sotto la Patient Protection and Affordable Care Act, a partire dal 2014

Il 14 luglio 2009 i leader democratici della Camera hanno introdotto un piano di 1.017 pagine per la revisione del sistema sanitario degli Stati Uniti, che Obama ha voluto che il Congresso approvasse entro la fine del 2009. Dopo molti dibattiti pubblici durante la recessione estiva del Congresso del 2009, Obama ha tenuto un discorso alla sessione congiunta del Congresso il 9 settembre dove ha affrontato preoccupazioni sulle proposte. Nel marzo 2009 Obama ha revocato il divieto di utilizzare fondi federali per la ricerca sulle cellule staminali.
Il 7 novembre 2009 è stata approvata una legge sulla sanità con l'opzione pubblica. Il 24 dicembre 2009, il Senato ha approvato il proprio disegno di legge - senza un'opzione pubblica - su un voto di partito di 60-39. Il 21 marzo 2010, la Patient Protection and Affordable Care Act (ACA) approvata dal Senato nel mese di dicembre che è stata approvata alla camera con un voto da 219 a 212. Obama ha firmato il disegno di legge in legge il 23 marzo 2010.

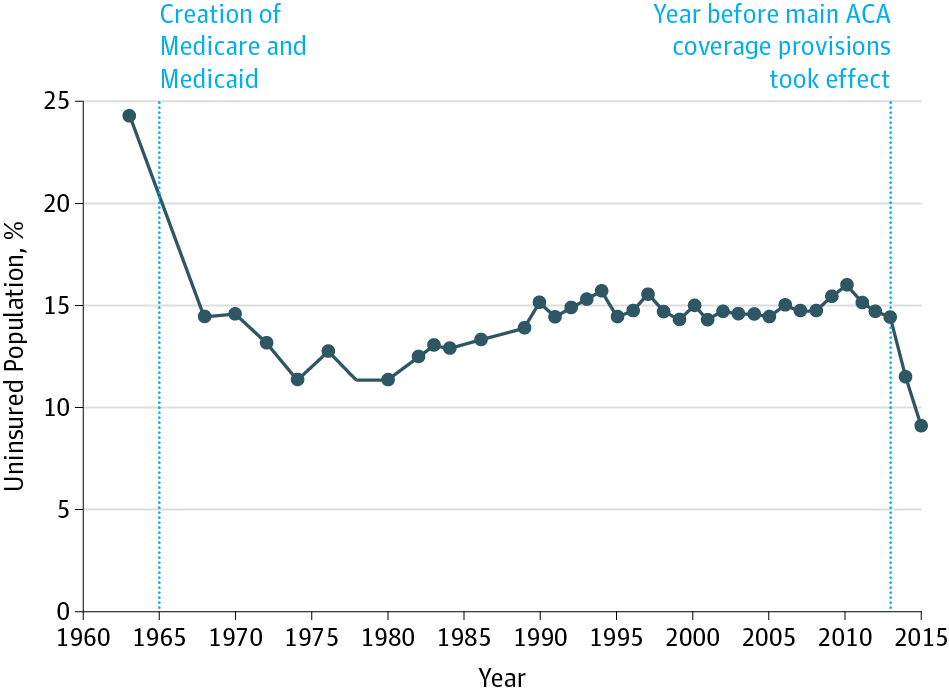
Percentuale di Individui negli Stati Uniti senza assicurazione sanitaria, 1963-2015

L'ACA include disposizioni relative alla salute, la maggior parte dei quali ha avuto effetto nel 2014, tra cui l'espansione dell'ammissibilità di Medicaid per le persone che compiono fino al 133% del livello federale di povertà (FPL) a partire dal 2014, sovvenzionando premi assicurativi per persone che il 400% della FPL (88.000 dollari per una famiglia di quattro nel 2010), quindi il loro pagamento massimo "fuori tasca" per i premi annuali sarà compreso tra il 2% e il 9,5% del reddito, fornire prestazioni sanitarie, proibire la negazione della copertura e la negazione delle richieste basate su condizioni preesistenti, stabilire scambi di assicurazione sanitaria, proibire le coperture annuali e sostenere la ricerca medica. Secondo le cifre della Casa Bianca e del Congressional Budget Office, la quota massima dei redditi che gli iscritti dovrebbero pagare variano a seconda del loro reddito rispetto al livello di povertà federale.
I costi di tali accantonamenti sono compensati da tasse, e misure di risparmio, come ad esempio le tasse Medicare per quelle in classi di ad alto reddito, le tasse sulle abbronzature interne, i tagli al programma Medicare Advantage a favore del Medicare tradizionale e le tasse sui dispositivi medici e sulle società farmaceutiche c'è anche una sanzione fiscale per coloro che non ottengono un'assicurazione sanitaria, a meno che non siano esenti a causa di reddito o di altri motivi. Nel mese di marzo 2010, l'Ufficio del bilancio del Congresso ha stimato che l'effetto netto di entrambe le leggi sarà una riduzione del deficit federale di 143 miliardi di dollari nel primo decennio.
La legge ha dovuto affrontare diverse sfide legali, basate principalmente sull'argomento secondo cui un mandato individuale che richiedeva agli americani di acquistare un'assicurazione sanitaria era incostituzionale. Il 28 giugno 2012 la Corte Suprema ha deciso con una votazione da 5 a 4 voti nella Federazione Nazionale del Commercio Indipendente v. Sebelius che il mandato era costituzionale sotto l'autorità fiscale del Congresso UsaNel caso Burwell v. Hobby, la Corte ha dichiarato che le "società a scopo di lucro" a stretto titolo potrebbero essere esonerate per motivi religiosi nell'ambito della legge sulla libertà religiosa di ripristino da norme adottate nell'ACA che avrebbero richiesto loro di pagare per l'assicurazione che copriva alcuni contraccettivi. Nel giugno 2015, la Corte ha stabilito 6-3 su King v. Burwell che le sovvenzioni per aiutare gli individui e le famiglie ad acquistare un'assicurazione sanitaria sono stati autorizzati a coloro che lo fanno così sia sullo scambio federale che sugli scambi statali, e non solo i piani d'acquisto "istituiti dallo Stato ", come legge.

#### Politica energetica
Prima del giugno 2014, Obama ha offerto un sostegno sostanziale per un approccio a tutto campo rispetto alla politica energetica interna, che Obama ha mantenuto fin dal suo primo mandato e che ha confermato ultimamente nel discorso del suo stato dell'Unione nel gennaio 2014 a una ricezione mista da entrambe le parti. Nel giugno 2014, Obama ha indicato che la sua amministrazione avrebbe considerato un passaggio verso una politica energetica più in sintonia con l'industria manifatturiera e il suo impatto sull'economia domestica. L'approccio di Obama di combinare selettivamente la regolamentazione e l'incentivazione a varie questioni della politica energetica interna, come la miniera di carbone e il trafilamento di petrolio, ha ricevuto commenti misti per non rispondere alle necessità del settore manifatturiero nazionale a seconda delle richieste secondo cui il settore manifatturiero domestico utilizza fino a un terzo delle risorse energetiche disponibili a livello nazionale.

#### Controllo delle armi

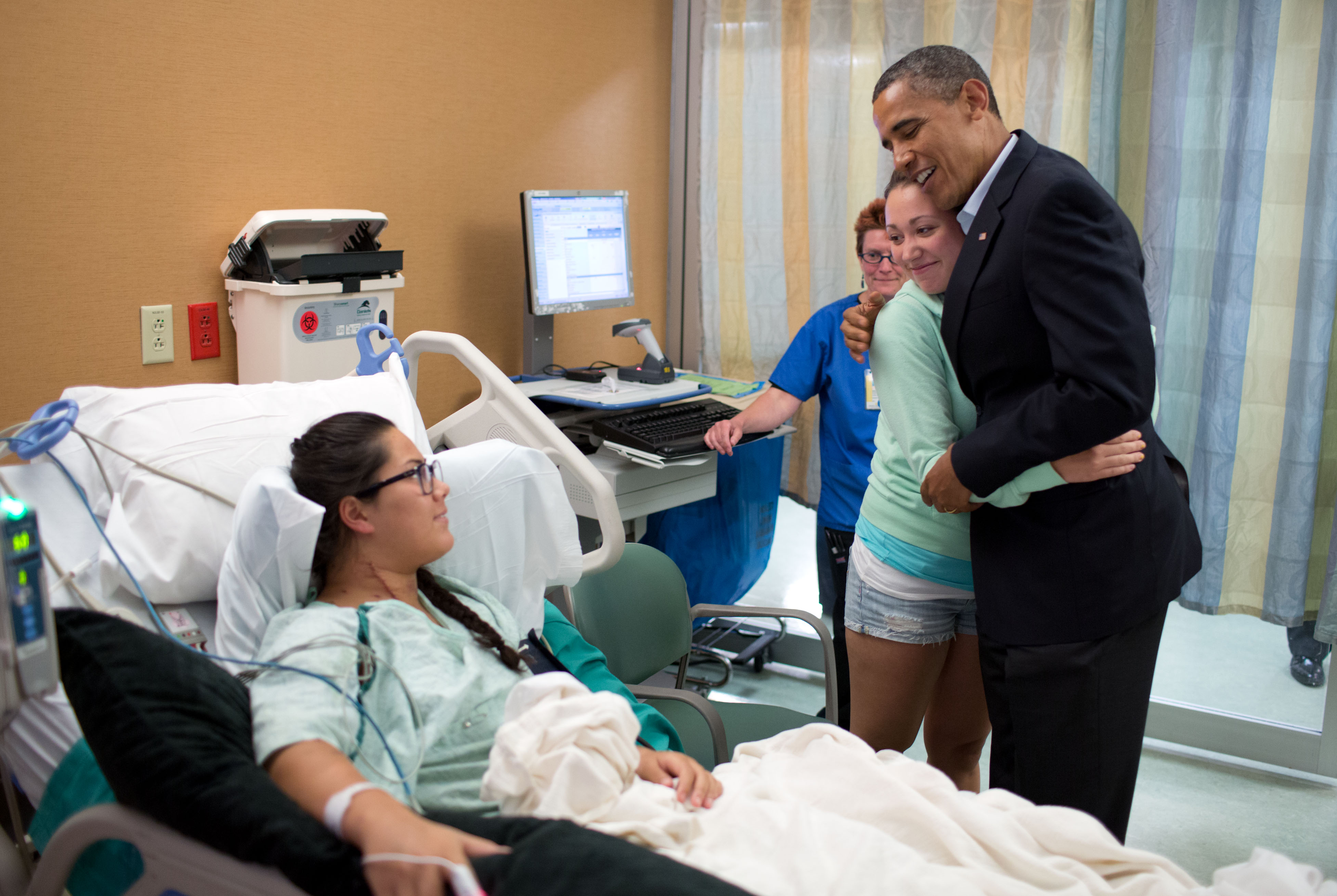
Obama visita le vittime della Sparatoria di Aurora all'Ospedale dell'Università del Colorado

Il 16 gennaio 2013, un mese dopo la sparatoria della scuola elementare di Sandy Hook, Obama ha firmato 23 ordini esecutivi e ha descritto una serie di proposte generali sul controllo delle pistole. Ha invitato il Congresso a reintrodurre un divieto scaduto di armi da attacco militare, come ad esempio quelle utilizzate in varie sparatorie di massa, imporre limiti alle riviste di munizioni a 10 giri, introduzione di controlli di sfondo su tutte le vendite di armi, passare un divieto di possesso e di vendita dei proiettili di corazza, introduzione di pene più rigide per i trafficanti d'armi, in particolare i concessionari non autorizzati che acquistano armi per i criminali e approvano la nomina del capo del Bureau of Alcohol, Tobacco, Firearms and Explosives per la prima volta dal 2006. Il 5 gennaio 2016, Obama ha annunciato nuove azioni esecutive che estendono i requisiti di controllo di sfondo a più venditori di pistole. In un editoriale del New York Times del 2016, Obama ha confrontato la lotta per quello che ha definito "la riforma della pistola di senso comune" nei confronti dei suffragi delle donne e di altri movimenti dei diritti civili nella Storia americana.

#### Elezioni di metà semestre del 2010

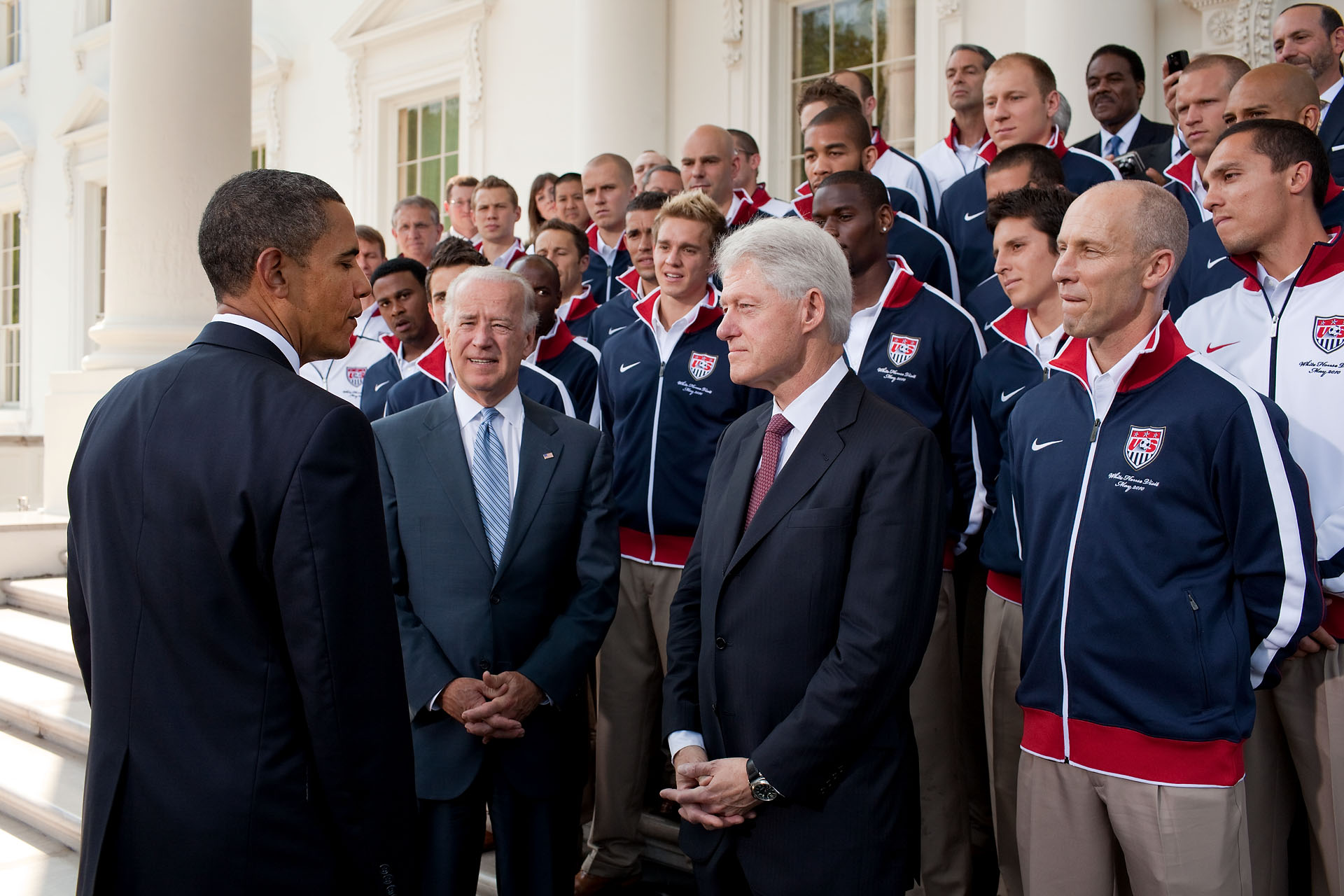
Il presidente Obama riceve la nazionale di calcio statunitense con il vicepresidente Joe Biden insieme all'ex presidente Bill Clinton alla Casa Bianca, 2010

Obama ha parlato alle elezioni del 2 novembre 2010, dove il Partito Democratico ha perso 63 seggi e il controllo della Camera dei rappresentanti. Ha detto che i risultati sono arrivati perché non abbastanza americani avevano sentito gli effetti della ripresa economica.

#### Politica in materia di cybersecurity e Internet
Il 10 novembre 2014 il presidente Obama ha raccomandato alla Federal Communications Commission di riclassificare il servizio Internet a banda larga come servizio di telecomunicazioni al fine di preservare la neutralità della rete. Il 12 febbraio 2013, il presidente Obama ha firmato l'ordine esecutivo 13636, "Migliorare l'infrastruttura critica della sicurezza in rete".

### Politica estera

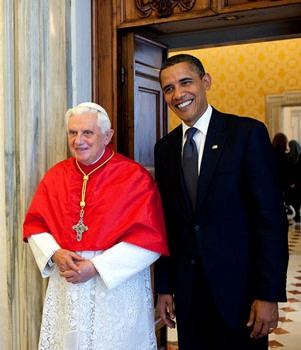
Barack Obama incontra Papa Benedetto XVI il 10 luglio 2009 al Vaticano

Nel mese di febbraio e marzo 2009, il vicepresidente Joe Biden e il Segretario di Stato Hillary Rodham Clinton hanno fatto viaggi separati all'estero per annunciare una "nuova era" nelle relazioni esterne statunitensi con la Russia e l'Europa, usando i termini "break" e "reset". Il cambiamento dalle politiche della precedente amministrazione Obama ha tentato di raggiungere i leader arabi concedendo la sua prima intervista ad una rete televisiva del mondo arabo di informazione, Al Arabiya.
Il 19 marzo, Obama ha continuato il suo contatto con il mondo musulmano, rilasciando un messaggio video di Capodanno per la gente e il governo dell'Iran. In aprile, Obama ha tenuto un discorso a Ankara, in Turchia, ben accolto da molti governi arabi. Il 4 giugno 2009, Obama ha tenuto un discorso all'Università del Cairo in Egitto chiedendo "un nuovo inizio" nei rapporti tra il mondo islamico e gli Stati Uniti e promuovendo la pace in Medio Oriente.
Il 26 giugno 2009 Obama ha risposto alle azioni del governo iraniano nei confronti dei manifestanti dopo le elezioni presidenziali dell'Iran nel 2009: "La violenza perpetrata contro di loro è oltraggiosa, la vediamo e la condanneremo". Mentre è a Mosca il 7 luglio, ha risposto al commento del Vice Presidente Biden su un possibile attacco militare israeliano sull'Iran dicendo: "Abbiamo detto direttamente agli israeliani che è importante cercare di risolvere questo problema in un contesto internazionale in un modo che non crei grandi conflitti in Medio Oriente".
Il 24 settembre 2009, Obama è diventato il primo Presidente Usa per la presidenza di una riunione del Consiglio di sicurezza delle Nazioni Unite.
Nel marzo del 2010, Obama ha tenuto una posizione pubblica contro i piani del governo del primo ministro israeliano Benjamin Netanyahu per continuare a costruire progetti di insediamenti ebraici in quartieri arabi di Gerusalemme Est. Nello stesso mese è stato raggiunto un accordo con l'amministrazione del presidente russo Dmitrij Medvedev per sostituire il trattato di riduzione delle armi strategiche del 1991 con un nuovo patto che riduce il numero di armi nucleari a lungo raggio negli arsenali di entrambi i paesi di circa un terzo. Obama e Medvedev hanno firmato il trattato nuovo nell'aprile 2010 e il senato degli Stati Uniti l'ha ratificata nel dicembre 2010.
Nel dicembre del 2011, Obama ha incaricato le agenzie di prendere in considerazione i diritti LGBT quando emettevano aiuti finanziari all'estero. Ha criticato la legge della Russia che discrimina i gay nell'agosto 2013, ma si fermò prima di sostenere un boicottaggio delle future Olimpiadi invernali del 2014 tenutosi a Sochi (Russia).

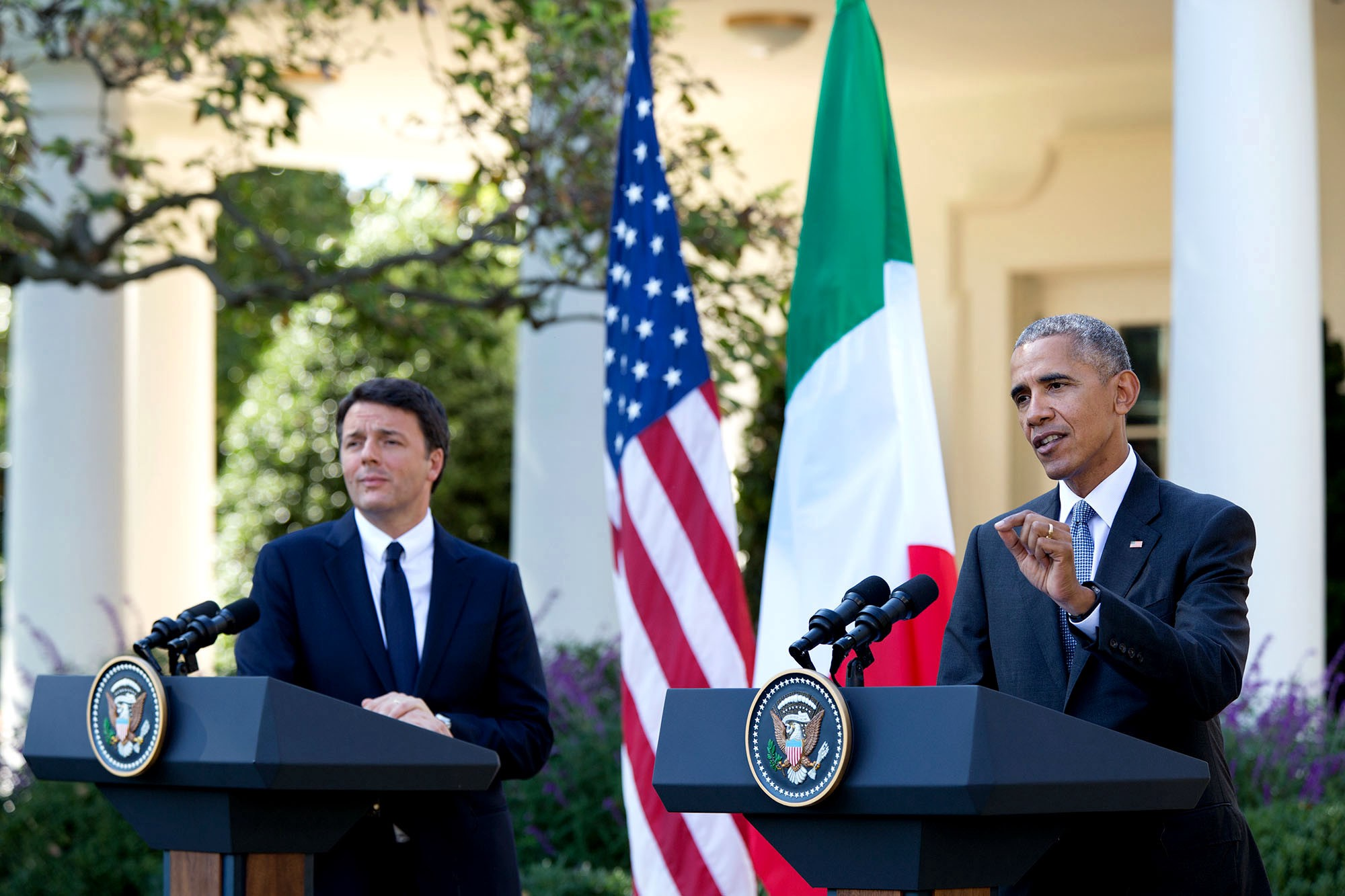
Barack Obama e Matteo Renzi nell'ottobre 2016.

Le rispettive "sezioni di interessi" dei paesi nelle rispettive capitali sono state aggiornate alle ambasciate il 20 luglio 2015.
Nel marzo del 2015, Obama ha dichiarato di aver autorizzato le forze Usa a fornire un supporto logistico e di intelligence ai Sauditi nel loro intervento militare in Yemen, istituendo una "Joint Planning Cell" con l'Arabia Saudita.
Prima di lasciare l'ufficio, Obama ha affermato che la cancelliera tedesca Angela Merkel era stato il suo "partner internazionale più vicino" durante la sua carica di presidente.

#### Guerra in Iraq
Il 27 febbraio 2009 Obama ha annunciato che le operazioni di combattimento in Iraq sarebbero finite entro 18 mesi. Le sue osservazioni furono fatte ad un gruppo di marines che si preparavano per l'allestimento in Afghanistan. Obama ha detto: "Lasciatemi dire questo il più possibile: entro il 31 agosto 2010, la nostra missione di combattimento in Iraq finirà". L'amministrazione Obama ha previsto che il ritiro delle truppe da combattimento venga completato entro l'agosto 2010, diminuendo i livelli di truppe di 142.000 lasciando una forza transitoria di circa 50.000 in Iraq fino alla fine del 2011. Il 19 agosto 2010, l'ultima brigata di combattimento statunitense uscì dall'Iraq. Le truppe rimanenti si sono trasferite dalle operazioni di combattimento contro il terrorismo e la formazione, l'attrezzatura e il consiglio delle forze di sicurezza irachene. Il 31 agosto 2010, Obama ha annunciato che la missione di combattimento degli Stati Uniti in Iraq è finita. Il 21 ottobre 2011 il presidente Obama ha annunciato che tutte le truppe Usa avrebbero lasciato l'Iraq in tempo per essere a "casa per le vacanze".
Nel giugno 2014, dopo la cattura di Mossul da Daesh, Obama ha inviato 275 truppe per fornire supporto e sicurezza per il personale statunitense e l'Ambasciata Usa a Baghdad. Daesh ha continuato a guadagnare terreno e commettere massacri e pulizie etniche diffuse.
Nell'agosto 2014, durante il massacro di Sinjar, Obama ha ordinato una campagna di attacchi aerei statunitensi contro Daesh.
Entro la fine del 2014, 3.100 truppe americane sono state impegnate nel conflitto e 16.000 partenze sono state portate avanti sul campo di battaglia, principalmente dai piloti americani e dai piloti della Marina.
Nella primavera del 2015, con l'aggiunta della "Panther Brigade" della 82nd Airborne Division, il numero di truppe terrestri statunitensi in Iraq è salito a 4.400 e, a luglio, le forze aeree di coalizione guidate dagli americani hanno contato 44.000 puntate sul campo di battaglia.

#### Guerra in Afghanistan

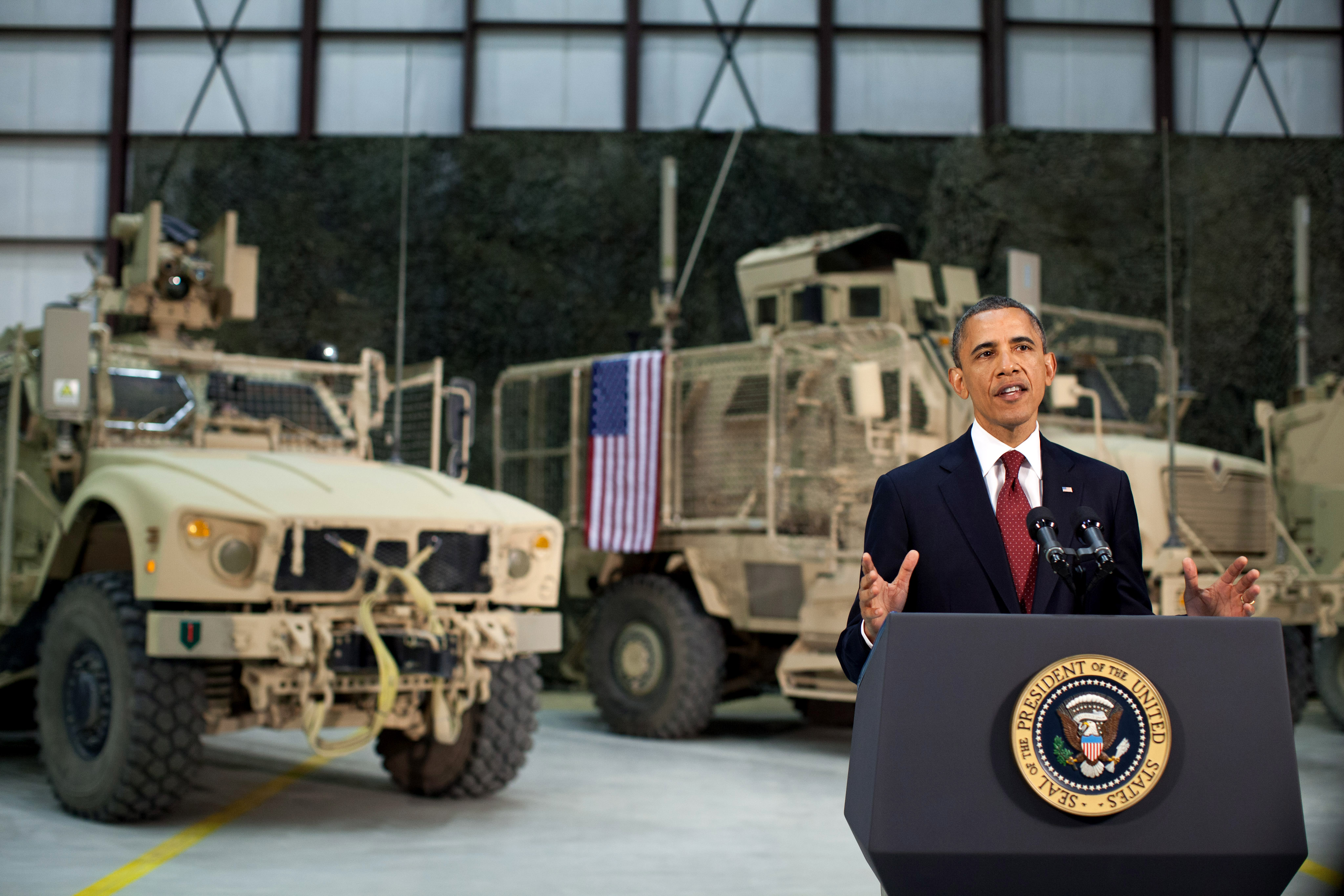
Obama in Afghanistan, 2012

All'inizio della sua presidenza, Obama si trasferì per rafforzare la forza degli Stati Uniti in Afghanistan. Ha annunciato un aumento dei livelli di truppe statunitensi a 17.000 militari nel febbraio 2009 per "stabilizzare una situazione deteriorante in Afghanistan", un'area che ha affermato di non aver ricevuto "l'attenzione strategica, la direzione e le risorse che richiede urgentemente". Ha sostituito il comandante militare in Afghanistan, il generale David D. McKiernan, nel maggio 2009 con l'ex comandante delle Forze Speciali, Lt. Gen. Stanley A. McChrystal, indicando che l'esperienza di Forze Speciali di McChrystal avrebbe facilitato l'uso di tattiche di controinsorgenza nella guerra. Il 1 ° dicembre 2009 Obama ha annunciato l'impiego di un milione di militari aggiuntivi per l'Afghanistan e ha proposto di avviare il ritiro delle truppe a 18 mesi da quella data. Ciò è avvenuto nel luglio 2011. David Petraeus ha sostituito McChrystal nel giugno 2010, dopo che McChrystal Il personale ha criticato il personale della Casa Bianca in un articolo della rivista. Nel febbraio 2013, Obama ha dichiarato che i militari americani avrebbero ridotto il livello delle truppe in Afghanistan da 68.000 a 34.000 soldati U.S. entro febbraio 2014.
Nell'ottobre 2015, la Casa Bianca ha annunciato un piano per mantenere indefinitamente le forze Usa in Afghanistan alla luce della peggiorata situazione della sicurezza.

#### Israele

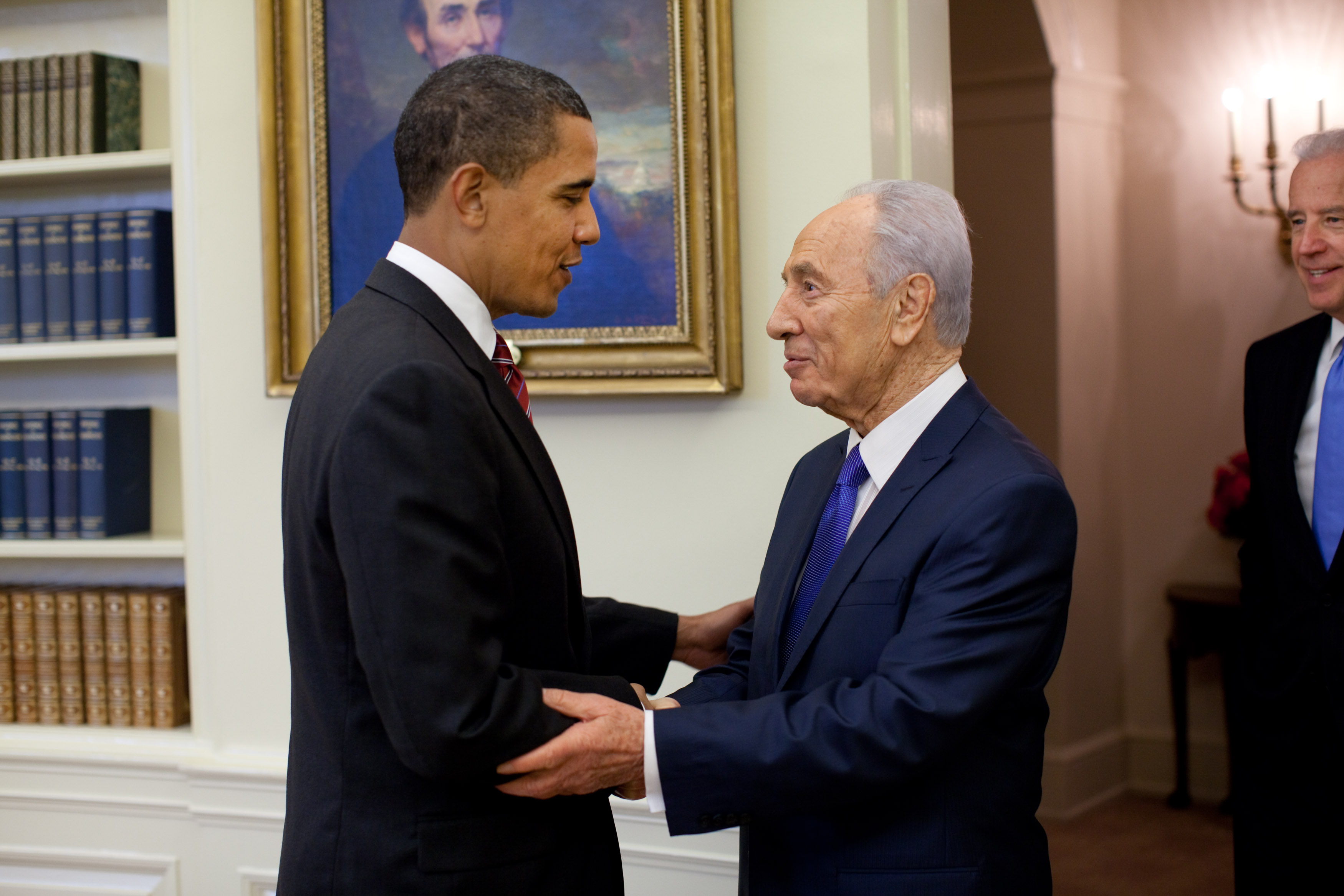
Obama incontra il Presidente di Israele Shimon Peres nell'Ufficio ovale, maggio 2009

Nel 2011 gli Stati Uniti hanno sottoposto a veto una risoluzione del Consiglio di sicurezza che condanna gli insediamenti israeliani, mentre gli Stati Uniti sono l'unica nazione a farlo. Obama sostiene la soluzione dei due Stati per il conflitto arabo-israeliano basata sui confini del 1967 con scambi di terreni.
Nel giugno 2011 Obama ha dichiarato che il legame tra Stati Uniti e Israele è "infrangibile". Durante gli anni iniziali dell'amministrazione Obama, gli Stati Uniti hanno aumentato la cooperazione militare con Israele, tra cui l'aumento dell'aiuto militare, il rilancio del gruppo militare congiunto Usa e Israele e il gruppo consultivo per la politica di difesa e un aumento delle visite tra gli alti livelli di funzionari militari di entrambi i paesi.
Nel 2013, Jeffrey Goldberg ha riferito che, secondo Obama, "con ogni nuovo annuncio di insediamento, Netanyahu sta spostando il suo paese verso un percorso verso l'isolamento quasi totale".
Nel 2014, Obama ha paragonato il Movimento sionista al movimento dei diritti civili negli Stati Uniti. Ha affermato che entrambi i movimenti cercano di portare giustizia e pari diritti ai popoli storicamente perseguitati. Ha spiegato: "Per me, essere pro-Israele e pro-ebreo è parte integrante dei valori che ho combattuto da quando ero politicamente consapevole e ho iniziato a farmi coinvolgere nella politica".
Il 23 dicembre 2016, sotto l'amministrazione Obama, gli Stati Uniti si sono astenuti dalla risoluzione 2334 del Consiglio di sicurezza delle Nazioni Unite, consentendole effettivamente di passare. Il Primo ministro israeliano Benjamin Netanyahu ha fortemente criticato le azioni dell'Amministrazione, e il governo israeliano ha ritirato il contributo annuale dall'organizzazione, che ammonta a 6 milioni di dollari statunitensi il 6 gennaio 2017. Il 5 gennaio 2017, la Camera dei rappresentanti statunitense ha votato 342-80 per condannare la risoluzione delle Nazioni Unite.

#### Libia

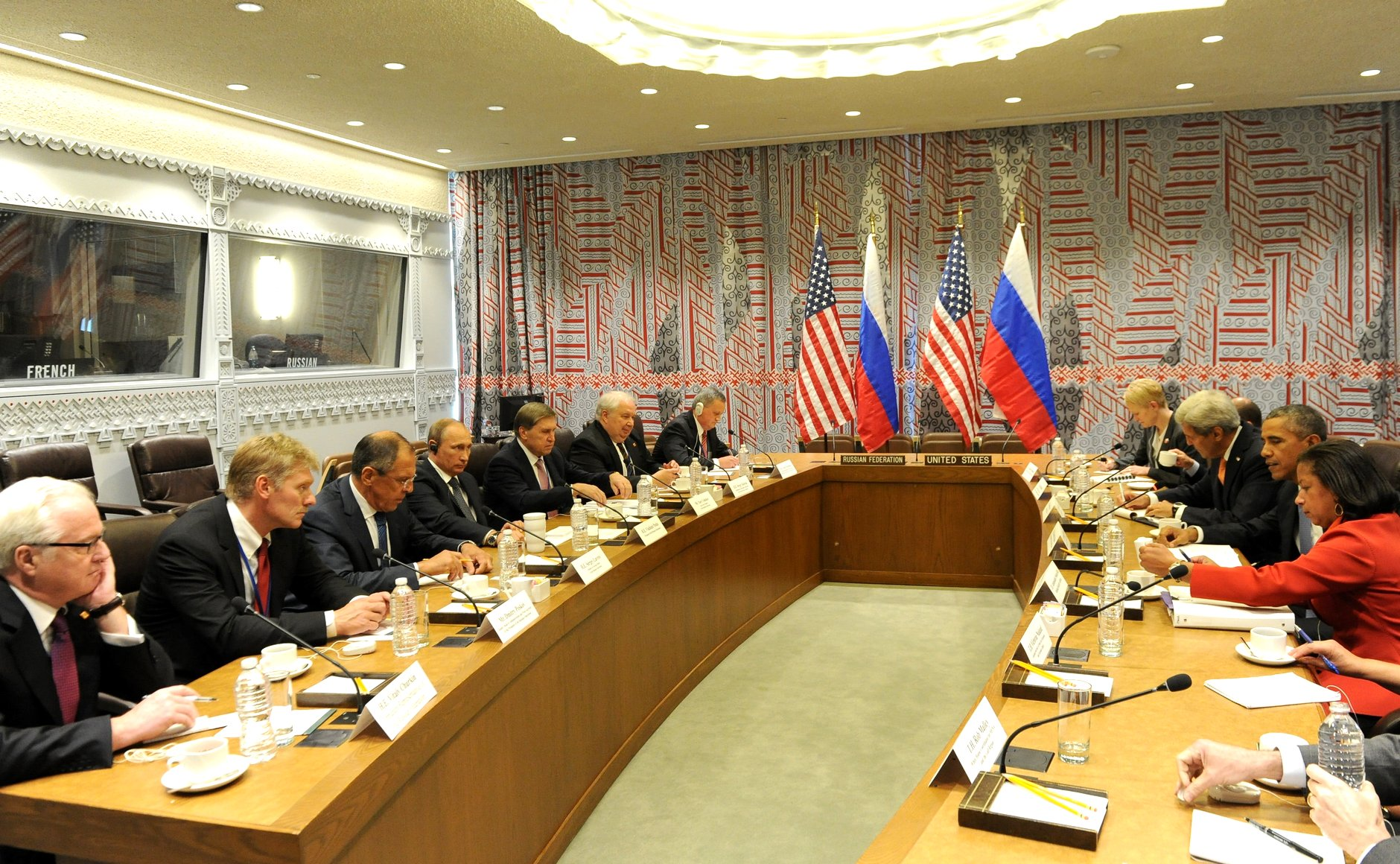
Il Presidente Obama incontra il Presidente russo Vladimir Putin per discutere sulla Siria e Daesh, 29 settembre 2015

Nel febbraio 2011, hanno avuto inizio in Libia le proteste contro il dittatore Muʿammar Gheddafi nel lungo periodo come parte della Primavera araba. Presto diventarono violenti. Nel mese di marzo, mentre le forze fedeli a Gheddafi avanzavano sui ribelli in tutta la Libia, chiede che una zona di volo senza limiti venga da tutto il mondo, tra cui l'Europa, la Lega araba e una risoluzione approvata all'unanimità dal Senato Usa. In risposta al passaggio unanime della risoluzione 1973 del Consiglio di sicurezza delle Nazioni Unite il 17 marzo, Gheddafi, che aveva precedentemente promesso di "non mostrare pietà" ai ribelli di Bengasi, ha annunciato una cessazione immediata delle attività militari. Tuttavia sono arrivati i resoconti che le sue forze hanno continuato a bombardare Misurata. Il giorno dopo, sugli ordini di Obama, le forze armate statunitensi hanno partecipato agli attacchi aerei per distruggere le capacità di difesa aerea del governo libico per proteggere i civili e imporre una zona di non volo, compreso l'uso di missili Tomahawk, B-2 Spirits, e gli aerei da caccia. Sei giorni dopo, il 25 marzo, con voto unanime di tutti i suoi 28 membri, la NATO ha assunto la direzione dello sforzo, chiamato Operation Unified Protector. Alcuni rappresentanti domandarono se Obama avesse l'autorità costituzionale di ordinare un'azione militare oltre a mettere in discussione il suo costo, la sua struttura e le sue conseguenze.

#### Guerra civile siriana
Il 18 agosto 2011, diversi mesi dopo l'inizio della Guerra civile siriana, Obama ha rilasciato una dichiarazione scritta che ha dichiarato: "È giunto il momento per il presidente Assad di mettersi da parte". Questa posizione è stata ribadita nel mese di novembre 2015. Nel 2012 Obama ha autorizzato più programmi gestiti dalla CIA e dal Pentagono per addestrare i ribelli anti Assad. Il programma del Pentagono si è considerato fallibile ed è stato formalmente abbandonato nell'ottobre 2015.
Sulla scia di un attacco di armi chimiche in Siria, formalmente accusato dall'amministrazione Obama sul governo di Assad, Obama ha scelto di non applicare la "linea rossa" che aveva promesso e, piuttosto che autorizzare l'azione promessa militare contro Assad, è andato incontro all'offerta mediata dalla Russia che ha fatto sì che Assad abbandonasse le armi chimiche; Tuttavia gli attacchi con il cloro sono continuati. Nel 2014, Obama ha autorizzato una campagna aerea mirata principalmente all'Isil, ma ha ripetutamente promesso che gli Stati Uniti non avrebbero messo in atto truppe terrestri in Siria.

#### Morte di Osama bin Laden
A partire dalle informazioni ricevute dagli operatori della Central Intelligence Agency nel luglio 2010, la CIA ha sviluppato informazioni nei successivi mesi che hanno determinato quello che credevano fosse il nascondiglio di Osama bin Laden. Viveva in isolamento in un grande complesso a Abbottabad, Pakistan, una zona suburbana a 56 miglia da Islamabad. Il capo della CIA, Leon Panetta, ha riferito ciò al presidente Obama nel marzo 2011. Incontrando i suoi consiglieri di sicurezza nazionale nel corso delle sei settimane successive, Obama ha respinto un piano per bombardare il complesso e ha autorizzato un "raid chirurgico" da condurre dal Navy Seal. L'operazione è avvenuta il 1º maggio 2011 e ha portato alla morte di bin Laden. Il test del DNA è stato uno dei cinque metodi usati per identificare positivamente il cadavere di bin Laden, che è stato sepolto in mare diverse ore dopo. A pochi minuti dall'annuncio del Presidente da Washington, DC, in tarda sera il 1º maggio, c'erano celebrazioni spontanee in tutto il paese, come folle riunite al di fuori della Casa Bianca, a New York City Ground Zero e Times Square. La reazione all'annuncio è stata positiva per tutte le linee del partito, anche dagli ex presidenti Bill Clinton e George W. Bush e da molti paesi di tutto il mondo.

#### Discussioni nucleari in Iran

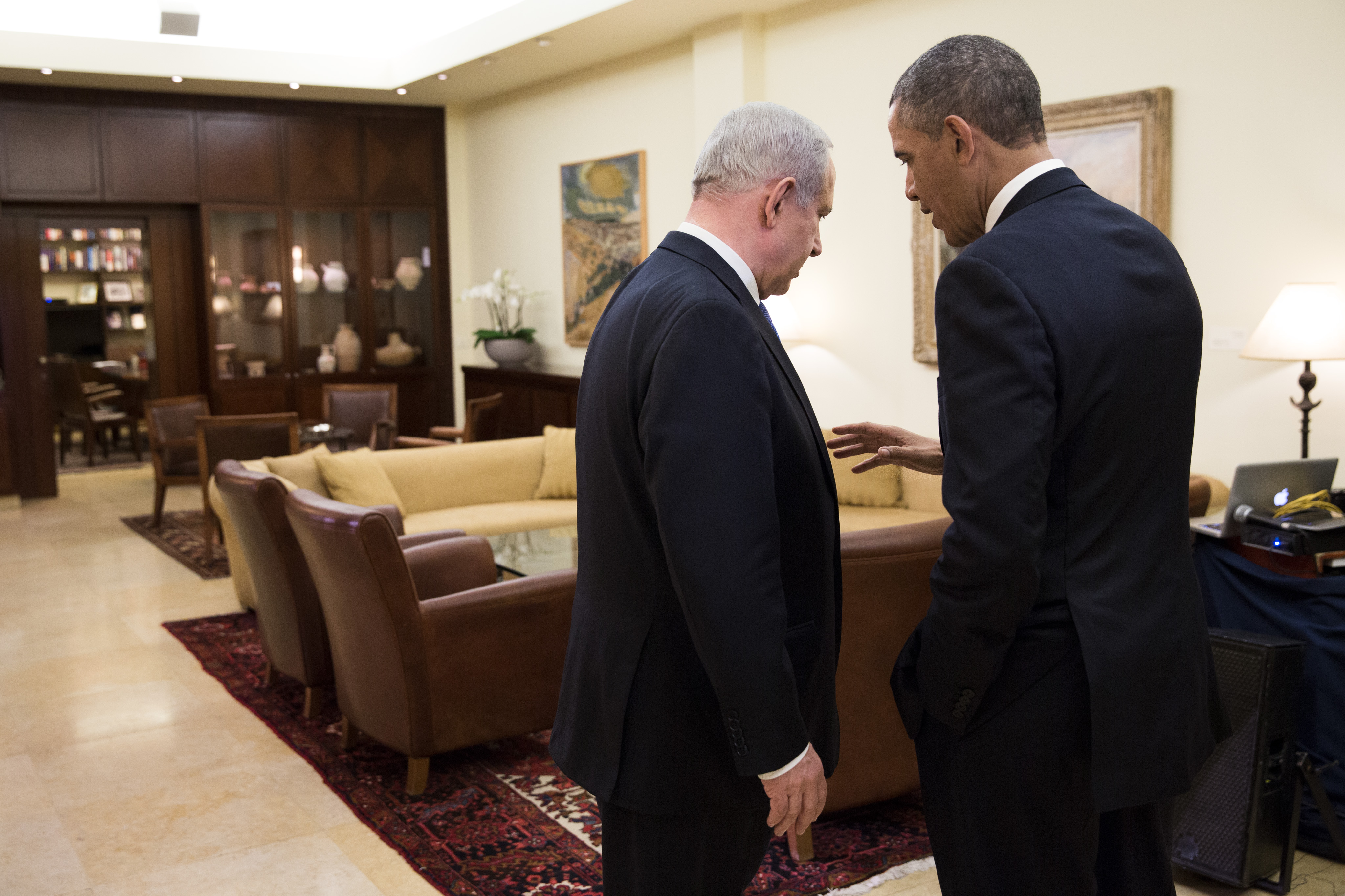
Obama parla con Benjamin Netanyahu, marzo 2013

Nel novembre 2013, l'amministrazione Obama ha avviato negoziati con l'Iran per impedire l'acquisizione di armi nucleari, che includevano un accordo interinale. I negoziati sono durati due anni con numerosi ritardi, con un accordo che è stato annunciato il 14 luglio 2015. L'accordo, intitolato "Accordo sul nucleare iraniano", ha visto l'eliminazione delle sanzioni in cambio di misure che impedirebbero a l'Iran di produrre armi nucleari. Mentre Obama ha salutato l'accordo come un passo verso un mondo migliore, l'accordo ha richiamato una forte critica dall'ala repubblicana e conservatrice e dal primo ministro israeliano Benjamin Netanyahu.

#### Rapporti con Cuba

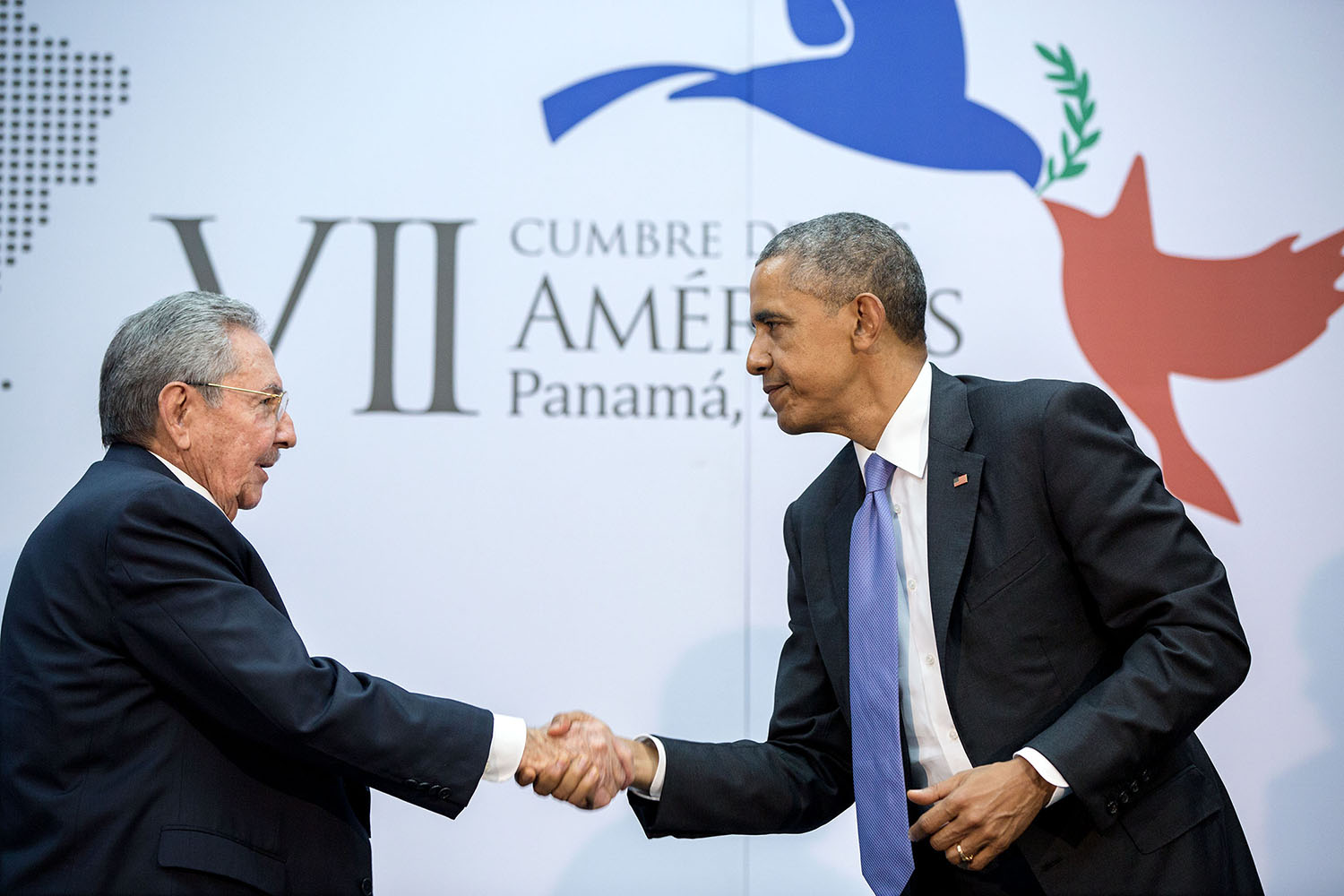
Il Presidente Obama incontra il Presidente cubano Raúl Castro a Panama, aprile 2015

Dalla primavera del 2013 sono stati condotti incontri segreti tra gli Stati Uniti e Cuba nelle sedi neutre del Canada e della Città del Vaticano. Il Vaticano si è dapprima coinvolto nel 2013 quando Papa Francesco ha consigliato agli Usa e Cuba di scambiare i prigionieri come un gesto di buona volontà. Il 10 dicembre 2013, il presidente cubano Raúl Castro, in un momento pubblico significativo, ha salutato e stretto la mano a Obama al servizio commemorativo di Nelson Mandela a Johannesburg.
Nel dicembre 2014, dopo le riunioni segrete, è stato annunciato che Obama, con Papa Francesco come intermediario, aveva negoziato un ripristino delle relazioni con Cuba, dopo quasi sessant'anni di distensione. Il The New Republic ha ritenuto che il Cuban Thow fosse "il miglior risultato della politica estera di Obama". Il 1º luglio 2015 il presidente Barack Obama ha annunciato che i rapporti diplomatici formali tra Cuba e gli Stati Uniti riprenderanno e le ambasciate sarebbero state aperte a Washington e all'Avana. Le rispettive sezioni "interessi" dei paesi nelle capitali di un altro sono state aggiornate rispettivamente alle ambasciate il 20 luglio e il 13 agosto 2015.
Obama ha visitato l'Havana, Cuba per due giorni il 12 e 13 marzo 2016, diventando il primo Presidente Usa in arrivo da Calvin Coolidge nel 1928.

#### Africa
Obama ha parlato davanti all'Unione africana ad Addis Abeba, in Etiopia, il 29 luglio 2015, il primo presidente Usa a farlo. Ha espresso un discorso incoraggiante al mondo per aumentare i legami economici attraverso investimenti e scambi con il continente e ha lodato i progressi compiuti nell'istruzione, nell'infrastruttura e nell'economia. Ha anche criticato la mancanza di democrazia e di leader che rifiutano di mettere da parte, discriminazione contro le minoranze (persone LGBT, gruppi religiosi e etnie) e la corruzione. Ha suggerito un'intensificazione della democratizzazione e del libero scambio, per migliorare significativamente la qualità della vita degli africani. Durante il suo viaggio nel luglio 2015, Obama è stato anche il primo presidente Usa ad aver visitato il Kenya, patria di suo padre.

#### Discorso di Hiroshima
Il 27 maggio 2016, 2½ mesi prima del 71º anniversario del bombardamento atomico statunitense di Hiroshima che ha concluso la Seconda guerra mondiale, Obama è diventato il primo presidente americano a visitare Hiroshima, in Giappone. Accompagnato dal primo ministro giapponese Shinzō Abe, Obama ha reso omaggio alle vittime del bombardamento nel Museo della Memoria della Pace di Hiroshima.

#### Russia
Dopo l'occupazione della Crimea nel 2014, l'intervento militare in Siria nel 2015 e l'interferenza nelle elezioni presidenziali del 2016 nelle elezioni presidenziali negli Stati Uniti del 2016, la politica di Obama nei confronti della Russia volta a imporre sanzioni e misure comunque di contrasto è stata ritenuta non abbastanza efficace. George Robertson, ex segretario alla difesa britannico e segretario generale della NATO, ha affermato che Obama aveva "permesso a Putin di tornare sul palcoscenico mondiale e provare la decisione dell'Occidente", aggiungendo che l'eredità di questo disastro avrebbe avuto durata.

## Dopo la presidenza

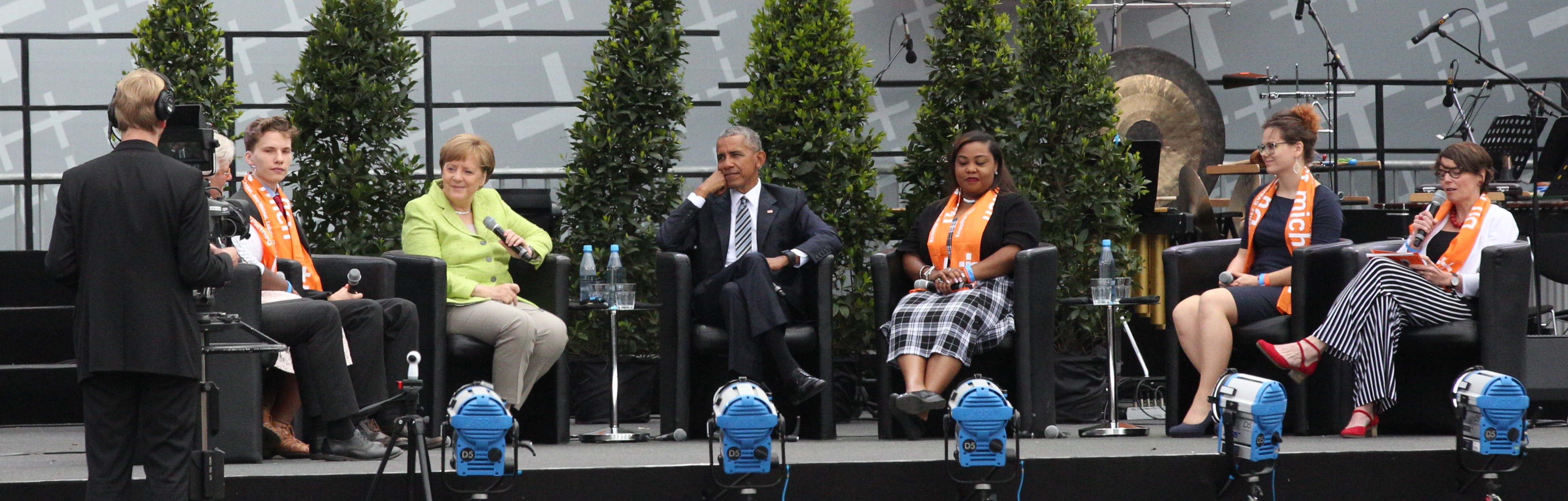
Barack Obama insieme ad Angela Merkel durante una discussione a tavola rotonda presso la Porta di Brandeburgo in occasione del Congresso protestante tedesco a Berlino e Wittenberg nel 2017

La presidenza di Barack Obama si è conclusa a mezzogiorno il 20 gennaio 2017, subito dopo l'insediamento del suo successore repubblicano Donald Trump.
Durante le elezioni presidenziali del Comitato Nazionale Democratico del 2017, l'amministrazione Obama ha esortato Tom Perez a concorrere contro Keith Ellison e il presidente Barack Obama ha chiamato personalmente i membri del DNC per votare Perez.
Il 2 marzo 2017, la Biblioteca e il Museo Presidenziale di John F. Kennedy hanno assegnato il premio annuale "Courage Award" a Obama "per il suo impegno costante nei confronti degli ideali democratici e l'elevazione dello standard di coraggio politico".
Il 24 aprile 2017, durante la sua prima apparizione pubblica, Obama è apparso in un seminario presso l'Università di Chicago rivolto all'impegno con una nuova generazione, nonché all'appello per la loro partecipazione alla politica.

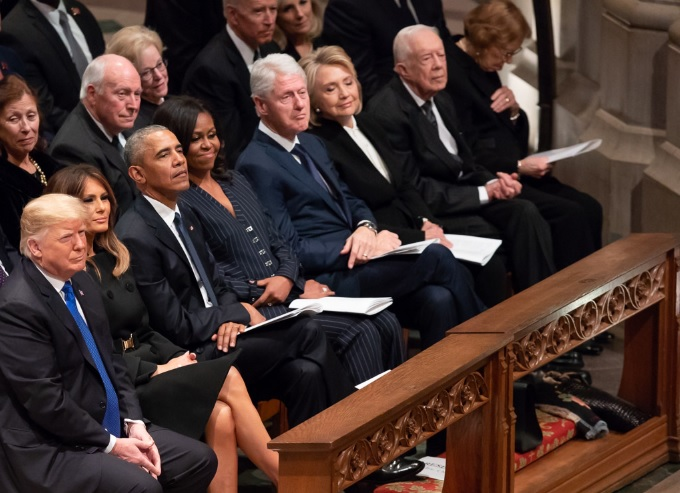
Barack e Michelle Obama al funerale dell'ex presidente George H. W. Bush insieme a Bill e Hillary Clinton, Jimmy e Rosalynn Carter e al presidente Donald Trump con la moglie Melania, 5 dicembre 2018

Il 9 maggio 2017, Obama ha tenuto un discorso che esorta a partecipare alle elezioni presidenziali e alla ricerca durante un vertice di innovazione alimentare a Milano, affermando: "se non votate e non prestate attenzione, non riflettete il vostro interesse".
A Berlino il 25 maggio, Obama ha tenuto un comizio pubblico con la Cancelliera Angela Merkel, dove ha sottolineato l’importanza per i leader a riflettere su se stessi; Obama era stato formalmente invitato a Berlino come parte di uno sforzo per promuovere la campagna di rielezione della Merkel.

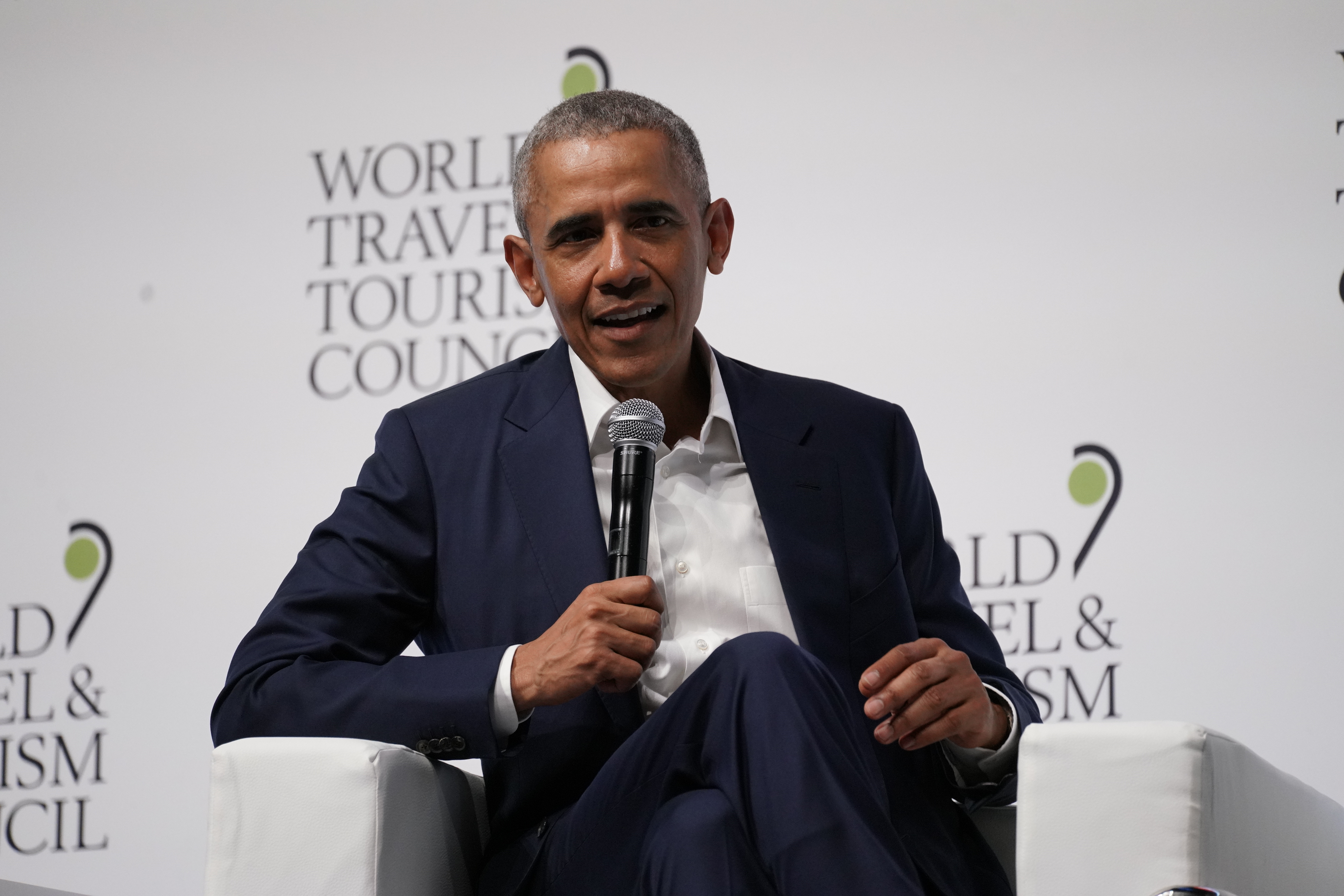
Barack Obama al World Travel & Tourism Council, 3 aprile 2019

Il primo giugno, dopo che il presidente Trump ha annunciato il ritiro degli Stati Uniti dall'accordo di Parigi, Obama ha pubblicato una dichiarazione in disaccordo con la scelta: "Ma anche in assenza di leadership americana, anche se questa amministrazione si unisce a una piccola manciata di nazioni che respingono il futuro, sono fiducioso che i nostri stati, le città e le imprese potranno aumentare e fare ancora di più per aprire la strada e aiutare a proteggere il nostro pianeta per le generazioni future."
Obama ha presieduto l'inaugurazione dell'Obama Foundation a Chicago dal 31 ottobre al 1º novembre 2017.
Il 22 maggio 2018 i coniugi Obama hanno firmato un contratto per produrre miniserie televisive e documentari per Netflix con la loro nuova compagnia di produzione: la Higher Ground Productions, il cui primo film, Made in USA - Una fabbrica in Ohio, ha vinto l'Oscar per il miglior documentario nel 2020. Nello stesso mese Obama criticò duramente il presidente Trump per la sua decisione di ritirarsi dall'Accordo sul nucleare iraniano, dicendo che l'accordo "funzionava ed era nell'interesse dell'America".
Il 14 aprile 2020, Obama ha patrocinato il suo Vicepresidente Joe Biden come successivo Presidente degli Stati Uniti, dicendo che ha "tutte le qualità di cui abbiamo bisogno in un presidente in questo momento". Nel maggio 2020 ha criticato la gestione della pandemia di COVID-19 da parte di Trump definendola un "disastro caotico e assoluto".

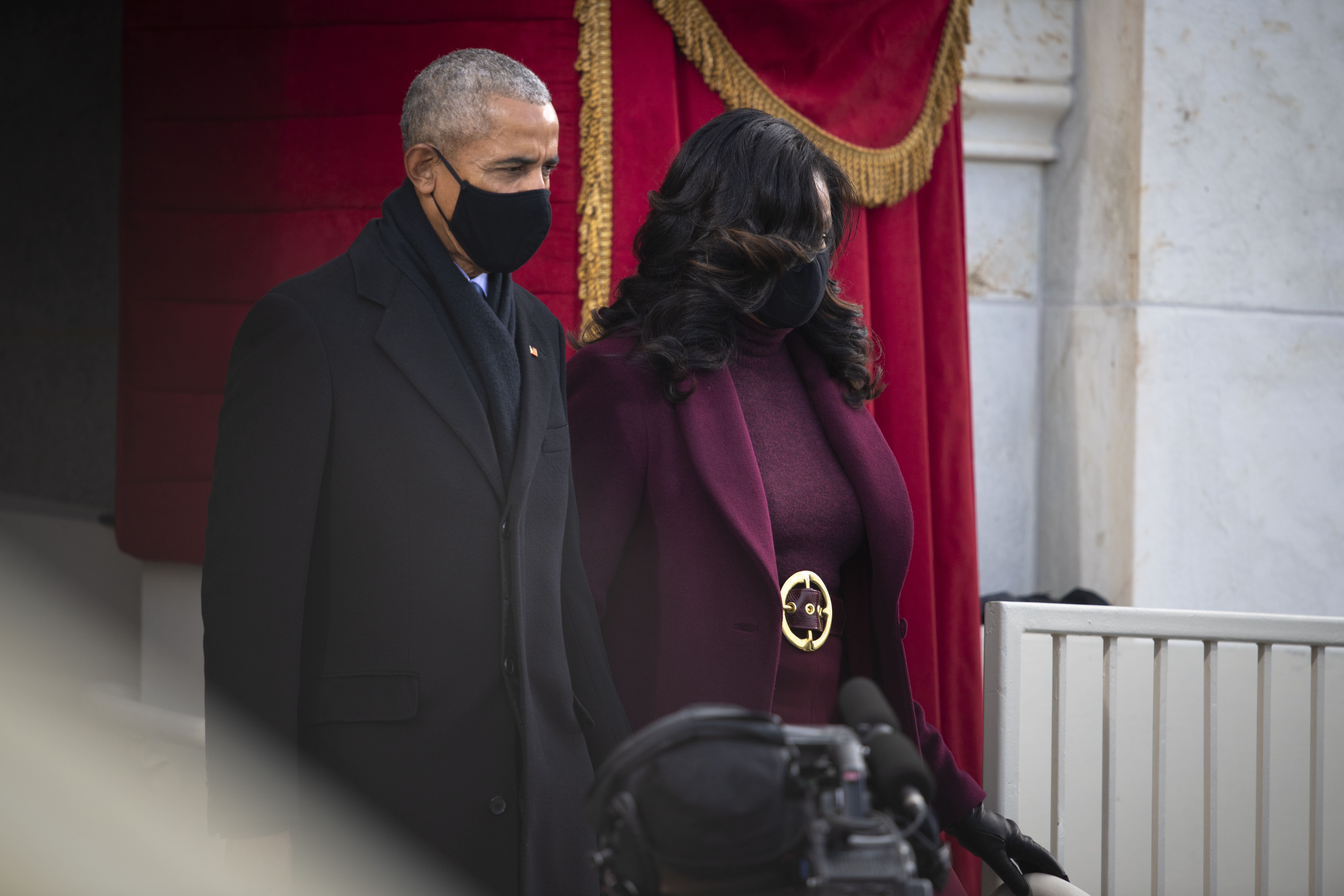
Obama e la moglie Michelle all'insediamento di Joe Biden

Il 17 novembre 2020 ha pubblicato il suo libro, A Promised Land (Una terra promessa).
Nel febbraio 2021 ha iniziato un podcast con Bruce Springsteen chiamato Renegades: Born in the USA, nel quale i due parlano del loro passato, della musica e del loro amore per l'America. L'8 novembre 2021 partecipa con un discorso alla COP-26 di Glasgow, parlando dei cambiamenti climatici e della necessità di trovare un terreno comune per combatterli.
Dal 2021 è in costruzione a Chicago la sua biblioteca presidenziale.

## Visione politica
Obama è stato fin dall'inizio un avversario delle politiche dell'amministrazione Bush in Iraq. Il 2 ottobre 2002, il giorno in cui il presidente George W. Bush e il Congresso hanno approvato la risoluzione congiunta che ha autorizzato l'invasione dell'Iraq, Obama ha affrontato la prima grande manifestazione contro la guerra al Kluczynski Federal Building di Chicago, prendendo posizione contro la guerra. Il 16 marzo 2003, il giorno in cui il presidente Bush ha dato un ultimatum di 48 ore a Saddam Hussein, in cui ha chiesto di lasciare l'Iraq prima dell'arrivo delle truppe statunitensi, Obama ha parlato al più grande raduno di Chicago contro la guerra al Richard J. Daley Center e ha detto alla folla che "non è troppo tardi" per fermare la guerra.
Obama ha detto che, se eletto, farà tagli di bilancio di decine di miliardi di dollari, cesserà gli investimenti in sistemi di difesa missilistica "non testata", si opporrà ad armare lo spazio esterno, "rallenterà lo sviluppo di Future Combat Systems", e cercherà di eliminare tutte le armi nucleari. Obama sostiene lo sviluppo di fine di nuove armi nucleari, riducendo l'arsenale nucleare degli Stati Uniti, alla ricerca di un divieto globale di produzione di materiale fissile, e cercando di negoziare con la Russia per ridurre il livello di allerta sui missili balistici intercontinentali.
Nel novembre 2006 Obama ha chiesto un graduale ritiro delle truppe statunitensi dall'Iraq e l'apertura del dialogo diplomatico con la Siria e l'Iran. In un discorso del marzo 2007 per il gruppo di lobby proisraelian AIPAC, ha detto che il modo principale per prevenire lo sviluppo di armi nucleari da parte dell'Iran sono i colloqui e la diplomazia. Obama ha affermato di non impegnarsi nella diplomazia diretta presidenziale con l'Iran senza condizioni preliminari. Dettagliata è la sua strategia per la lotta contro il terrorismo globale nel mese di agosto del 2007.
In un editoriale nel dicembre 2005, pubblicato sul Washington Post, e il Save Darfur nel mese di aprile del 2006, Obama ha chiesto un'azione più forte per fermare il genocidio nella regione sudanese del Darfur. Ha ritirato un investimento di 180.000 azioni in società collegate al Sudan e ha chiesto il ritiro degli investimenti da parte di società che operano in Iran. Nel numero di luglio-agosto 2007 della rivista Foreign Affairs, Obama ha chiesto una politica estera più aperta dopo l'Iraq e di rinnovare la leadership militare, il mondo diplomatico e la morale da parte degli Stati Uniti. Ha detto "non possiamo né ritirarci dal mondo, né cercare di costringerci ad obbedire" ha chiesto agli americani di "guidare il mondo, le azioni e l'esempio".
In materia economica, nel mese di aprile 2005, ha difeso le politiche sociali del New Deal di Franklin D. Roosevelt e si è opposto alle proposte repubblicane per stabilire conti privati per la protezione sociale. Dopo l'uragano Katrina, Obama ha preso posizione contro l'indifferenza del governo di fronte alle crescenti disparità economiche tra le classi sociali, chiedendo ad entrambi i partiti politici di adoperarsi per il ripristino della rete sociale affidabile per i poveri. Poco dopo aver annunciato la sua candidatura alla presidenza, Obama ha affermato di sostenere l'assistenza sanitaria universale negli Stati Uniti, Obama propone di pagare gli insegnanti attraverso sistemi tradizionali basati sulle valutazioni delle prestazioni, assicurando che i sindacati apportino modifiche attraverso procedure di contrattazione collettiva.
Nel settembre 2007 ha accusato i gruppi di interesse di distorcere il codice fiscale statunitense. Il suo piano eliminerebbe le tasse per i pensionati con un reddito inferiore a 50 000 $ all'anno, eliminerebbe tagli alle tasse per coloro che guadagnano oltre 250.000 $ l'anno e tagli d'imposta su dividendi e profitti, eliminerebbe scappatoie per evitare il pagamento delle imposte da parte delle società, avrebbe sollevato la soglia per la carica di protezione sociale che limiterebbe l'accesso ai paradisi fiscali all'estero, e semplificherebbe i processi di richieste delle dichiarazioni dei redditi da informazioni precomplete dallo stipendio e dal sistema bancario già raccolte dai IRS. Nell'annunciare il programma energetico del governo nel mese di ottobre del 2007, Obama ha proposto un sistema di aste per limitare le emissioni di carbonio e di un programma decennale di investimenti in nuove fonti di energia per ridurre la dipendenza degli Stati Uniti delle importazioni di petrolio. Obama ha proposto che tutti i crediti per l'inquinamento siano venduti all'asta senza continuare ad applicare le vecchie regole alle compagnie petrolifere e gas e che le entrate guadagnate siano spese per lo sviluppo energetico e i costi della transizione economica.
Obama ha incoraggiato i democratici ad avvicinarsi agli evangelici e ad altri gruppi religiosi. Nel dicembre 2006 si è unito al senatore Sam Brownback (repubblicano, del Kansas) al Vertice globale sull'AIDS e la Chiesa organizzata dai leader religiosi Kay e Rick Warren. Insieme a Warren e Brownback, Obama ha fatto un test HIV, come ha fatto in Kenya meno di quattro mesi prima. Ha incoraggiato l'"altro pubblico a fare lo stesso" e a non vergognarsi. Prima della conferenza, diciotto gruppi anti-aborto hanno pubblicato una lettera aperta, in cui hanno detto, riferendosi al sostegno di Obama per l'aborto legale "nei termini più forti possibili, ci opponiamo alla decisione di Rick Warren 'di ignorare l'ovvio atteggiamento pro-morte del senatore Obama e lo invitiamo alla Chiesa di Saddleback". Affrontando oltre 8.000 membri della Chiesa unita di Cristo nel giugno 2007, Obama ha sfidato i "cosiddetti leader del diritto cristiano".
Un metodo utilizzato dagli analisti politici per misurare l'ideologia politica è quello di confrontare i voti annuali degli Americans for Democratic Action (ADA) con quelli dell'American Conservative Union (ACU). Sulla base degli anni del Congresso, Obama ha una media conservatrice del 7.67% dall'ACU e un 90% dall'ADA.

## Famiglia e religione

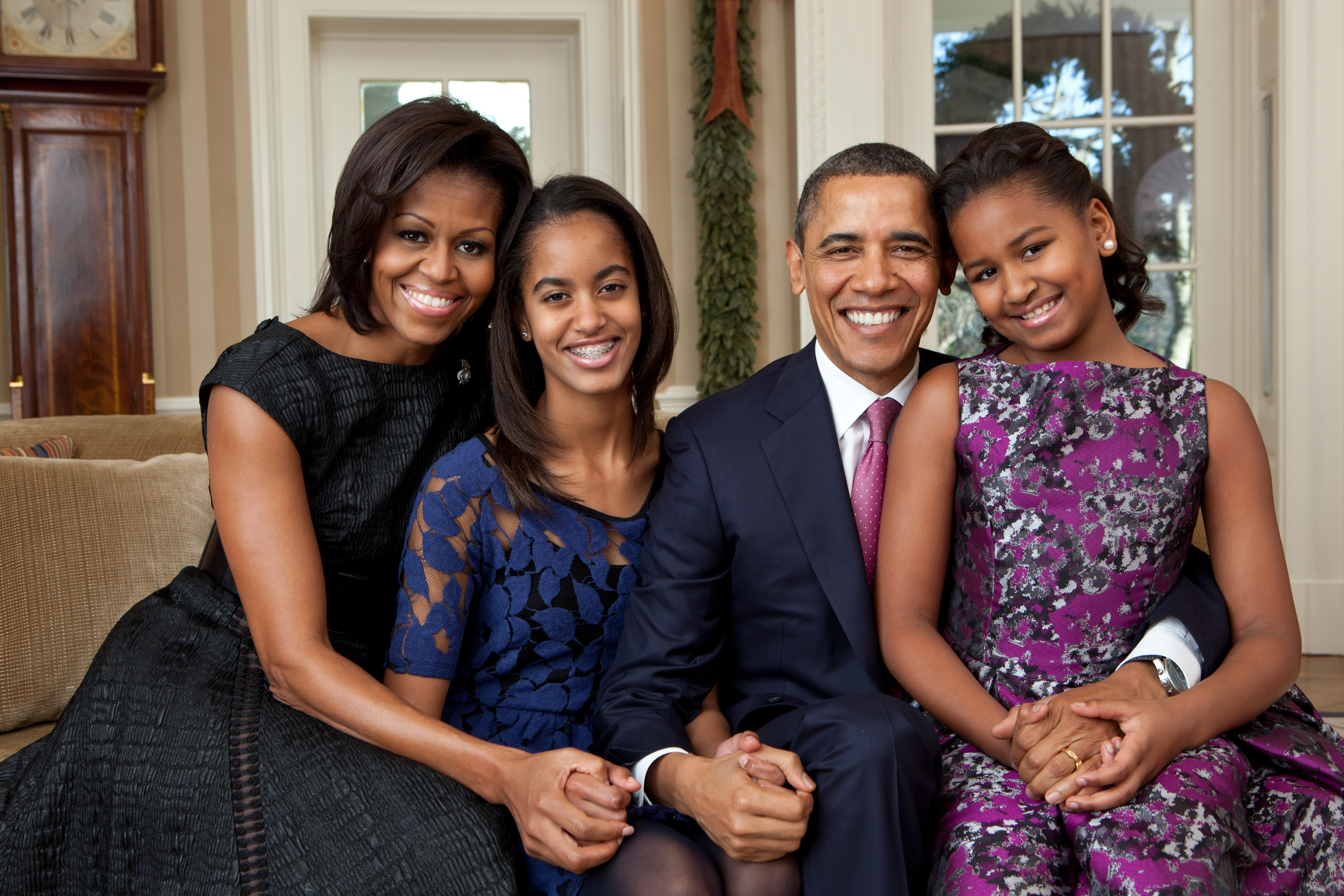
Barack Obama alla Casa Bianca insieme alla first lady Michelle Obama e alle loro due figlie, Malia e Sasha.

Nell'estate del 1989, mentre lavorava presso la società di consulenze legali Sidley Austin di Chicago, Obama incontrò Michelle Robinson, una avvocata laureata presso Harvard, associata della medesima società. Michelle e Barack Obama si sposarono nel 1992 presso la Trinity United Church of Christ di Chicago. La cerimonia fu celebrata dal reverendo Jeremiah Wright. Gli Obama hanno due figlie: Malia, nata nel 1998, e Natasha, detta Sasha, nel 2001.
Un passaggio del discorso chiave di Obama presso la Convention democratica del 2004, nonché il titolo del suo libro del 2006, L'audacia della speranza (The Audacity of Hope), gli furono ispirati dai sermoni del reverendo Wright. Nel suo libro, Obama così descrive l'esser cresciuto in un ambiente non-religioso:
Obama scrive che le sue convinzioni religiose si formarono intorno ai vent'anni, quando collaborava con alcune chiese locali, organizzando la comunità. Lì comprese "il potere della tradizione religiosa afro-americana nello spronare cambiamenti sociali":

## Critiche

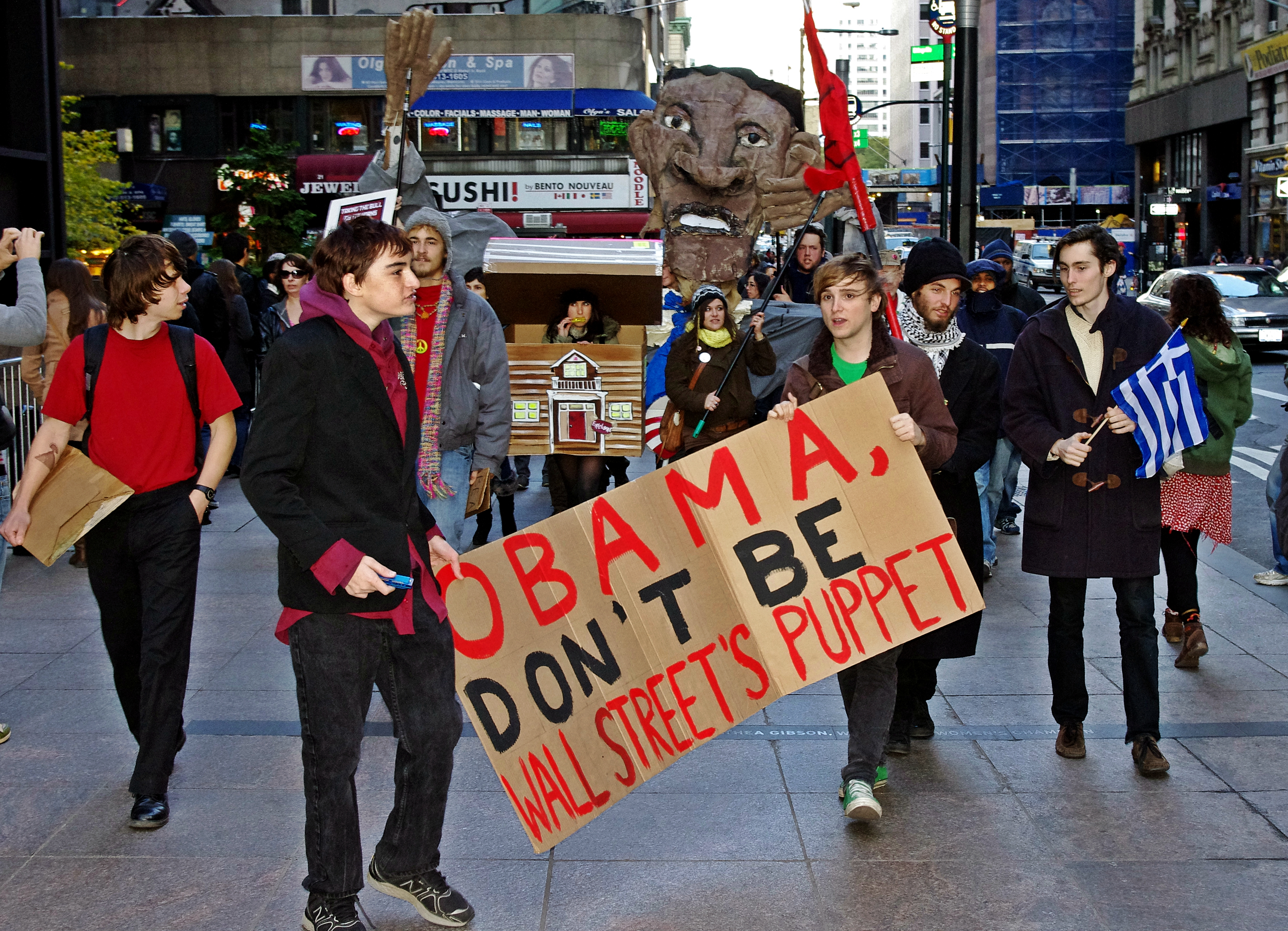
Manifestanti di Occupy Wall Street chiedono a Obama di non essere il pupazzo della finanza

Si è attirato le critiche di progressisti, come il giornalista David Sirota, quando votò per confermare Condoleezza Rice come Segretario di Stato, quando votò a favore di una legge di azione collettiva "scritta dalle multinazionali", e per "essersi rifiutato di criticare apertamente" la guerra in Iraq, nonostante si fosse presentato come un candidato contro la guerra.
Il professore afro-americano Cornel West, dell'Università di Princeton, sollevò forti dubbi su Obama, in particolare sulla scarsa trasparenza dei finanziamenti per la campagna elettorale. Tra i critici più radicali, lo storico Webster Tarpley, già noto come critico spietato dei neoconservatori, è autore di due libri polemici su Obama pubblicati nel 2008, fra cui una biografia non autorizzata. Obama si è inoltre attirato le critiche della Santa Sede e del mondo cattolico per la sua svolta sull'aborto.
A un anno dal suo insediamento alla Casa Bianca, si moltiplicarono gli articoli critici sul suo operato. Obama in campagna elettorale aveva inserito nel suo programma la fine della guerra in Iraq e la riduzione delle truppe in Afghanistan, nonché una nuova politica di apertura e di pace nei confronti dell'Iran. L'aumento delle truppe in Afghanistan, l'assenza di un'exit strategy dall'Iraq, il mantenimento di leggi controverse, come il patriot act di Bush, alimentarono le tesi critiche. Anche il seguito della gestione degli affari esteri è stata oggetto di apprezzamenti non sempre positivi, per i suoi limitati conseguimenti.
Una nota teoria del complotto (birthism o birther movement) sostiene che Obama non sarebbe nato a Honolulu ma in una non meglio specificata località kenyota, e dunque che sarebbe stato incandidabile e ancor meno eleggibile alla carica di Presidente degli Stati Uniti. Tra i sostenitori della teoria, il suo successore Donald Trump, che l'aveva pubblicamente rilanciata nel 2007 e ha in seguito sottolineato come, dopo anni di richieste, Obama, all'epoca Presidente, non avesse ancora fatto chiarezza in merito. La Casa Bianca ha poi rilasciato una scansione ufficiale del certificato di nascita di Obama il 27 aprile 2011. Lo stesso Trump ha in seguito rivisto la propria posizione in merito.

## Media
Il Weekly Address è il comunicato settimanale del Presidente degli Stati Uniti d'America, una prassi inaugurata da Franklin Delano Roosevelt.
Barack Obama ha sempre dato molta importanza alla comunicazione mediatica e a internet, per mantenere uno stretto legame con il popolo americano che lo ha eletto.  Il suo comunicato settimanale. URL consultato il 15 ottobre 2023 (archiviato dall'url originale il 22 gennaio 2009)., in cui illustra le iniziative della sua Amministrazione, compare ogni sabato sul sito della Casa Bianca, è disponibile anche come podcast, e può essere incorporato nelle pagine utenti delle principali reti sociali.

## Filmografia
Documentari
- Barack Obama - L'uomo, il presidente (By the People: The Election of Barack Obama), regia di Amy Rice e Alicia Sams (2009)
- Punto di non ritorno - Before the Flood (Before the Flood), regia di Fisher Stevens (2016)

Film biografici
- Ti amo Presidente (Southside with You), regia di Richard Tanne (2016)
- Barry, regia di Vikram Gandhi (2016)

## Doppiatori italiani
Nelle versioni in italiano delle sue partecipazioni a film o documentari, è stato doppiato da:
- Antonio Sanna in Battleship, Zero Dark Thirty
- Fabrizio Pucci in  I parchi nazionali più belli del mondo
- Andrea Lavagnino in Cogan: Killing Them Softly
- Davide Marzi in Apes Revolution - Il pianeta delle scimmie
- Francesco Prando in Bear Grylls vs Obama
- Loris Loddi in Operation: Endgame
- Roberto Chevalier in Il quinto potere
- Vittorio Guerrieri in Game Change

## Albero genealogico
Il genealogista Bruce Harrison, fondatore del Family Forest Project, ha rivelato pubblicamente di avere trovato legami genealogici tra Obama e alcuni presidenti precedenti, come George Washington, James Madison, Harry Truman e Jimmy Carter. Secondo la New England Historic Genealogical Society Obama sarebbe parente, oltre che dei suddetti presidenti anche del suo predecessore George W. Bush, del padre George H. W. Bush, di Gerald Ford e Lyndon B. Johnson.
Non solo, Obama condivide degli antenati comuni con l'ex senatore del North Carolina John Edwards, con l'ex governatore del Nuovo Messico Bill Richardson e, curiosamente, con entrambi i suoi concorrenti repubblicani alle elezioni presidenziali: il senatore John McCain, e il governatore Mitt Romney.
Il presidente Obama, secondo varie ricerche, andando indietro di cinque secoli, sarebbe anche parente del generale della seconda guerra mondiale George Smith Patton e del musicista Quincy Jones. Sempre secondo la New England Historic Genealogical Society Obama sarebbe anche un lontano cugino dell'attore Brad Pitt, del generale separatista Robert Edward Lee e addirittura del primo ministro inglese Winston Churchill.
Nel suo libro autobiografico, I sogni di mio padre, lo stesso Obama ha sostenuto di avere scoperto che uno degli antenati della madre era cugino di secondo grado di Jefferson Davis, primo e unico presidente degli Stati Confederati d'America. Altri studi genealogici hanno evidenziato che Obama è cugino di ottavo grado dell'ex vicepresidente Dick Cheney. La scoperta, fatta dalla stessa moglie, Lynn Cheney, è stata annunciata il 17 settembre 2007, ed è stata confermata dal portavoce di Cheney e da quello di Obama, Bill Burton. La notizia è stata pubblicata per la prima volta il 9 settembre 2007 da un editorialista del quotidiano locale Chicago Sun-Times. L'articolo afferma inoltre che George W. Bush e Obama sarebbero cugini di 11º grado tramite Samuel Hinckley e Sarah Soole, che vissero nel Massachusetts durante il XVII secolo. Obama sarebbe invece imparentato con Dick Cheney, anche lui come cugino di 11º grado, tramite Mareen e Susannah Duval, emigrati dalla Francia verso gli Stati Uniti nel XVII secolo. La notizia è stata ripresa dal New York Post del 18 ottobre 2008. Secondo nuove versioni, Cheney e Obama sarebbero cugini di 8º grado, mentre è confermato il grado di parentela fra Bush e Obama.
|                       |                                |                      | Genitori                 |  |  | Nonni |  |  | Bisnonni |  |  | Trisnonni |  |
|                       |                                |                      |                          |  |  |       |  |  | Obama    |  |  | Opiyo     |  |
|                       |                                |                      |                          |  |  |       |  |  | Obama    |  |  | Opiyo     |  |
|                       |                                | Marrgorat            |                          |  |  |       |  |  | Obama    |  |  |           |  |
| Hussein Onyango Obama |                                |                      |                          |  |  |       |  |  | Obama    |  |  |           |  |
|                       |                                | Nyaoke               | …                        |  |  |       |  |  |          |  |  |           |  |
|                       |                                | Nyaoke               | …                        |  |  |       |  |  |          |  |  |           |  |
|                       |                                | Nyaoke               | …                        |  |  |       |  |  |          |  |  |           |  |
| Barack Obama, Sr.     |                                | Nyaoke               |                          |  |  |       |  |  |          |  |  |           |  |
|                       |                                | Njoga                | Okela                    |  |  |       |  |  |          |  |  |           |  |
|                       |                                | Njoga                | Okela                    |  |  |       |  |  |          |  |  |           |  |
|                       |                                | Njoga                | …                        |  |  |       |  |  |          |  |  |           |  |
| Akumu Njoga           |                                | Njoga                |                          |  |  |       |  |  |          |  |  |           |  |
|                       |                                | Bwogi Otore          | …                        |  |  |       |  |  |          |  |  |           |  |
|                       |                                | Bwogi Otore          | …                        |  |  |       |  |  |          |  |  |           |  |
|                       |                                | Bwogi Otore          | …                        |  |  |       |  |  |          |  |  |           |  |
| Barack Obama          |                                | Bwogi Otore          |                          |  |  |       |  |  |          |  |  |           |  |
|                       | Ralph Waldo Emerson Dunham, Sr | Jacob William Dunham |                          |  |  |       |  |  |          |  |  |           |  |
|                       | Ralph Waldo Emerson Dunham, Sr | Jacob William Dunham |                          |  |  |       |  |  |          |  |  |           |  |
|                       | Ralph Waldo Emerson Dunham, Sr | Mary Ann Kearney     |                          |  |  |       |  |  |          |  |  |           |  |
| Stanley Armour Dunham | Ralph Waldo Emerson Dunham, Sr |                      |                          |  |  |       |  |  |          |  |  |           |  |
|                       |                                | Ruth Lucille Armour  | Harry Ellington Armour   |  |  |       |  |  |          |  |  |           |  |
|                       |                                | Ruth Lucille Armour  | Harry Ellington Armour   |  |  |       |  |  |          |  |  |           |  |
|                       |                                | Ruth Lucille Armour  | Gabriella Clark          |  |  |       |  |  |          |  |  |           |  |
| Stanley Ann Dunham    |                                | Ruth Lucille Armour  |                          |  |  |       |  |  |          |  |  |           |  |
|                       |                                | Rolla Charles Payne  | Charles Thomas Payne     |  |  |       |  |  |          |  |  |           |  |
|                       |                                | Rolla Charles Payne  | Charles Thomas Payne     |  |  |       |  |  |          |  |  |           |  |
|                       |                                | Rolla Charles Payne  | Della L. Wolfley         |  |  |       |  |  |          |  |  |           |  |
| Madelyn Lee Payne     |                                | Rolla Charles Payne  |                          |  |  |       |  |  |          |  |  |           |  |
|                       |                                | Leona Belle McCurry  | Thomas Creekmore McCurry |  |  |       |  |  |          |  |  |           |  |
|                       |                                | Leona Belle McCurry  | Thomas Creekmore McCurry |  |  |       |  |  |          |  |  |           |  |
|                       |                                | Leona Belle McCurry  | Margaret Belle Wright    |  |  |       |  |  |          |  |  |           |  |
|                       |                                | Leona Belle McCurry  |                          |  |  |       |  |  |          |  |  |           |  |

## Opere
Nel 1995 Obama ha pubblicato un'autobiografia, I sogni di mio padre (Dreams from My Father), che riguarda gli anni sino al 1988, con una seconda edizione, con qualche modifica, nel 2004. In Italia fu pubblicata dalla casa editrice Nutrimenti nel 2007. La versione in audiolibro fu premiata nel 2006 con un Grammy Award for Best Spoken Word Album.
Nel dicembre 2004, Obama strinse un accordo da 1,9 milioni di dollari per scrivere tre libri. Il primo, L'audacia della speranza (The Audacity of Hope), è uscito il 17 ottobre 2006, e delinea le sue convinzioni politiche. Il secondo, Di voi io canto (Of Thee I Sing) è un libro per bambini uscito nel 2010, i cui profitti vengono devoluti in beneficenza. Della terza opera, anch'essa autobiografica come il primo libro, è stato pubblicato il primo volume dal titolo Una terra promessa (A Promised Land) il 17 novembre 2020. Il volume termina con la morte di Osama bin Laden.

### Onorificenze statunitensi

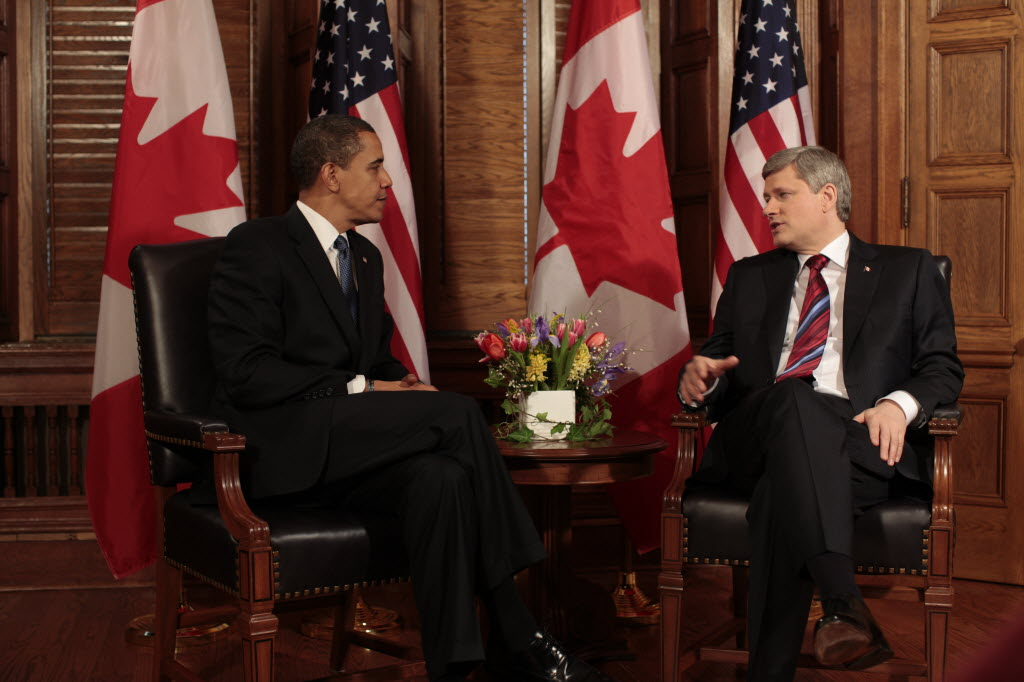
Barack Obama incontra il primo ministro del Canada Stephen Harper (2009)

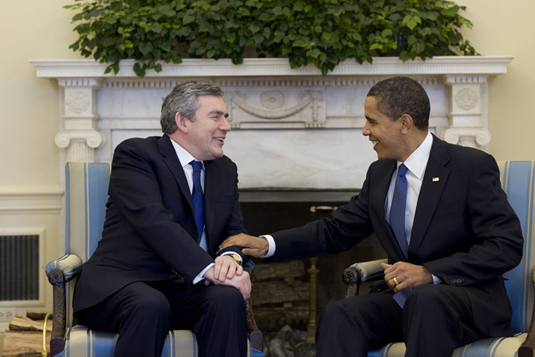
Il presidente Barack Obama e il primo ministro britannico Gordon Brown si incontrano nell'Ufficio ovale alla Casa Bianca

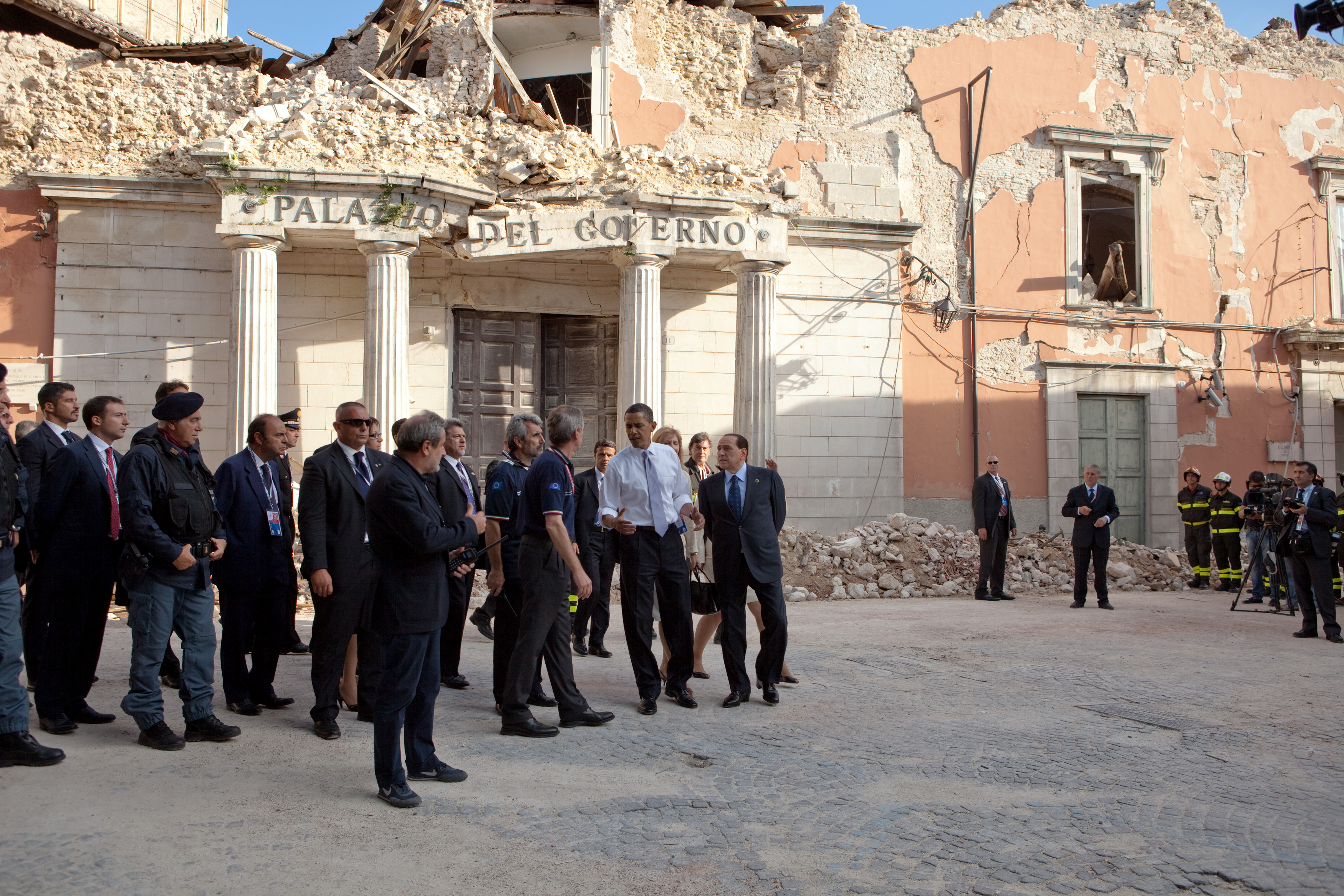
Il presidente Barack Obama, accompagnato dal premier Silvio Berlusconi, visita il luogo dei danni causati dal terremoto dell'Aquila, Italia, mercoledì 8 luglio 2009

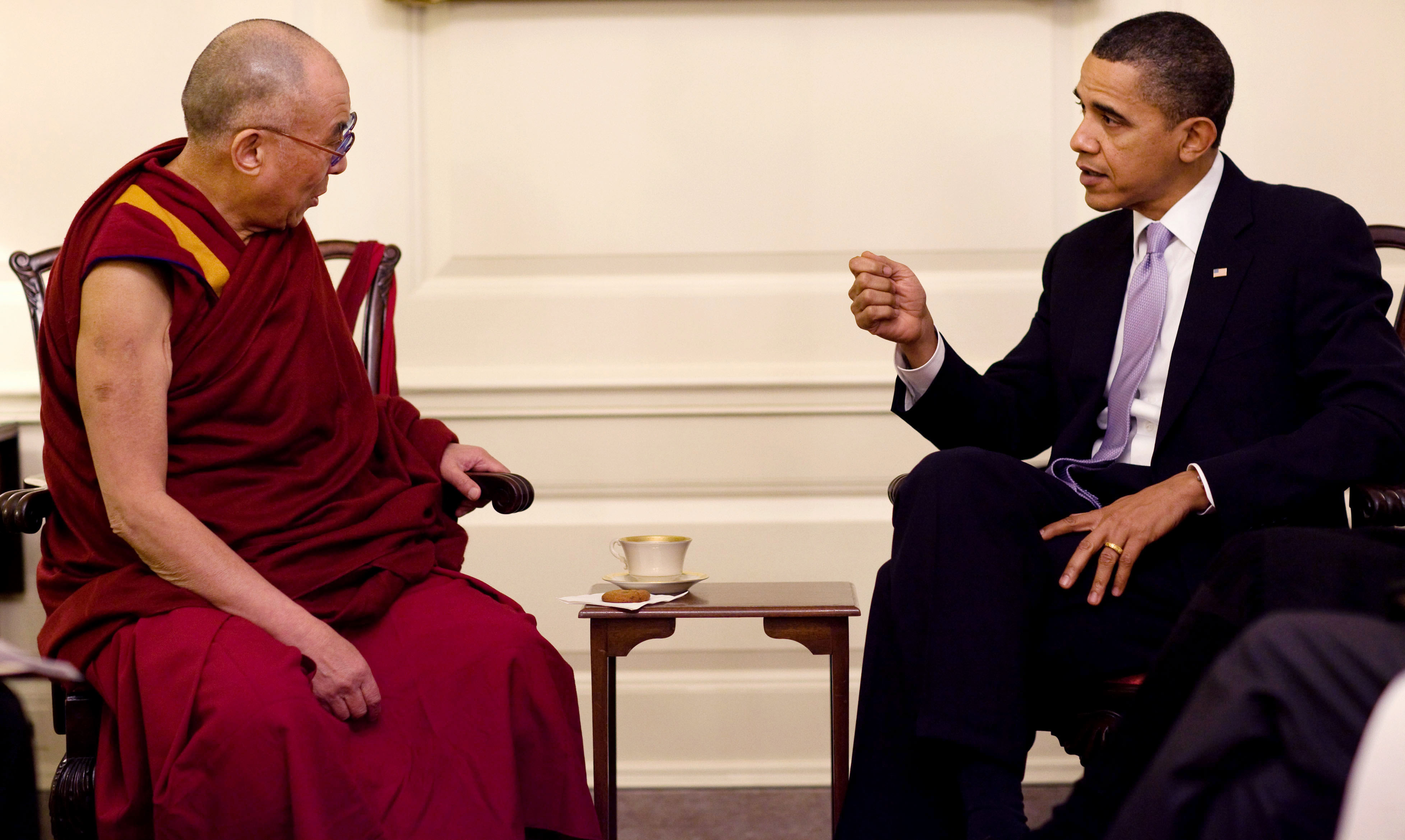
Barack Obama incontra il Dalai Lama nella Map Room della Casa Bianca Il 18 febbraio 2010

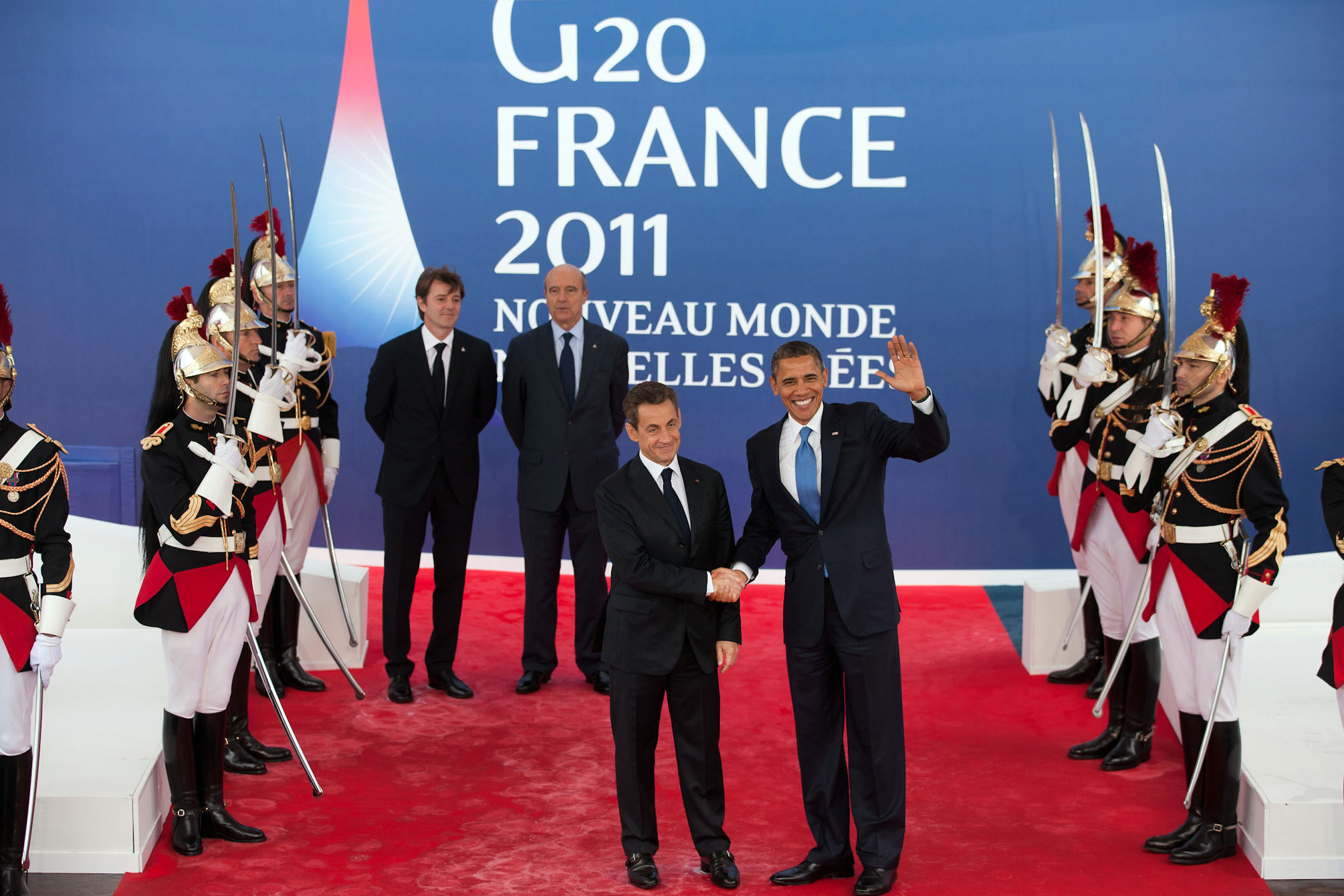
Nicolas Sarkozy accoglie Barack Obama al vertice del G20 di Cannes il 3 novembre 2011

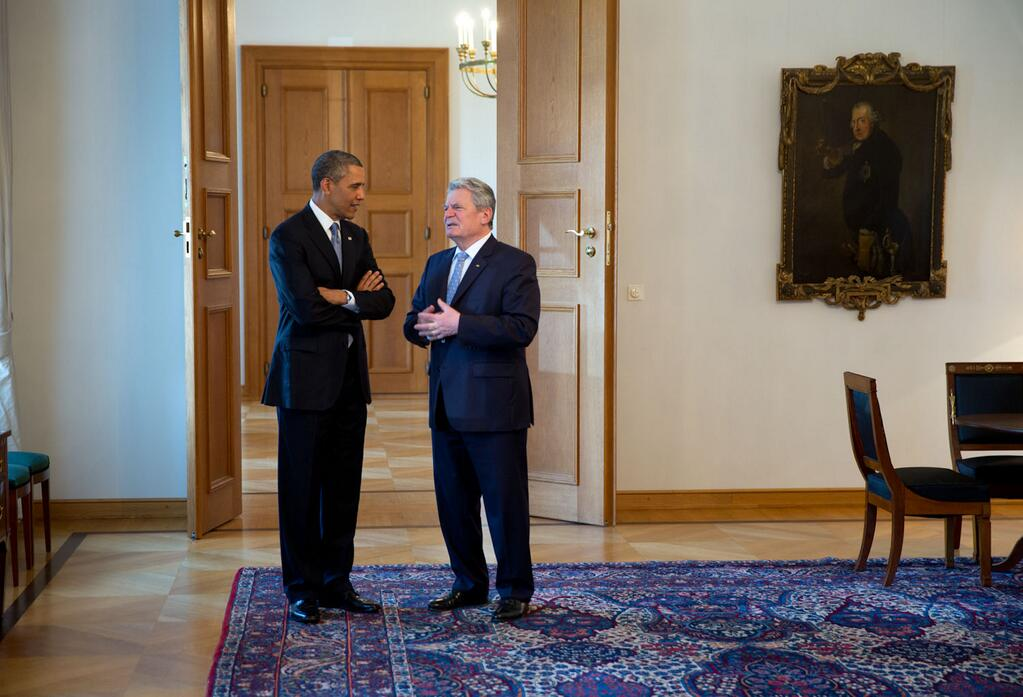
Barack Obama e il presidente della Germania Joachim Gauck al Palazzo Bellevue di Berlino il 19 giugno 2013

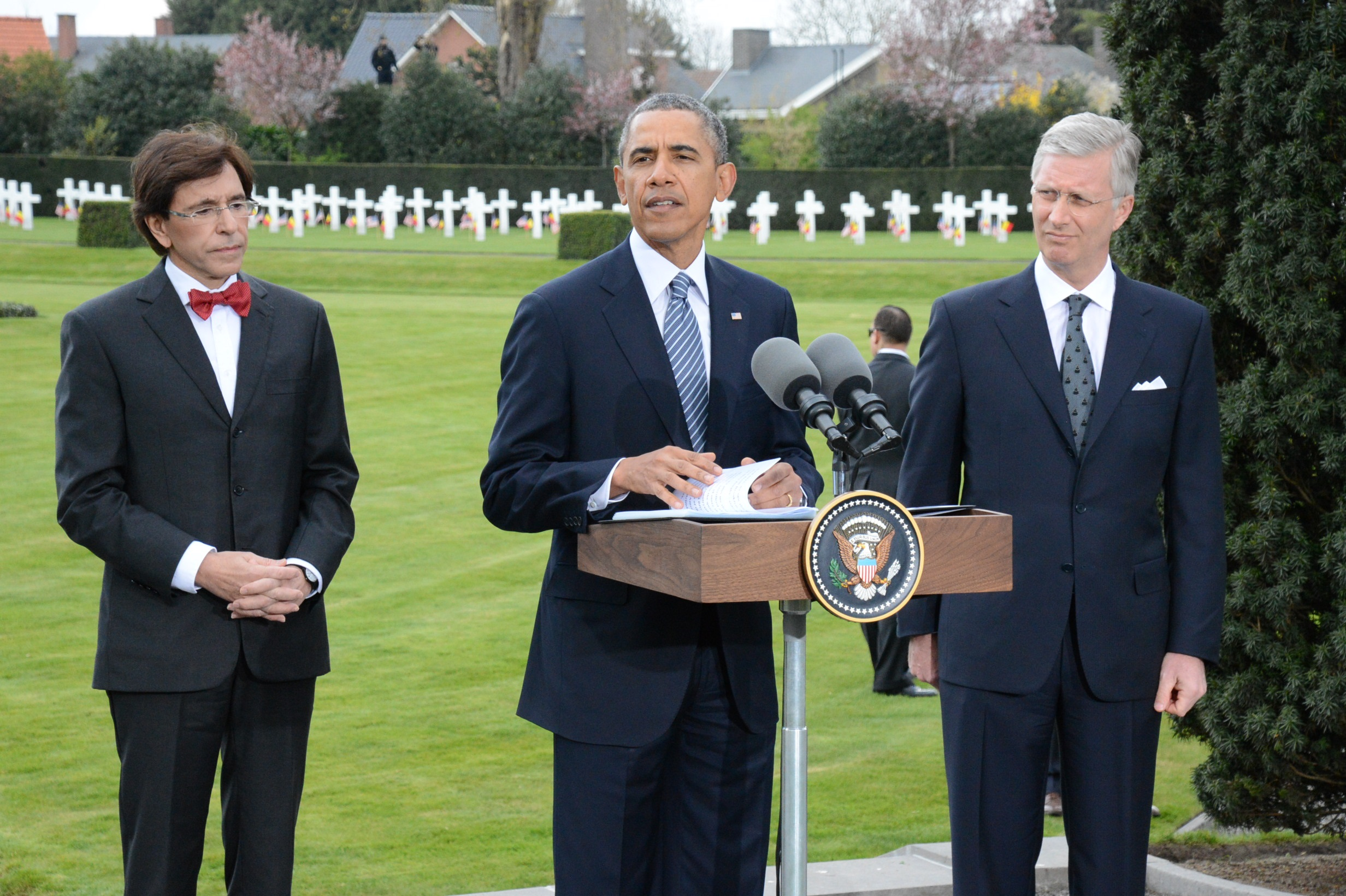
Il presidente Obama insieme al primo ministro del Belgio Elio Di Rupo e Re Filippo al Campo cimitero fiammingo americano in Belgio il 26 marzo 2014

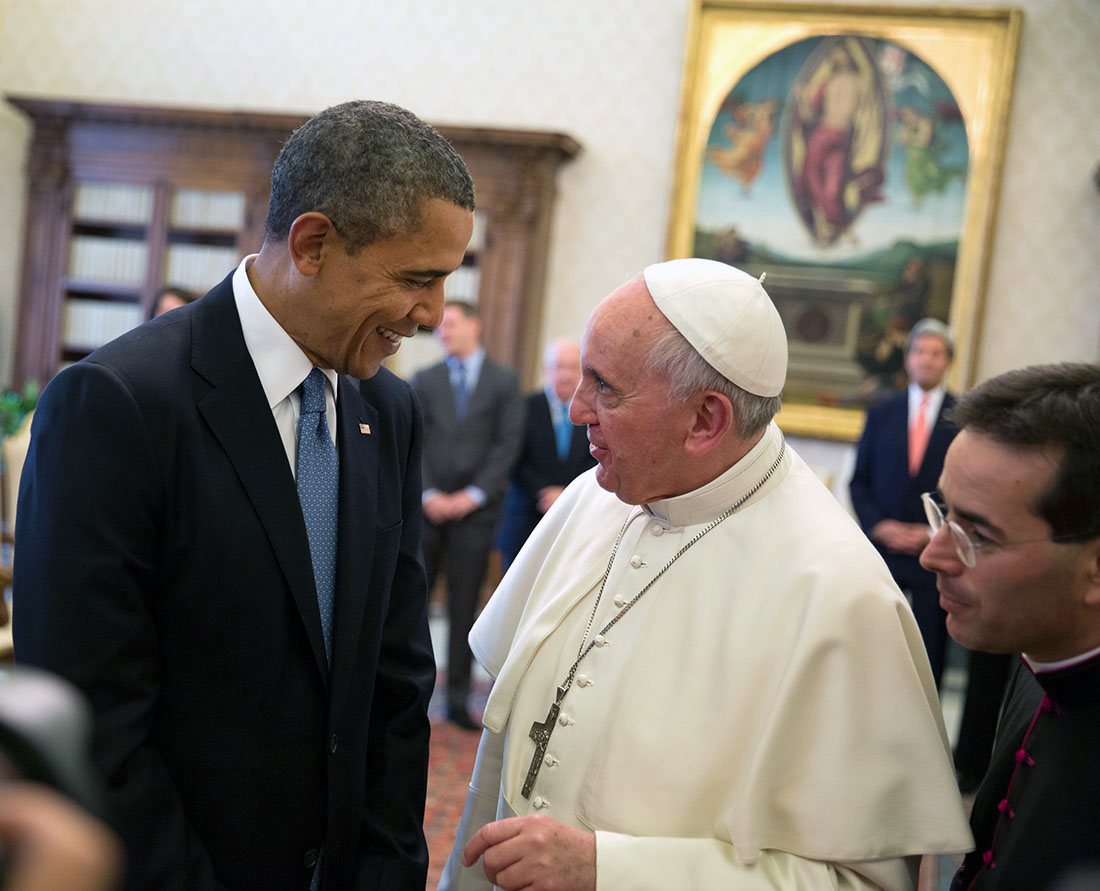
Papa Francesco incontra Barack Obama in Vaticano il 27 marzo 2014

## Riconoscimenti e onorificenze

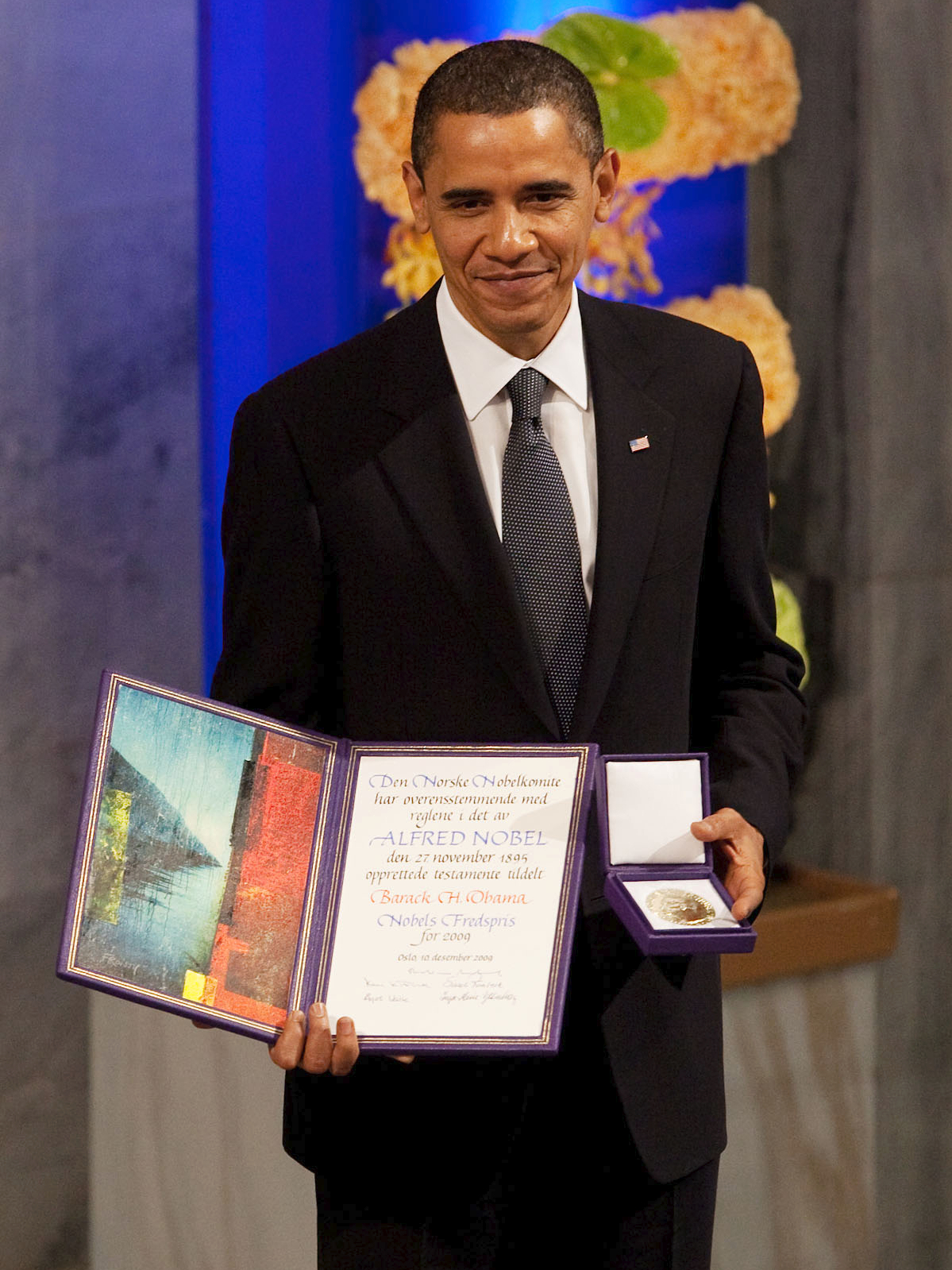
Barack Obama con la medaglia e il diploma del Premio Nobel

### Premio Nobel
Il 9 ottobre 2009 il comitato di Oslo gli conferì il Premio Nobel per la pace
La motivazione fa riferimento ai suoi tentativi di ridurre gli arsenali nucleari e di intavolare un dialogo distensivo e costruttivo col Medio Oriente. Il riconoscimento, consistente in una medaglia, un diploma e un assegno di 10 milioni di corone svedesi (circa un milione di euro) gli fu consegnato a Oslo il 10 dicembre. «Solo assai raramente qualcuno è riuscito come Obama a catturare l'attenzione del mondo e a dare una speranza per un futuro migliore», si legge nella motivazione diffusa dal Comitato, che spiega come la diplomazia del Presidente statunitense sia «basata sul concetto che coloro che guidano il mondo debbano farlo sulla base di valori e atteggiamenti condivisi dalla maggioranza della popolazione».
Nonostante queste motivazioni, l'attribuzione del Nobel a un presidente eletto da così poco tempo suscitò polemiche. Secondo un sondaggio informale pubblicato dalla MSNBC il 62% degli intervistati pensava che fosse immeritato, mentre numerose critiche furono sollevate dal pubblico e dalla stampa riguardo agli attacchi contro il Medio Oriente ordinati poco prima dell'ottenimento del Premio Nobel. Lo stesso Obama non mancò di far notare che, a suo parere, altri avrebbero maggiormente meritato il premio.

### Tassonomia
In seguito alle sue politiche di conservazione e tutela ambientale, alcuni biologi hanno dedicato al presidente Obama le specie di pesci di cui sono stati autori di descrizione scientifica: Etheostoma obama, nel 2012 Teleogramma obamaorum, nel 2015 e Tosanoides obama, nel 2016.

### Riconoscimenti nel mondo dello spettacolo
- Premio Grammy
  - 2006 - Grammy al miglior album parlato per I sogni di mio padre
  - 2008 - Grammy al miglior album parlato per L'audacia della speranza
  - 2022 - Candidatura al premio Grammy al miglior album parlato per Una terra promessa
- Premio Emmy
  - 2022 - Narratore eccezionale per I parchi nazionali più belli del mondo (episodio: Un mondo di meraviglia)
  - 2023 - Narratore eccezionale per Working: Lavorare e vivere (episodio: La classe media)